# Straßenbahn München

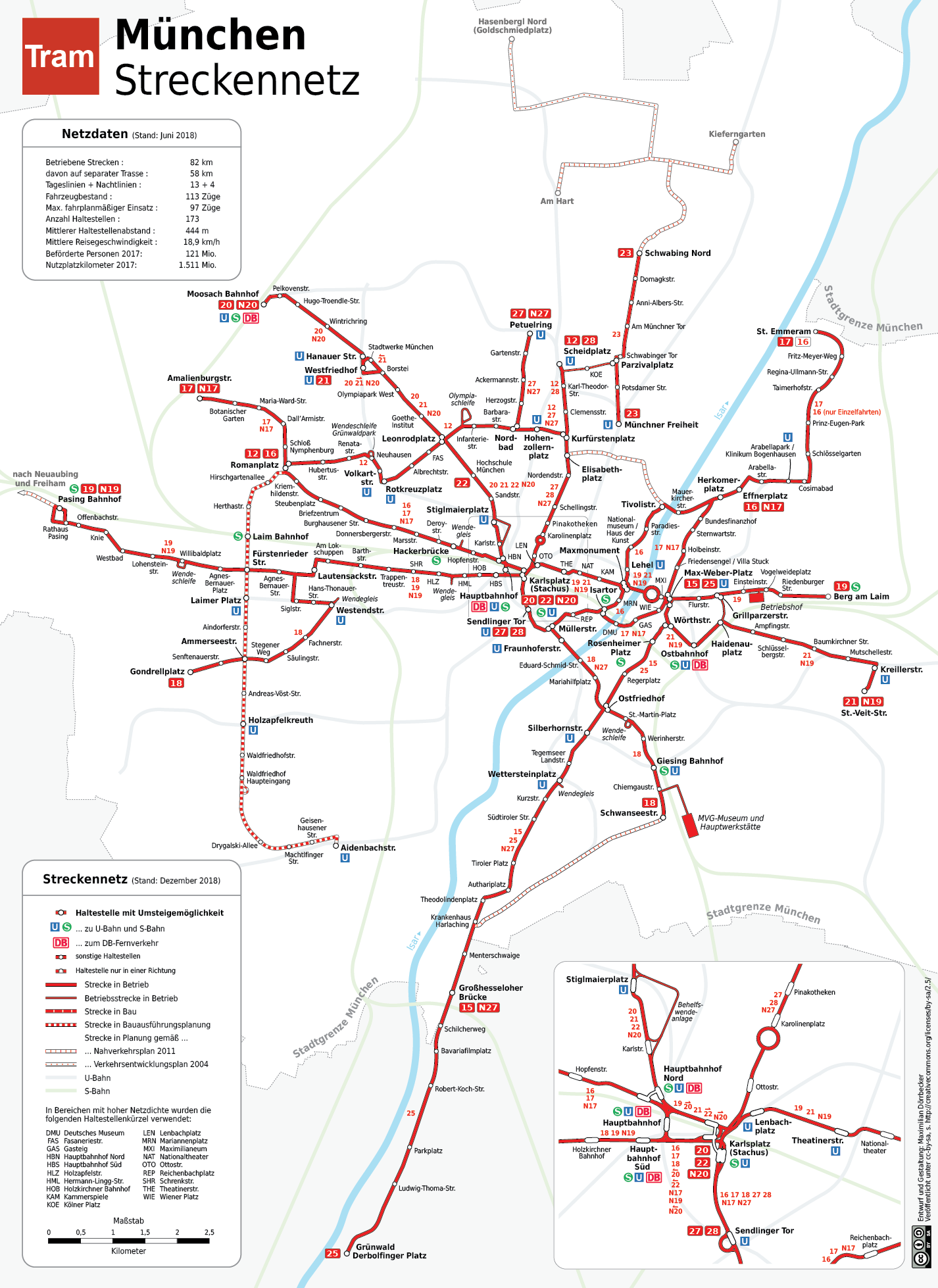
Geografischer Netzplan (Stand: 2018)

Die Straßenbahn München – offiziell und im lokalen Sprachgebrauch als Tram oder Trambahn bezeichnet – ist neben der U-Bahn und der S-Bahn das dritte schienengebundene öffentliche Personennahverkehrsmittel der Stadt München. Sie wird von der Münchner Verkehrsgesellschaft (MVG) sowohl geplant als auch betrieben und ist in den Münchner Verkehrs- und Tarifverbund (MVV) integriert.
Die Münchner Straßenbahn nahm am 21. Oktober 1876 den Betrieb auf. Anfangs wurden die Wagen noch von Pferden gezogen, zwischen 1895 und 1900 ist das Netz nach und nach elektrifiziert worden, sodass elektrische Triebwagen die Tiere ersetzten. Im Ersten und Zweiten Weltkrieg sowie während der Räterevolution konnte die Straßenbahn in München nur eingeschränkt verkehren und 1945 musste der Betrieb für knapp einen Monat vollständig eingestellt werden. Nach der Wiederinbetriebnahme wurde das Streckennetz ausgebaut und erreichte 1964 mit 134 km Länge die größte Ausdehnung. Durch die neu eröffnete U-Bahn sollte die Straßenbahn im Lauf der Jahre ersetzt werden. 1986 jedoch beschloss der Münchner Stadtrat – nach massiven Bürgerprotesten –, die Tram zu erhalten, seit 1996 wird das Straßenbahnnetz wieder ausgebaut.
Das 82 Kilometer lange Streckennetz liegt bis auf einen Abschnitt der Linie 25 in Grünwald ausschließlich im Münchener Stadtgebiet. Auf zwölf Linien werden fahrplanmäßig maximal 105 von 139 Fahrzeugen gleichzeitig eingesetzt (Stand August 2024). Im Jahr 2024 wurden 120 Millionen von insgesamt 615 Millionen Fahrgästen der MVG durch die Tram befördert. Dies entspricht einem Anteil von knapp 20 Prozent. Durch vier Nachtlinien werden 107 der insgesamt 173 Haltestellen rund um die Uhr bedient.

## Betrieb und Liniennetz
Das Netz besteht aus zehn Straßenbahnlinien, die von etwa 4:45 Uhr bis 1:30 Uhr des Folgetages in der Regel im 10-Minuten-Takt (20-Minuten-Takt während der Spätzeit) verkehren und durch drei weitere nur zeitweise auf verkürzten Strecken verkehrenden Linien verstärkt werden. In der Betriebspause dieser Tageslinien sowie der U-Bahn verkehren vier Nachtlinien von Freitag auf Samstag und Samstag auf Sonntag alle 15 oder 30 Minuten und in den übrigen Nächten stündlich.

### Tageslinien
| Linie               | Verlauf | Haltest. | Fahrzeit        | Takt     | Spättakt  | OSM      |
| ------------------- | --- | -------- | --------------- | -------- | --------- | -------- |
| Straßenbahnlinie 12 | Schwabing Nord – Scheidplatz – Hohenzollernplatz – Leonrodplatz – Rotkreuzplatz – Romanplatz | 24       | 28 min          | 10 min   | 20 min    | hin rück |
| Straßenbahnlinie 16 | Romanplatz – Donnersbergerstraße – Hackerbrücke – Hauptbahnhof – Karlsplatz (Stachus) – Sendlinger Tor – Isartor – Maxmonument – Lehel – Effnerplatz (– Arabellapark/Klinikum Bogenhausen – St. Emmeram) (Effnerplatz – St. Emmeram nur in der HVZ als Verstärkung von Linie 17) | 26 (35)  | 39 min (50 min) | 10 min   | 20 min    | hin rück |
| Straßenbahnlinie 17 | Amalienburgstraße – Romanplatz – Donnersbergerstraße – Hackerbrücke – Hauptbahnhof – Karlsplatz (Stachus) – Sendlinger Tor – Isartor – Gasteig – Max-Weber-Platz – Effnerplatz – Arabellapark/Klinikum Bogenhausen – St. Emmeram                                                 | 41       | 57 min          | 10 min   | 20 min    | hin rück |
| Straßenbahnlinie 18 | Gondrellplatz – Westendstraße – Lautensackstraße – Trappentreustraße – Hauptbahnhof Süd – Karlsplatz (Stachus) – Sendlinger Tor – Mariahilfplatz – Ostfriedhof – Giesing Bahnhof – Schwanseestraße                                                                               | 30       | 42 min          | 10 min   | 20 min    | hin rück |
| Straßenbahnlinie 19 | Pasing Bahnhof – Willibaldplatz – Fürstenrieder Straße – Lautensackstraße – Trappentreustraße – Hauptbahnhof – Karlsplatz (Stachus) Nord – Theatinerstraße – Maxmonument – Maximilianeum – Max-Weber-Platz – Einsteinstraße – Berg am Laim Bahnhof                               | 34       | 50 min          | 10 min   | 20 min    | hin rück |
| Straßenbahnlinie 20 | Moosach Bahnhof – Westfriedhof – Leonrodplatz – Stiglmaierplatz – Hauptbahnhof – Karlsplatz (Stachus) | 17       | 22 min          | 10 min   | 20 min    | hin rück |
| Straßenbahnlinie 21 | Westfriedhof – Leonrodplatz – Stiglmaierplatz – Hauptbahnhof Nord – Karlsplatz (Stachus) Nord – Theatinerstraße – Maxmonument – Maximilianeum – Max-Weber-Platz – Ostbahnhof – Kreillerstraße – St.-Veit-Straße                                                                  | 28       | 37 min          | 10 min   | 20 min    | hin rück |
| Straßenbahnlinie 23 | Münchner Freiheit – Potsdamer Straße – Parzivalplatz – Schwabinger Tor – Am Münchner Tor – Anni-Albers-Straße – Domagkstraße – Schwabing Nord (HVZ alle 5 min, SVZ alle 20 min, sonst alle 10 min)                                                                               | 7        | 9 min           | 5/10 min | 20 min    | hin rück |
| Straßenbahnlinie 25 | Max-Weber-Platz – Rosenheimer Platz – Ostfriedhof – Silberhornstraße – Wettersteinplatz – Großhesseloher Brücke – Grünwald, Derbolfinger Platz (Großhesseloher Brücke – Grünwald nur ca. jede zweite Fahrt)                                                                      | 23       | 31 min          | 5 min    | 10 min    | hin rück |
| Straßenbahnlinie 27 | Petuelring – Hohenzollernplatz – Kurfürstenplatz – Karolinenplatz – Karlsplatz (Stachus) – Sendlinger Tor (Spätzeit: Fr/Sa alle 10 min, sonst alle 20 min) | 15       | 20 min          | 10 min   | 10/20 min | hin rück |
| Straßenbahnlinie 28 | Scheidplatz – Kurfürstenplatz – Karolinenplatz – Karlsplatz (Stachus) – Sendlinger Tor (nur von 7–20 Uhr / So: 12–19 Uhr, verstärkt die Linie 27) | 12       | 16 min          | 10 min   | –         | hin rück |
| E7                  | MVG Museum – Giesing Bahnhof – Ostfriedhof – Rosenheimer Platz – Ostbahnhof (nur rück) – Max-Weber-Platz (nur zu Öffnungszeiten des MVG-Museums; 30-Minuten-Takt) | 10 13    | 17 min 22 min   | 30 min   | –         |          |

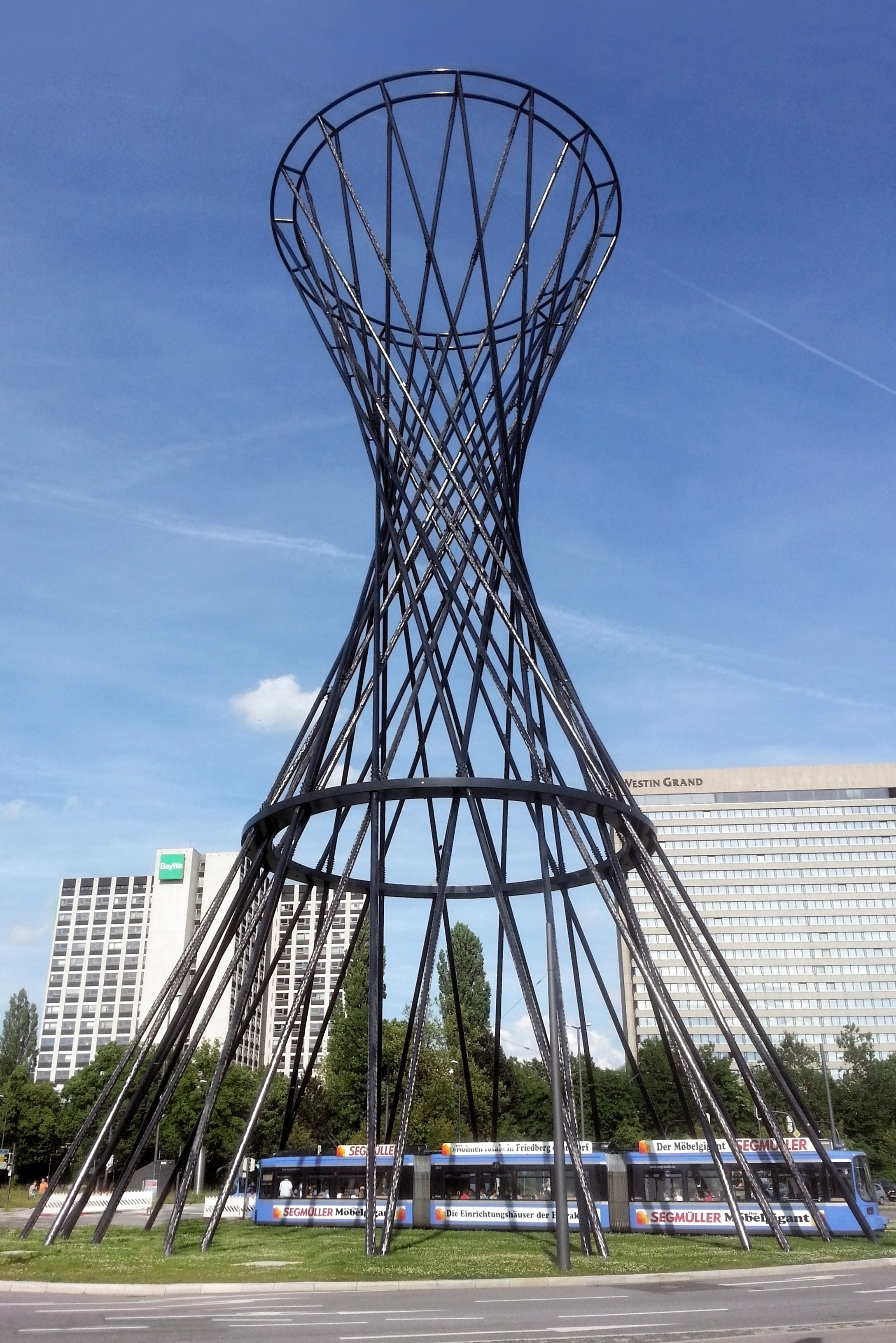
Ein Wagen der Linie 16 durchquert die Mae West
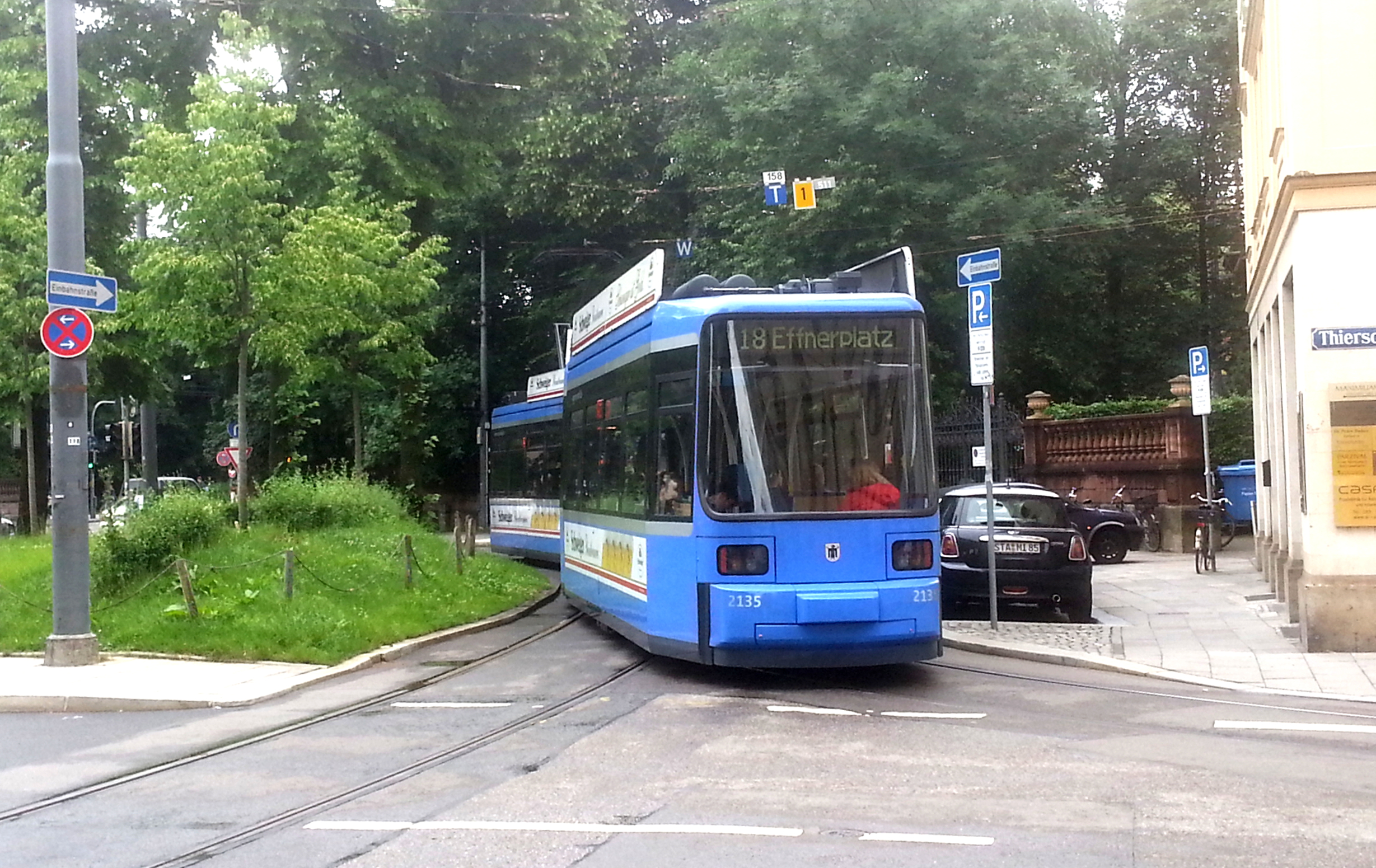
Ein Wagen der Linie 18 am Maxmonument. Hier verkehrt mittlerweile die Linie 16.
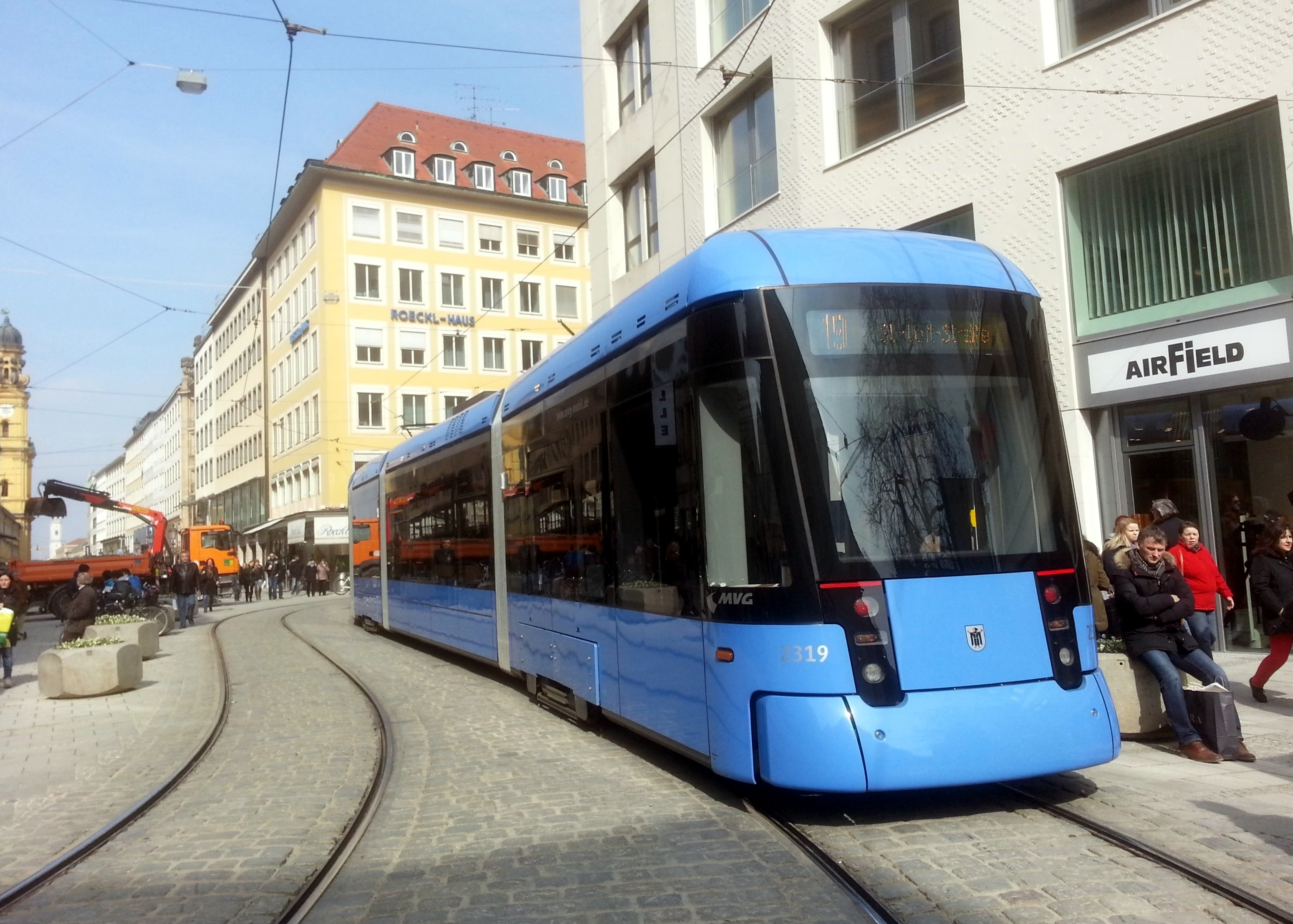
S-Wagen 2319 durchquert die Fußgängerzone in der Theatinerstraße
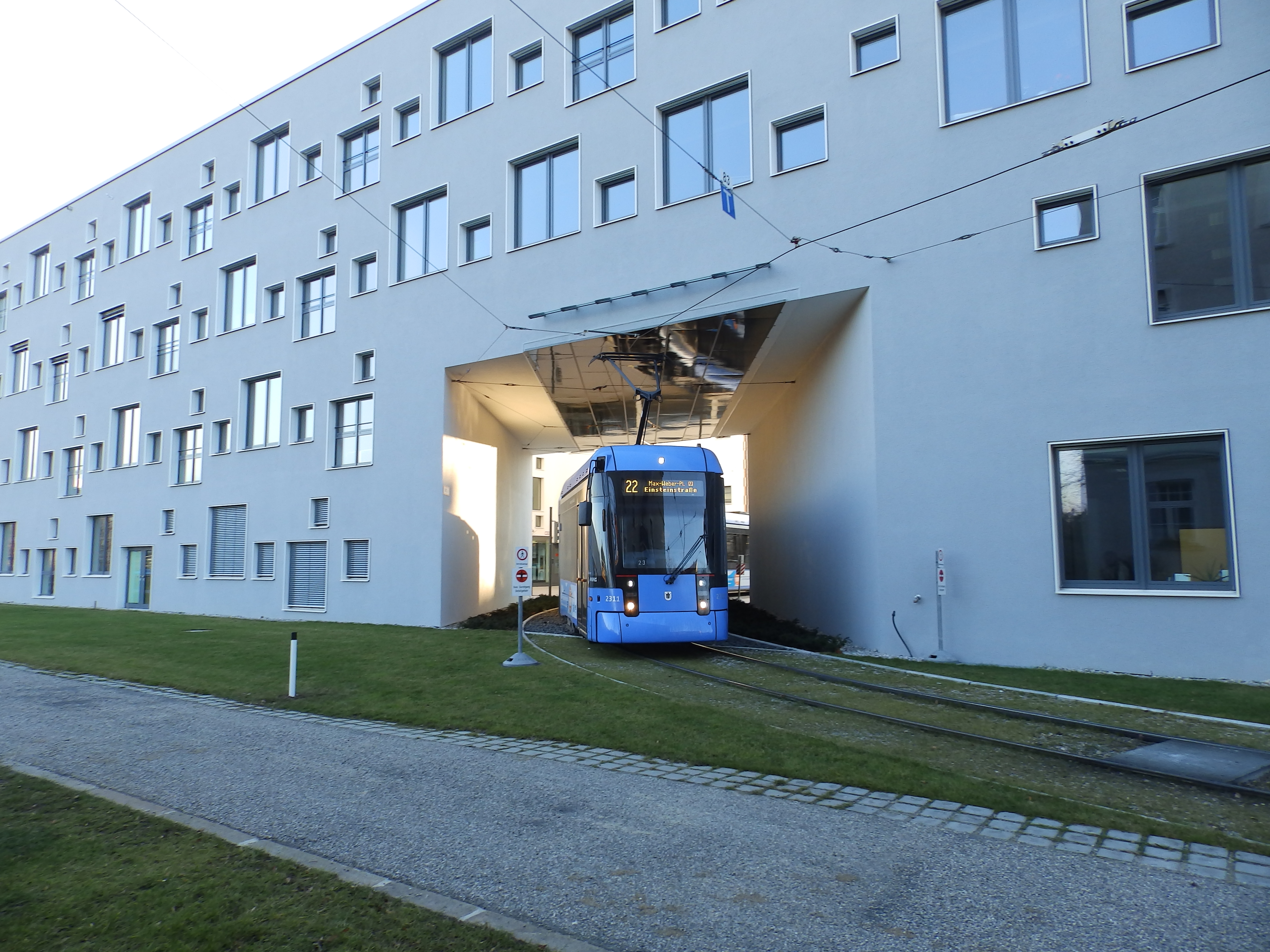
Straßenbahn verlässt die Hochschule München
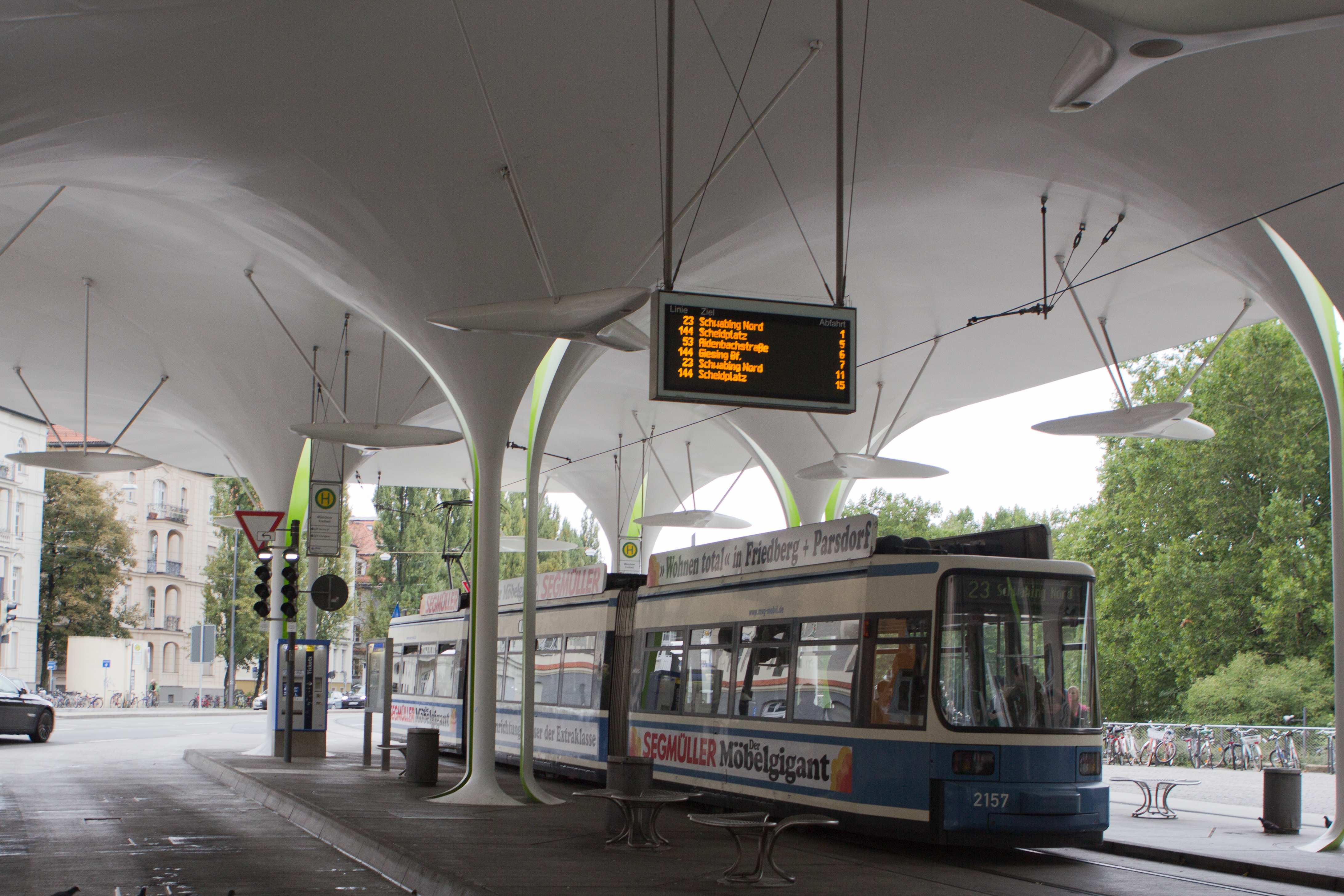
Linie 23 an der Endhaltestelle Münchner Freiheit

### Nachtlinien

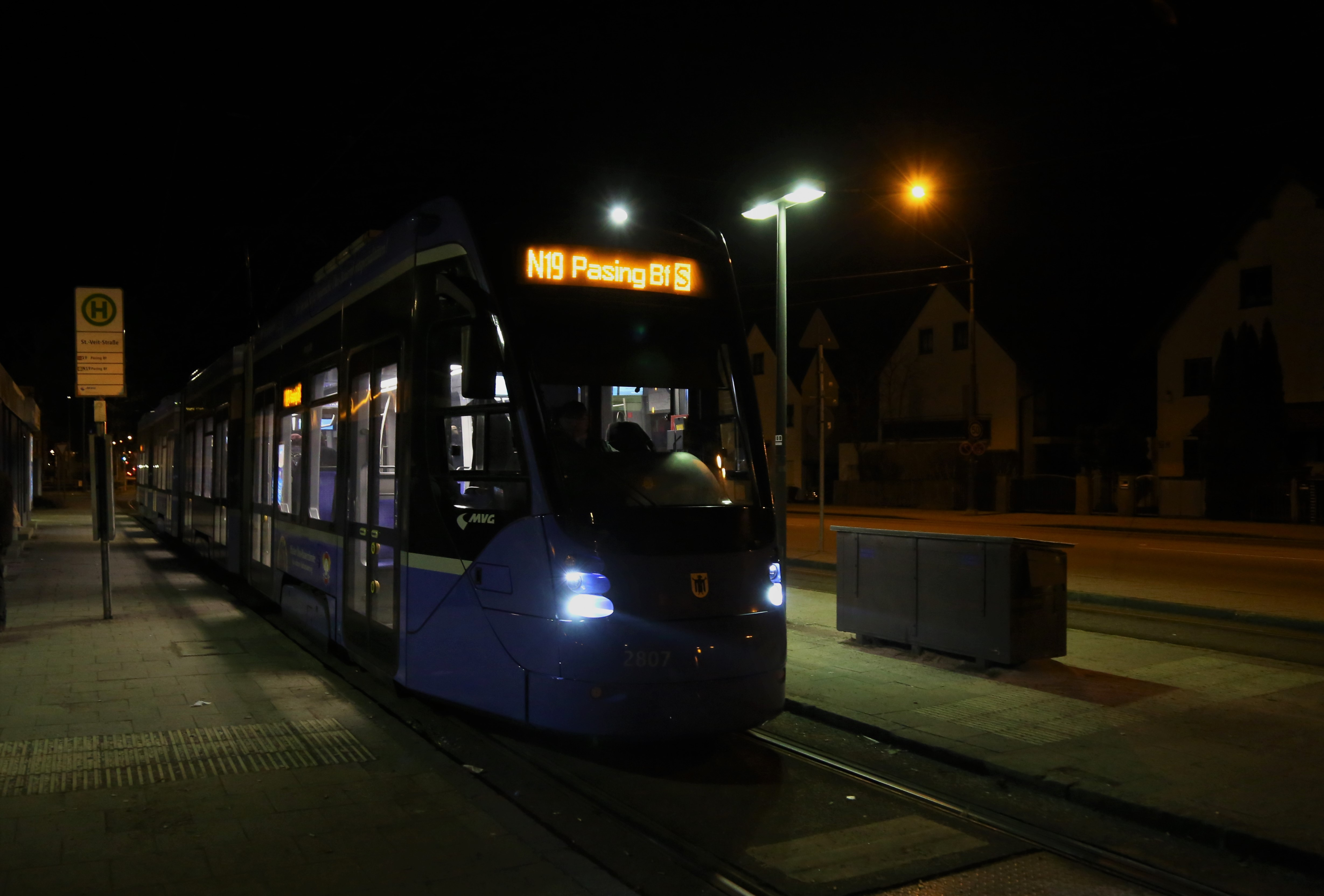
Nachtlinie N19 an der St.-Veit-Straße

Im Nachtnetz der Tram verkehren folgende Linien:
- Amalienburgstraße – Effnerplatz (Teilabschnitt der Linie 17)
- Pasing Bf – St.-Veit-Straße
  - Pasing Bf – Max-Weber-Platz wie Linie 19
  - Karlsplatz (Stachus) – St.-Veit-Straße wie Linie 21
- Moosach Bf – Karlsplatz (Stachus) (wie Linie 20)
- Petuelring – Großhesseloher Brücke
  - Petuelring – Sendlinger Tor wie Linie 27
  - Karlsplatz (Stachus) – Ostfriedhof wie Linie 18
  - Ostfriedhof – Großhesseloher Brücke wie Linie 25

Diese Linien und weitere Nachtbuslinien verkehren täglich etwa von 1:30 Uhr bis 4:30 Uhr. In den Nächten von Freitag auf Samstag und Samstag auf Sonntag gilt ein 30-Minuten-Takt, auf den Linien N19 und N27 abschnittweise sogar ein 15-Minuten-Takt. In den übrigen Nächten verkehren die Nachtlinien stündlich. Am Stachus, dem zentralen Treffpunkt aller Nachtlinien, besteht um 1:30 Uhr, 2:30 Uhr, 3:30 Uhr und 4:30 Uhr (am Wochenende sogar halbstündlich) Anschlusssicherung zwischen allen vier Straßenbahnlinien sowie den Buslinien N40 und N41.

### Sonderfahrten

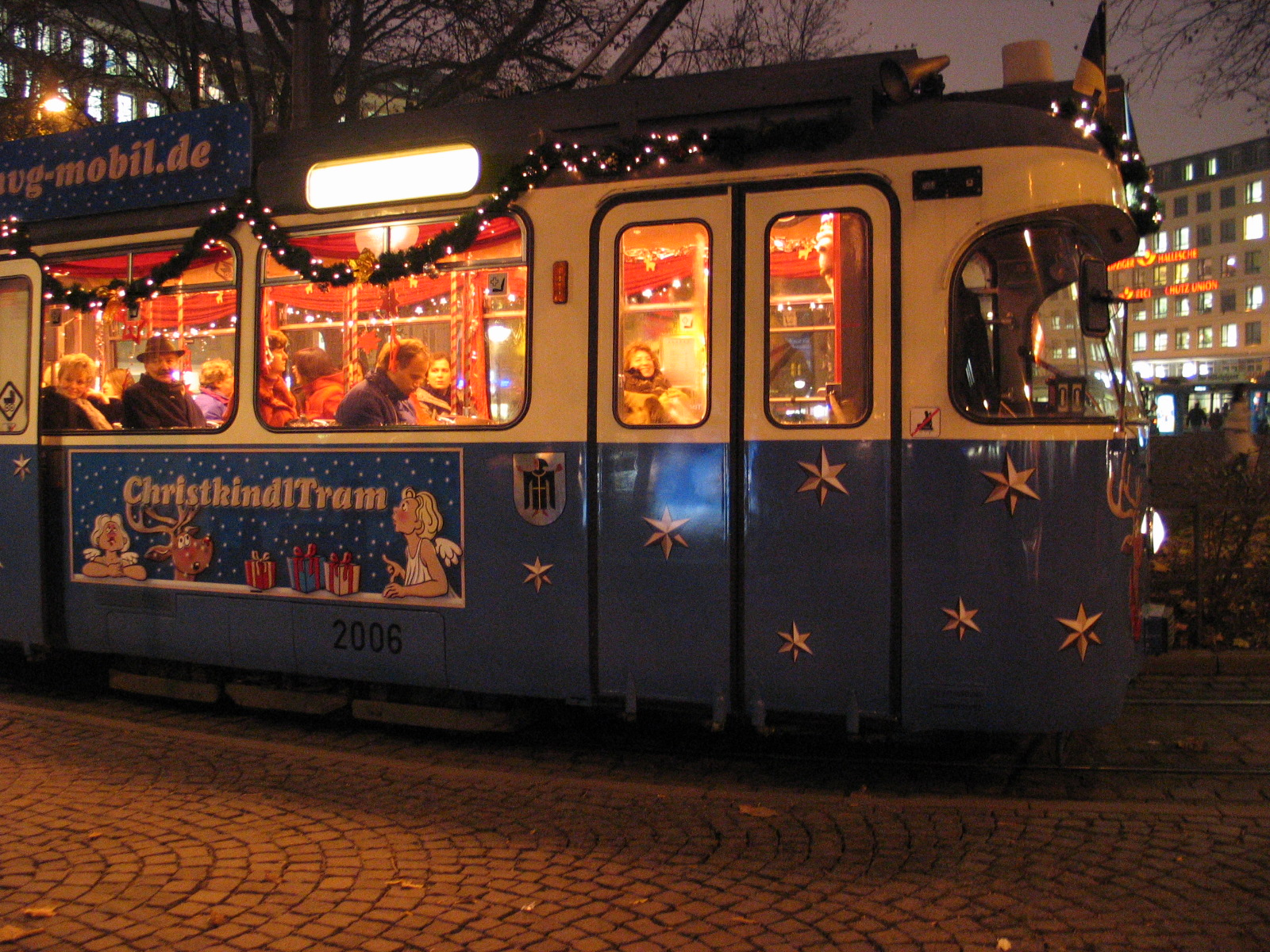
Von 1994 bis 2019 drehte im Dezember die Christkindltram auf dem Altstadtring ihre Runden

Grundsätzlich können Münchner Trambahnen für Sonderfahrten gemietet werden. So werden regelmäßig unter dem Namen MünchenTram Stadtrundfahrten angeboten; außerdem kann noch eine „Partytram“ gemietet werden (meist ein P-Wagen). Als MünchenTram kommt der M-Triebwagen 2412 mit dem M-Beiwagen 3407 zum Einsatz.
Von 1994 bis 2019 gab es mit demselben historischen Triebwagen im Advent auch regelmäßig eine Sonderlinie mit dem Namen ChristkindlTram, die eine Rundstrecke mit Anfangs- und Endhaltestelle Sendlinger Tor bediente. Diese Trambahn war weihnachtlich geschmückt, in den Wagen wurde Weihnachtsmusik gespielt und es wurden Heißgetränke und Lebkuchen gereicht. Abfahrtzeiten waren jeweils zu vollen und zur halben Stunde am Sendlinger Torplatz. Während der Coronapandemiejahre 2020 und 2021 bot die Münchner Verkehrsgesellschaft (MVG) aufgrund der Auflagen zum Infektionsschutz keine Fahrten mit der Christkindltram an. Auch nach Ende der Pandemie und Aufhebung der Auflagen wurde der Betrieb jedoch zunächst nicht wieder aufgenommen – als Grund wurde jetzt der Fahrermangel angegeben.
Im Jahr 2024 fuhr die Christkindltram nach einem Auftrag des Oberbürgermeisters Dieter Reiter wieder. Da der historische Wagen jedoch wartungsbedürftig war, wurde ein modernerer Wagen verwendet.

### Baustellenlinien

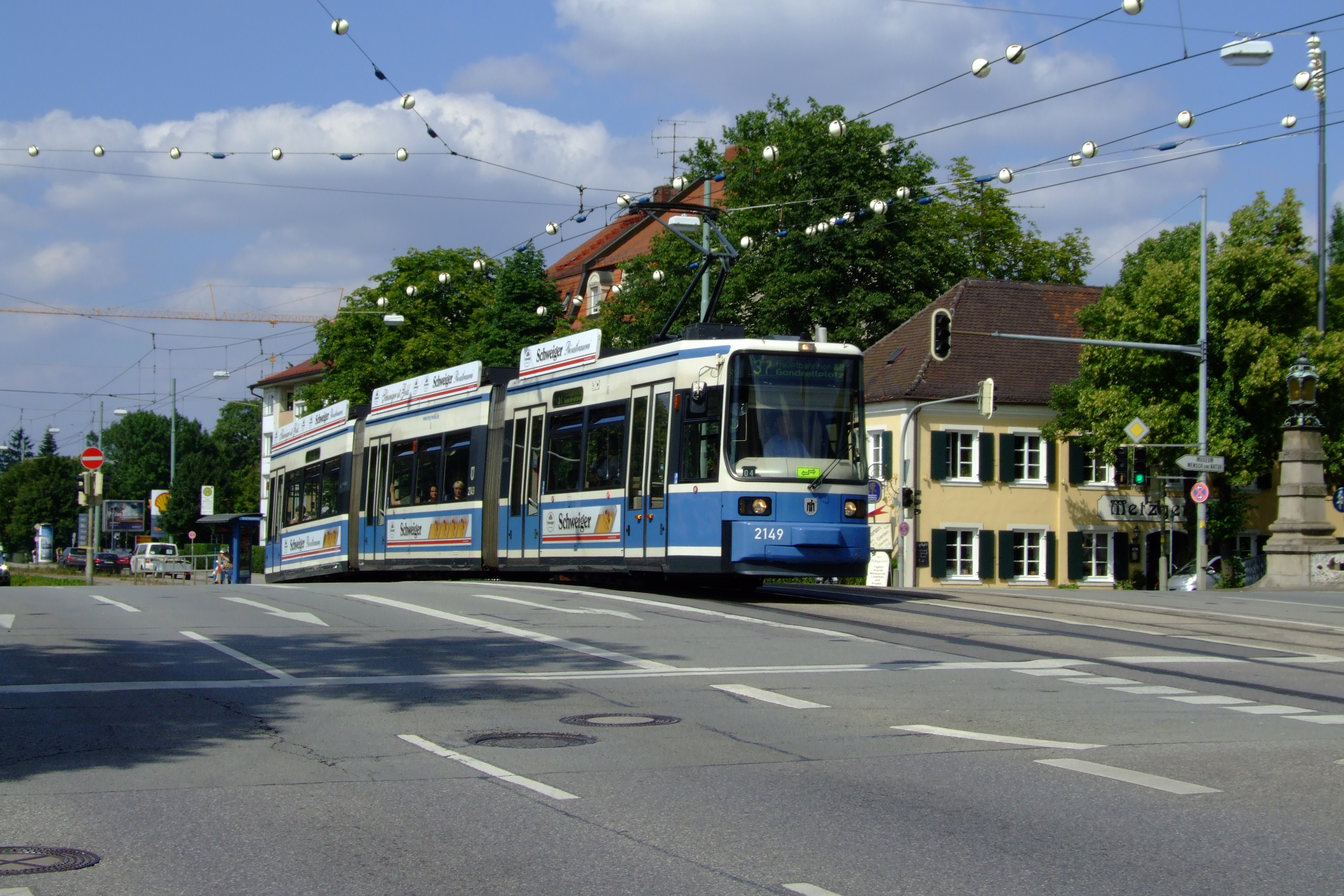
R-Wagen auf der Baustellenlinie 37 mit Umleitungssymbol

Bei größeren Baumaßnahmen an wichtigen Knotenpunkten können meist mehrere Linien nicht mehr auf ihrem normalen Linienweg verkehren und müssen geteilt oder umgeleitet werden. Seit dem Jahr 2005 setzt die MVG teilweise Baustellenlinien ein, die Liniennummern von 30 bis 39 erhalten: So wurden beispielsweise die Westäste der Linien 17 und 18 miteinander verknüpft, die damit neu geschaffene Linie bekam die Liniennummer 37. Hierdurch können sich die Fahrgäste besser auf die Änderung des Linienwegs einstellen.
Im Oktober 2017 kam eine Baustellenlinie „U2“ zum Einsatz, da es in der U-Bahn zwischen Hauptbahnhof und Sendlinger Tor zu Behinderungen kam.
Zur Kennzeichnung einer Baustellenlinie wird das Umleitungssymbol verwendet, welches bei R2- und R3-Wagen an der Position des Nachtlinienschilds an der Frontscheibe eingesteckt wird. Die älteren Hochflurzüge vom Typ P erhielten stattdessen ein auffälliges gelbes Zielschild mit Umleitungssymbol.
Werden Trambahnlinien komplett eingestellt und durch Busse im Schienenersatzverkehr ersetzt, so bekam die Ersatzlinie einige Zeit eine »Hunderternummer«, beispielsweise wird aus der Trambahnlinie 18 die SEV-Buslinie 118. Ebenso fuhr eine Buslinie 123 im Vorlaufbetrieb bis zur Eröffnung der neu gebauten Trambahn-Linie 23. Mittlerweile verwendet man hier aber die normalen Liniennummern. So fuhren 2017 Ersatzbusse mit den Nummern 18 und 19.

### Elektrische Ausrüstung
Seit 2001 beträgt die Spannung der Fahrleitung 750 Volt Gleichstrom, zuvor wurde mit 600 Volt Gleichstrom gefahren. Auf dem Liniennetz werden unterschiedliche Oberleitungssysteme eingesetzt: Hauptsächlich wird in München die Einfachfahrleitung genutzt, bei der der Fahrdraht zwischen den Fahrleitungsmasten abgespannt ist. Auf neu erbauten Strecken findet eher die Kettenfahrleitung Verwendung, bei der die Fahrleitung durch ein zusätzliches Tragseil getragen wird, sodass größere Mastabstände möglich sind. Als Oberleitung wird ein mit Kupfer legierter Fahrdraht mit einem Durchmesser von ungefähr 12 Millimeter verwendet.

## Geschichte

### Die Anfänge – 1876 bis 1900

#### Pferdebahn

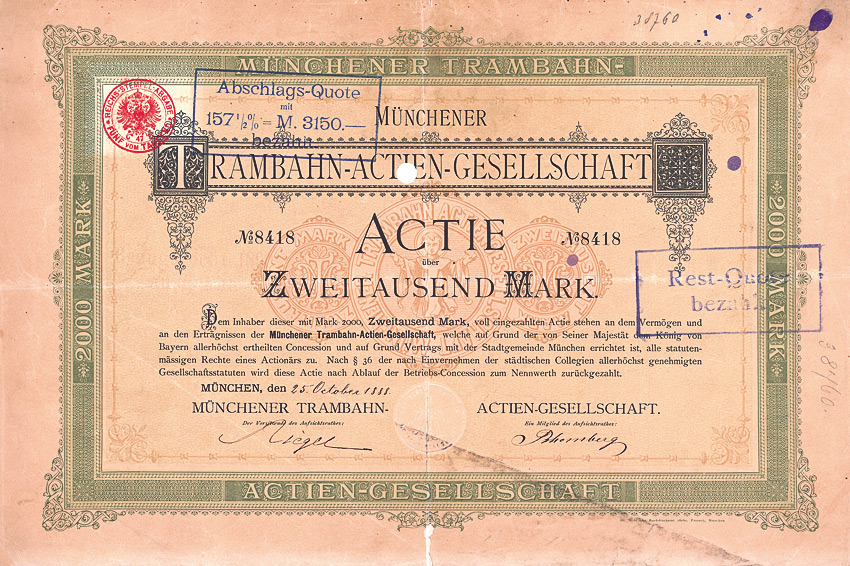
Aktie der Münchner Trambahn-Actiengesellschaft von 1888

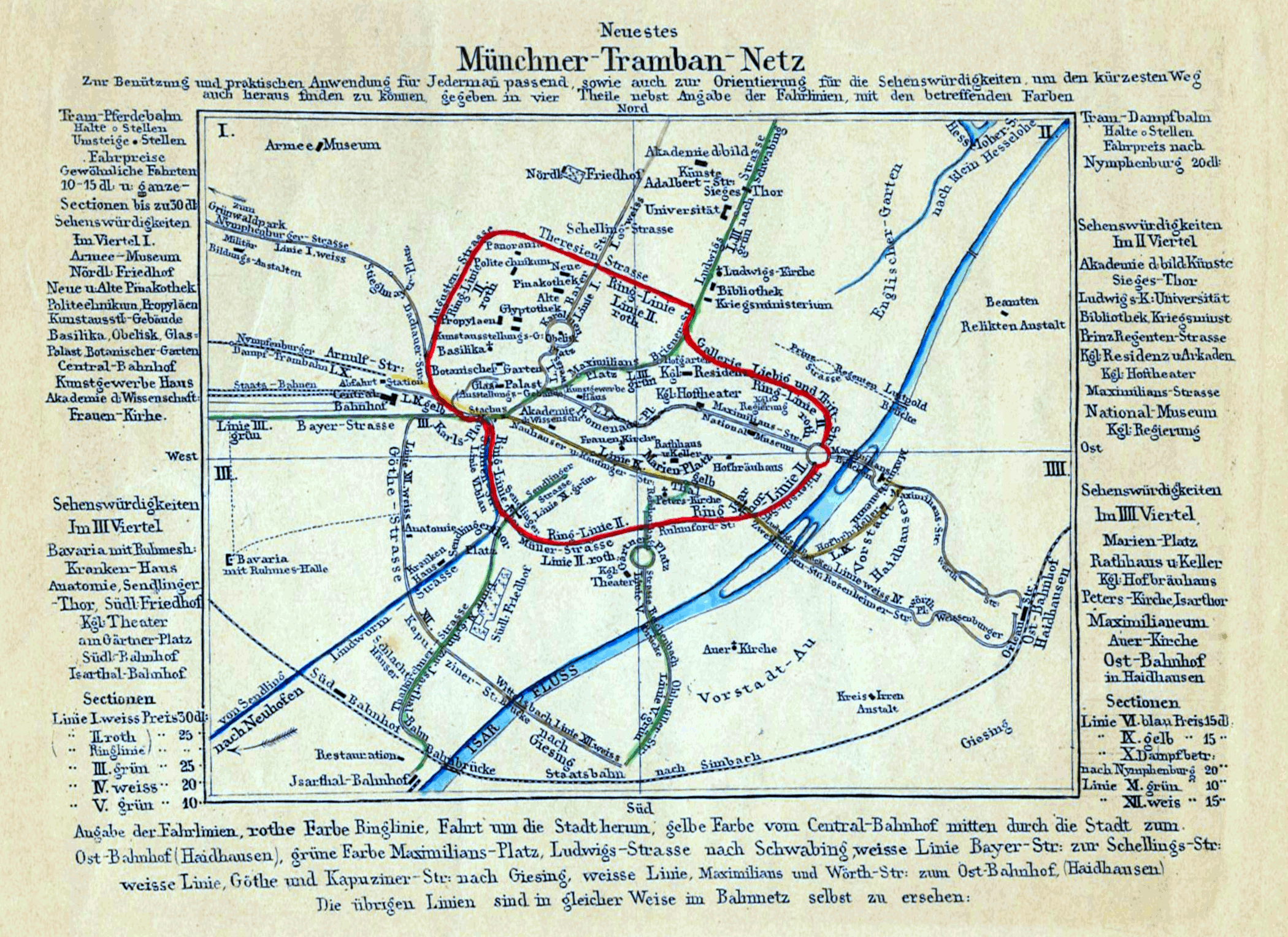
Neuestes Münchner Tramban [!] Netz - Netzplan der Pferdestraßenbahn im 19. Jahrhundert

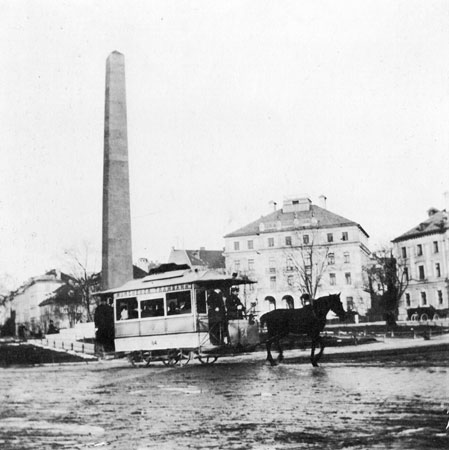
Pferdestraßenbahnwagen in München im 19. Jahrhundert am Karolinenplatz

Durch den wirtschaftlichen Aufschwung der Stadt München ab Mitte des 19. Jahrhunderts und die damit wachsende Einwohnerzahl stieg das Verkehrsbedürfnis stark an. Wie in vielen größeren Städten geht die Straßenbahn in München auf private Unternehmen zurück. Am 16. Juni 1869 richtete der Lohnkutscher Michael Zechmeister ein mit Pferden betriebenes Omnibusnetz ein, dieses wurde auch umgangssprachlich als Groschenwagen bezeichnet. Das Netz bestand aus fünf im 20-Minuten-Takt befahrenen Linien. Das Ziel war jedoch der Bau einer Pferdebahn auf Schienen, die die Stadt allerdings als nicht lohnend ansah. Noch im selben Jahr versuchte der Amerikaner S.A. Beer eine Konzession für eine Pferdebahn zu erhalten, was ihm jedoch nicht gelang. Nachdem in vielen anderen Städten bereits Pferdebahnen eingerichtet worden waren, erhielt 1869 auch in München ein Konsortium aus Magdeburg eine Konzession zum Bau von drei Pferdebahnlinien. Das Projekt scheiterte an der Finanzierung. Der Münchner Magistrat bewilligte im Jahr 1873 zwar den Bau einer Pferdebahn, die Münchner Polizeidirektion verbot jedoch das Verlegen der Schienen in der Innenstadt, sodass das Vorhaben verzögert wurde. Nachdem der Münchner Magistrat dem Belgier Edouard Otlet am 26. März 1876 eine Konzession erteilt hatte, willigte die Polizeidirektion dem Bau schließlich doch ein. Otlet verpflichtete sich, zunächst eine Ost-Westlinie (Schloss Nymphenburg – Nymphenburger Landstraße – Dachauer Straße – Bahnhofsplatz – Karlsplatz mit Gabelung nach Norden über den Lenbachplatz zum Promenadeplatz und nach Süden über Sendlinger Tor und Zweibrückenstraße zum Haidhauser Bahnhof) und eine Nord-Süd-Linie (Großwirt in Schwabing [heute Münchner Freiheit] – Schwabinger Landstraße [heute Leopoldstraße] – Ludwigstraße – Brienner Straße – Hauptbahnhof – Theresienwiese) als Pferdebahn zu bauen.
Am 21. Oktober 1876 nahm die erste Linie der Pferdebahn vom Promenadeplatz zur Burgfrieden-Maillingerstraße an der damaligen Stadtgrenze als erstes Teilstück der Ost-West-Linie den Betrieb auf. Am ersten Fahrtag beförderte die Münchener Tramway Ed. Otlet 5092 Fahrgäste. Für den Betrieb der Pferdebahn schaffte man 48 Pferde an. Ein Jahr später wurde der Abzweig ab Karlsplatz über Sendlinger Tor bis zur Zweibrückenstraße eröffnet. Nach zwei Jahren waren alle vertraglich festgelegten Linien gebaut. Da der Direktor der Straßenbahngesellschaft und auch Otlet kein Deutsch konnten, beschloss der Münchner Magistrat, den Straßenbahnbetrieb und auch das Straßenbahnnetz der neu gegründeten Münchner Trambahn AG am 25. August 1882 zu übergeben.
Die Pferdebahn wurde in den Jahren 1882 und 1883 nochmals zügig ausgebaut. 1885 fuhren bereits sieben Linien, die durch verschiedenfarbige Linienschilder gekennzeichnet waren. Liniennummern gab es damals noch nicht. Wegen des langen Streits mit dem Münchner Magistrat, der anfangs der Meinung war, dass die Straßenbahn das Stadtbild verunstalten würde, konnte die Ost-West-Altstadtstrecke vom Karlsplatz über den Marienplatz zum Isartor erst 1888 eröffnet werden. 1890 eröffnete die Münchner Trambahn AG eine Ringlinie, die vom Bahnhofsvorplatz über den Sendlinger-Tor-Platz, das Isartor und das Maxmonument zurück zum Bahnhofsplatz führte. Im Jahr 1892 betrieb die Münchner Trambahn AG neun Straßenbahnlinien. Es gab keine festen Haltestellen, die Pferdebahnwagen hielten an, wenn man dem Kutscher ein Zeichen gab, dass man einsteigen wollte.
| Linienfarbe | Strecke |
| ----------- | --- |
| weiß        | Grünwaldpark – Karlsplatz – Promenadeplatz – Adalbertstraße                                                                   |
| rot         | Ringlinie: Bahnhofsplatz – Sendlinger-Tor-Platz – Isartorplatz – Maxmonument – Ludwigstraße – Theresienstraße – Bahnhofsplatz |
| grün        | Landsberger Straße – Karlsplatz – Schwabing                                                                                   |
| weiß        | Hoftheater – Maxmonument – Ostbahnhof – Rosenheimer Berg                                                                      |
| grün        | Frauenstraße – Au – Freibadstraße                                                                                             |
| blau        | Karlsplatz – Sendling |
| gelb        | Ost-West-Altstadtstrecke: Hauptbahnhof – Marienplatz – Ismaninger Straße                                                      |
| grün        | Färbergraben – Isartalbahnhof                                                                                                 |
| weiß        | Hauptbahnhof – Giesing |

1894 besaß die Münchner Trambahn AG 758 Pferde, dies war die größte Anzahl an Pferden, die die Münchner Straßenbahn je erreichte. 1895 wurde nach langen Verhandlungen mit Behörden und Haus- und Grundbesitzern als erste Strecke die Linie vom Färbergraben zum Isartalbahnhof elektrifiziert. In diesem Zusammenhang wurde auch erstmals das Mitziehen von Pferdebahnwagen als Beiwagen getestet. Der volle elektrische Betrieb auf der Strecke wurde am 27. Juni 1895 genehmigt. Die Elektrifizierung des Netzes ging von da an zügig voran und war bis 1900 abgeschlossen. Die letzte Pferdebahn fuhr am 15. August 1900 auf der Linie vom Promenadeplatz zur Hohenzollernstraße.

#### Dampfstraßenbahn

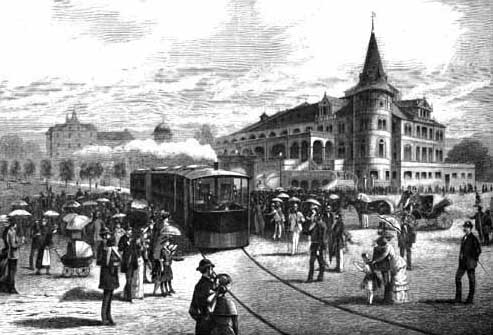
Dampfstraßenbahn 1885 am Stiglmaierplatz

Am 9. Juni 1883 eröffnete die Münchener Trambahn AG eine Dampfstraßenbahn vom Hauptbahnhof nach Nymphenburg. In Höhe der heutigen Landshuter Allee gab es bis 1892 eine niveaugleiche Kreuzung mit der Bahnstrecke München–Regensburg. Die Höchstgeschwindigkeit betrug bis 1886 8 km/h, ab 1886 12 bzw. auf manchen Teilstrecken 16 km/h. Eine Fahrkarte vom Zentralbahnhof bis nach Nymphenburg kostete 20 Pfennig. Die Ausflugslinie erfuhr bald ungeahnten Ansturm, an Sonntagen waren die Züge meist stark überlastet. Allerdings gab es auch Probleme, denn Gespannpferde scheuten aufgrund der lauten Dampfloks und gingen durch, was immer wieder zu Unfällen führte. Die Dampftrambahn wurde daher 1890 aus der Nymphenburger Straße in weniger verkehrsreiche Parallelstraßen (Blutenburgstraße, Winthirstraße) verlegt. Man überlegte, weitere Dampftrambahnlinien wie zum Beispiel nach Wolfratshausen zu bauen, was jedoch nach dem Bau der Isartalbahn nicht mehr notwendig war. Am 14. Juli 1900 wurde der Dampftrambahnbetrieb eingestellt.

#### Ungererbahn

Ungererbahn mit Remise

Bereits am 1. Juni 1886 wurde von August Ungerer, dem Besitzer des „Schwabinger Würmbades“ (später Ungererbad), auf eigene Kosten eine elektrische Trambahn, die Ungererbahn, in München eröffnet, die seine Badeanstalt an das Trambahnnetz anschloss. Sie war die dritte elektrische Straßenbahn in Deutschland, wurde jedoch 1895 aufgrund unzureichender Kapazität eingestellt, stattdessen wurde die Pferdebahn zum neu gebauten Nordfriedhof verlängert. Die elektrische Ungererbahn wurde dabei zunächst durch eine Pferdebahnlinie ersetzt.

### Elektrifizierung und weiterer Ausbau 1895 bis 1918
Ab 1891 plante die Münchner Trambahn AG die Elektrifizierung der Pferdebahnlinien. Für die Finanzierung des Projekts wurde das elektrische System den Gemeindekollegien vorgestellt. Daraufhin wurde am 25. Juni 1894 ein elektrischer Probebetrieb auf der Pferdebahnlinie Färbergraben–Isartalbahnhof beantragt, diesem stimmte auch die Stadt zu. Verzögert wurde das Projekt durch die erst späte Zustimmung des Königlichen Staatsministeriums im Jahr 1895. Ab März konnte die Oberleitung eingerichtet werden, vom 17. bis zum 22. Juni 1895 wurde der Probebetrieb aufgenommen und ab dem 23. Juni 1895 wurden auch Fahrgäste befördert. Auf derselben Linie fuhren jedoch neben den elektrischen Straßenbahnwagen noch Pferdebahnwagen, da der ausschließlich elektrische Betrieb erst eine Woche später, am 27. Juni 1895, genehmigt wurde. Die Pferdebahnwagen fanden nun als Beiwagen der Straßenbahnzüge weitere Verwendung. Noch im selben Jahr wurde die Pferdebahnlinie vom Bahnhofsvorplatz nach Giesing elektrifiziert und im folgenden Jahr bis zum Ostfriedhof verlängert. Von der Elektrifizierung der anderen Pferdebahnlinien sah die Münchner Trambahn AG vorerst ab, da es sich aufgrund der auslaufenden Konzession zum Betrieb des Straßenbahnnetzes mit der Stadt München nicht mehr gelohnt hätte. In einem Vertrag mit der Stadt München wurde beschlossen, dass die Münchner Trambahn AG Zuschüsse für den Bau der Oberleitungen erhielt. Im Gegenzug erhielt die Stadt München einen größeren Einfluss auf die Betriebsführung der Straßenbahn.

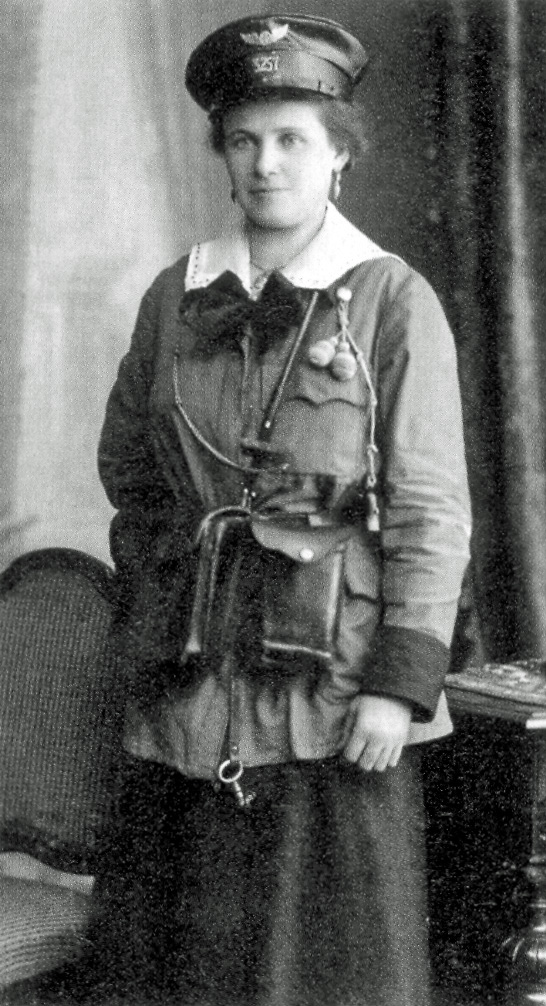
Münchner Trambahnschaffnerin (1917)

Im November 1897 wurde der elektrische Betrieb auf der Pferdebahnlinie von der Freibadstraße zur Heiliggeistkirche aufgenommen. Künstlergemeinschaften und der Königliche Hof kritisierten die Oberleitungen, da sie das Stadtbild „verschandelten“. Der Münchner Magistrat forderte daraufhin die Untersuchung alternativer Möglichkeiten der Stromeinspeisung. 1896 eröffnete die Elektrizitäts-AG. vorm. Schuckert & Co. eine Versuchsstrecke in der Goethestraße, bei der der Strom über Kontaktklötze in der Gleismitte übertragen wurde. Wegen großer Unfallgefahr übernahm man dieses System nicht in den Planbetrieb, woraufhin die Teststrecke 1902 abgebaut wurde. Auch Versuche mit batteriebetriebenen Fahrzeugen wurden durchgeführt, sie waren aber ebenfalls erfolglos. Auf der Strecke vom Schillerdenkmal über den Odeonsplatz zur Galeriestraße erlaubte die Aufsichtsbehörde die Einrichtung einer Oberleitung nicht. Um die Strecke dennoch mit elektrischen Straßenbahnen zu befahren, richtete man am 19. Februar 1900 einen Schleppbetrieb ein, bei dem die Triebwagen von kleinen Akkulokomotiven gezogen wurden. Dafür wurden insgesamt sechs Akkulokomotiven beschafft und Abstell- und Rangiergleise errichtet. Nachdem letztendlich doch eine Oberleitung genehmigt worden war, stellte man den Betrieb mit Akkulokomotiven zum 15. März 1906 ein.
Die letzte Pferdebahnlinie vom Promenadeplatz zur Hohenzollernstraße wurde am 15. August 1900 elektrifiziert. Insgesamt kostete die Elektrifizierung mit acht Millionen Mark doppelt so viel wie ursprünglich dafür veranschlagt. Bis 1912 wurde das Netz im Stadtbereich weiter verdichtet, um unter anderem auf den wichtigsten Linien einen 5-Minuten-Takt herstellen zu können. Die Straßenbahn fuhr von 5:30 Uhr morgens bis circa 1:00 Uhr nachts, der Fahrpreis betrug 10 Pfennig pro Fahrt. Für Arbeiter waren die Tarife jedoch zu teuer, sodass die Straßenbahn sonntags im Ausflugsverkehr mit jährlich circa 160.000 die meisten Fahrgäste beförderte. An Werktagen fuhren nur ungefähr 120.000 Fahrgäste jährlich mit der Straßenbahn. In jedem Straßenbahnfahrzeug fuhr ein Schaffner mit, der eine blaue Uniform und eine silberne Mütze trug. Frauen waren erst im Ersten Weltkrieg als Schaffnerinnen üblich.
Die mit Linienfarben gekennzeichneten Linien erhielten ab 1900 provisorisch Liniennummern mit römischen Ziffern, die jedoch nicht an den Straßenbahnen angeschrieben waren. Am 11. Oktober 1905 führte die Münchner Trambahn AG offizielle Liniennummern in arabischen Zahlen ein. Die Linien wurden nun mit der Liniennummer und weiterhin mit der Linienfarbe gekennzeichnet.
| Linienfarbe (bis 1906) | Liniennummer (ab 1906) | Strecke |
| ---------------------- | ---------------------- | --- |
| weiß                   | 1                      | Nymphenburg – Rotkreuzplatz – Hauptbahnhof – Marienplatz – Ostbahnhof                                                                      |
| rot                    | 2                      | Nordring: Hauptbahnhof – Sendlinger Tor – Isartor – Max-II-Denkmal – Galeriestraße – Ludwigstraße – Theresienstraße – Hauptbahnhof         |
| grün                   | 3                      | Hauptbahnhof – Maximiliansplatz – Odeonsplatz – Schwabing – Feilitzschstraße – Nordfriedhof                                                |
| gelb-rot               | 4                      | Neuhausen – Stiglmaierplatz – Karlstraße – Lenbachplatz – Promenadeplatz – Maximilianstraße – Max-Weber-Platz – Ostbahnhof                 |
| grün                   | 5                      | Heiliggeistkirche – Gärtnerplatz – Reichenbachbrücke – Au – Freibadstraße                                                                  |
| blau                   | 6                      | Leopold-/Hohenzollernstraße – Kurfürstenplatz – Barer Straße – Karlsplatz – Harras – Neuhofen – Boschetsrieder Straße                      |
| gelb, Licht rot        | 7                      | Schleißheimer/Georgenstraße – Josephsplatz – Augustenstraße – Hauptbahnhof – Sendlinger Tor – Fraunhoferstraße – Ostfriedhof               |
|                        | 8                      | Schleißheimer/Georgenstraße – Riesenfeld                                                                                                   |
| gelb, Licht rot-grün   | 9                      | Bogenhausen – Tal – Karlsplatz – Landsberger Straße                                                                                        |
| grün                   | 10                     | Rindermarkt – Sendlinger Tor – Isartalbahnhof                                                                                              |
|                        | 11                     | Rotkreuzplatz – Marienplatz – Ostbahnhof                                                                                                   |
|                        | 12                     | Südring: Hauptbahnhof – Goetheplatz – Ostfriedhof – Max-Weber-Platz – Maximilianstraße – Promenadeplatz – Hauptbahnhof                     |
|                        | 14                     | Westfriedhof – Neuhausen – Stiglmaierplatz – Karlstraße – Lenbachplatz – Promenadeplatz                                                    |
|                        | 15                     | Heiliggeistkirche – Gärtnerplatz – Reichenbachbrücke – Ostfriedhof                                                                         |
|                        | 16                     | Leopold-/Hohenzollernstraße – Kurfürstenplatz – Barer Straße – Karlsplatz – Harras                                                         |
|                        | 17                     | Schleißheimer-/Georgenstraße – Josephsplatz – Augustenstraße – Hauptbahnhof – Goetheplatz – Humboldt-/Pilgersheimer Straße (– Ostfriedhof) |
|                        | 18                     | Waldfriedhof – Sendling – Sendlinger Tor (– Rindermarkt)                                                                                   |
|                        | 20                     | Max-II-Denkmal – Oettingenstraße – Max-Joseph-Brücke                                                                                       |

Bis zum Ersten Weltkrieg wurden weitere Linien gebaut. Die 1904 errichtete Linie zum damals neuen Waldfriedhof verlief als erste Münchner Straßenbahnlinie auf einem eigenen Gleiskörper, dabei kamen Vignolschienen statt der bisher in den Straßen verlegten Rillenschienen zum Einsatz. 1907 wurde auch die Nord-Süd-Strecke durch die Münchner Altstadt vom Sendlinger Tor über den Rindermarkt, den Marienplatz und die Theatinerstraße zum Odeonsplatz auf eine eigene Trasse gelegt. Am 1. Juli 1907 lief der Konzessionsvertrag der Stadt mit der Münchner Trambahn AG aus, die Stadt München übernahm nun den Straßenbahnbetrieb als Städtische Straßenbahn München.
Am 16. Dezember 1908 eröffnete die Städtische Straßenbahn die erste sogenannte Fernlinie nach Pasing. Sie wurde hinter der Münchner Stadtgrenze als Überlandstraßenbahn auf einer eigenen, höher gelegenen Trasse neben der Landsberger und Agnes-Bernauer-Straße zum Pasinger Marienplatz geführt. Am Pasinger Marienplatz befand sich von 1908 bis zum Bau der Verlängerung zum S-Bahnhof Pasing ab 9. Dezember 2012 mit 14,5 Metern der engste Radius des gesamten Straßenbahnnetzes. Die durchschnittliche Geschwindigkeit auf der damaligen Linie 29 (heute Linie 19) betrug 18 km/h. Am 12. August 1910 wurde eine weitere Überlandstraßenbahn nach Grünwald als Linie 25 und 35 (heute Linie 25) eröffnet, die hauptsächlich als Ausflugslinie in die Isarauen genutzt wurde.
Mit Kriegsausbruch im Jahre 1914 gab es starke Einschränkungen im Tramverkehr wegen Masseneinberufungen des Personals und Energiesparmaßnahmen. Im Jahre 1915 wurden erstmals Schaffnerinnen eingestellt, um dem Personalbedarf gerecht zu werden. Durch den Energiemangel wurde die Situation gegen Kriegsende immer schwieriger, zumal es in den letzten Kriegstagen immer mehr Streiks gab.

### Ausbau und Notzeiten – 1919 bis 1945
Auch bei der Räterevolution von 1919 litt die Trambahn unter den Kämpfen. Oberleitungen wie auch Fahrzeuge wurden durch die Kämpfe zerstört, zeitweise musste der Betrieb ganz ruhen.
Am 7. Mai 1919 wurde der Trambetrieb wieder aufgenommen. Ab 1920 konnte der Betrieb wieder reibungsloser laufen; es wurden auch wieder Streckenbauten in Angriff genommen. Ab 1922 zwang allerdings die Hyperinflation zu immer größeren Betriebseinschränkungen. Die Tarife stiegen dabei entsprechend. Eine Fahrkarte für den niedrigsten Tarif (2 Teilstrecken) kostete am 1. März 1922 noch 1,50 Mark, am 5. August 1922 5 Mark, am 31. Dezember 1922 70 Mark, am 29. Juni 1923 1500 Mark und im November 1923 schließlich bis zu 200 Milliarden Mark.

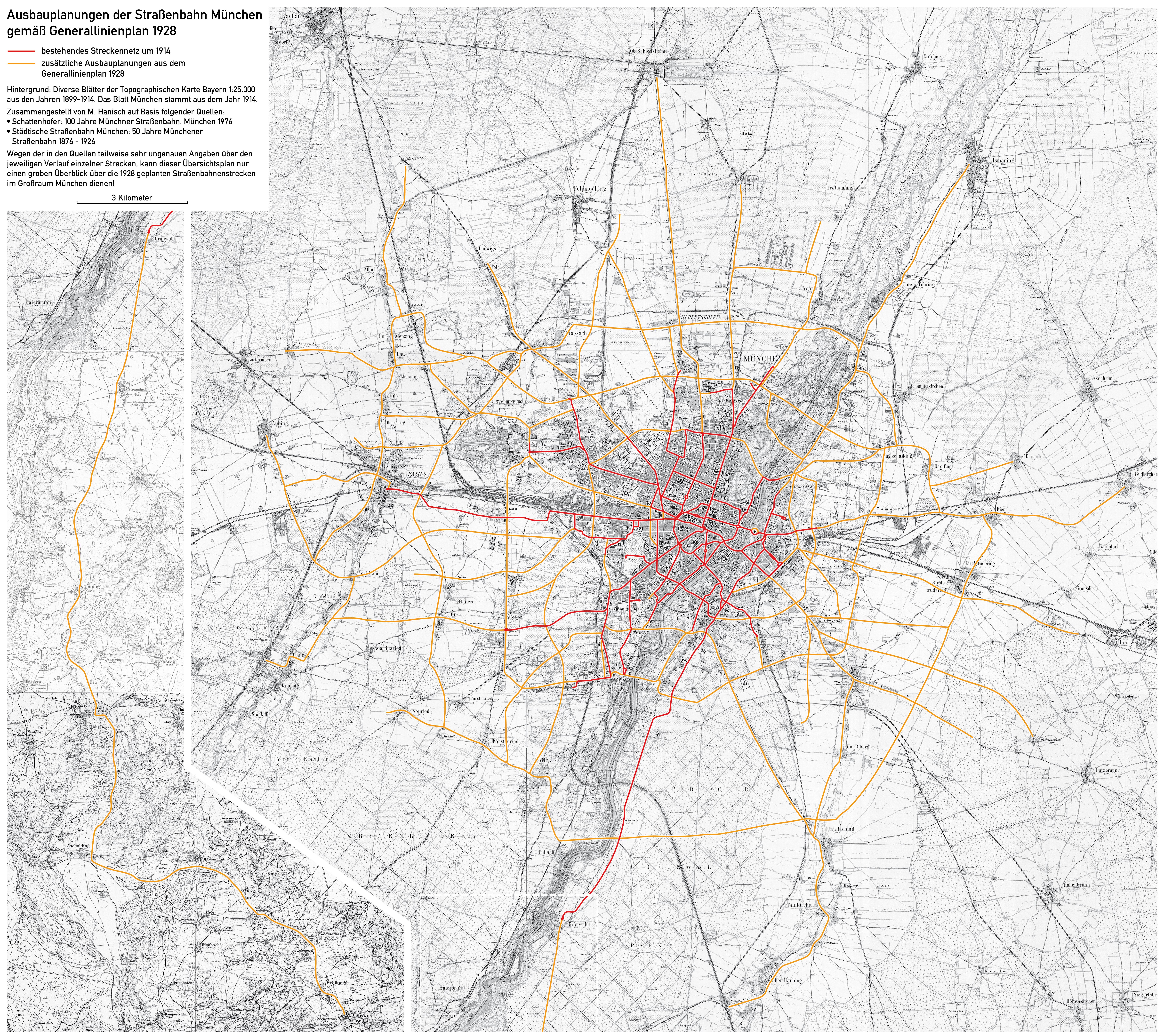
Der Generallinienplan 1928 zeigt, dass vor der Weltwirtschaftskrise für die Münchner Straßenbahn noch umfassende Ausbauplanungen bestanden

Ging es ab 1924 wieder aufwärts – der Wagenpark konnte modernisiert werden und neue Strecken gingen in Betrieb, z. B. nach Ramersdorf, Berg am Laim (1926 als Linie 31,) Teilstücke des geplanten „Großen Rings“ (Linie 22) und andere – beeinträchtigte ab 1929 die Weltwirtschaftskrise den Betrieb der Münchner Trambahn. Die Straßenbahn war das dominante innerstädtische Verkehrsmittel, das sich bei der breiten Bevölkerung im Ersten Weltkrieg durchgesetzt hatte. In der Weimarer Republik erzielte das Verkehrsmittel in München „Werte von durchschnittlich mehr als einer halben Million Fahrgästen pro Tag.“
In der folgenden Dekade sahen Planungen der Nationalsozialisten einen überdimensionierten Umbau der „Hauptstadt der Bewegung“ vor. Die Straßenbahnen standen Hitlers Ausbauplänen entgegen. Er wünschte sich breite Straßen, monumentale Gebäude und Parkplätze anstelle von Schienen und Oberleitungen. In diesem Zusammenhang sollte die Trambahn durch eine U-Bahn ersetzt werden. Ergänzend wurde 1934 die Einführung des innerstädtischen Busverkehrs beschlossen. Dessen grüne Lackierung wurde 1940 nach einer Weisung Hitlers farblich den weiß-blau lackierten Straßenbahnen angepasst.
Dadurch sollte demonstriert werden, dass die Straßenbahn mittlerweile unzureichend sei. „Mit der Aufwertung der Busse ging ein Abstieg der Straßenbahn einher. Während die nationalsozialistische Stadtführung ansonsten keine Gelegenheit ausließ, ihre Baumaßnahmen zu inszenieren, verzichtete sie bei der einzigen im 'Dritten Reich' neuerbauten Tramstrecke zwischen Donnersbergerstraße und Romanplatz auf eine Eröffnungsfeier.“ Der Niedergang der Schiene war dabei kein Spezifikum Münchens. Christian Weber verwies dabei auf Paris, wo die Tram zwischen 1929 und 1938 stillgelegt wurde. Aufgrund der Autarkiepolitik des Deutschen Reichs – für Verbrennungsmotoren waren importierte Treibstoffe nötig – konnten sich die Straßenbahnbefürworter ab Ende 1936 durchsetzen.
Das Münchner Straßenbahnnetz blieb erhalten und wurde neu in Stammlinien und Einsatzlinien gegliedert. Am 1. Januar 1939 bestand folgendes Netz:
- 01 Berg am Laim – Ostbahnhof – Marienplatz – Hauptbahnhof – Seidlstraße – Nymphenburger Straße – Romanplatz
- 02 Nordring
- 03 Kölner Platz – Münchner Freiheit – Odeonsplatz – Hauptbahnhof – Arnulfstraße – Romanplatz – Botanischer Garten
- 04 Ramersdorf bzw. Ostbahnhof – Nationaltheater – Karlstraße – Nymphenburger Straße – Hanauer Str.
- 05 Viktualienmarkt – Maria-Hilf-Platz – Candidplatz
- 06 Freimann – Stachus (bzw. Marienplatz) – Sendlinger Tor – Harras – Waldfriedhof
- 07 Milbertshofen – Nordbad – Hauptbahnhof – Fraunhoferstr. – Ostfriedhof – Perlacher Forst
- 08 Kurfürstenplatz – Stachus – Harras – Hofmannstraße
- 09 Herkomerplatz – Ludwigsbrücke – Stachus – Westendstraße
- 12 Südring
- 14 Isartalbahnhof – Sendlinger-Tor-Platz – Stachus – Dachauer Straße – Moosach
- 15 Viktualienmarkt bzw. Sendlinger-Tor-Platz – Ostfriedhof – Großhesselohe
- 17 Nikolaiplatz – Nordbad – Hauptbahnhof – Pilgersheimer Straße – Ostfriedhof
- 18 Kurfürstenplatz – Barer Str. – Stachus – Implerstraße – Thalkirchen (Tierpark)
- 19 Steinhausen – Marienplatz – Hauptbahnhof – Laim – Westend
- 21 Neuhausen – Nymphenburger Str. – Seidlstraße – Marienplatz – Ostbahnhof
- 22 Nikolaiplatz – Nordbad – Leonrodplatz – Rotkreuzplatz – Heimeranplatz – Harras (bzw. Hofmannstraße in der Hauptverkehrszeit)
- 23 Kölner Platz (bzw. Feilitzschplatz) – Hauptbahnhof – Donnersberger Str. – Steubenplatz
- 24 Westfriedhof (Hanauer Str.)- Neuhausen – Nymphenburger Str. – Seidlstr. – Marienplatz – Ramersdorf
- 25 Viktualienmarkt – Ostfriedhof – Großhesselohe – Grünwald
- 26 Nordfriedhof – Marienplatz (bzw. Stachus) – Sendlinger Tor – Harras – Waldfriedhof
- 27 Milbertshofen bzw. Nordbad – Hauptbahnhof – Fraunhoferstraße – Martinsplatz
- 28 Sendlinger-Tor-Platz – Harras – Hofmannstraße
- 29 Prinzregentenplatz – Max-II-Denkmal – Hauptbahnhof – Pasing
- 30 Herkomerplatz – Max-II-Denkmal – Isartor – Isartalbahnhof
- 34 Westfriedhof (Hanauer Straße) – Dachauer Straße – Karlstraße – Max-II-Denkmal – Ostbahnhof
- 38 Sendlinger-Tor-Platz bzw. Promenadeplatz – Implerstraße – Tierpark
- 39 Steinhausen – Marienplatz – Laim (bzw. Pasing)[48]

Die in normaler Schrift gehaltenen Linien sind dabei Stammlinien, die in kursiver Schrift gehaltenen sind Einsatzlinien, die nicht ganztägig verkehrten.
Der Beginn des Zweiten Weltkriegs brachte zunächst wegen der Masseneinberufung von Fahrpersonal zum Kriegsdienst wieder starke Einschränkungen im Linienverkehr; einige Einsatzlinien wurden eingestellt, auf anderen Linien wurde der Takt ausgedünnt. Ab 1. Oktober 1939 wurden Frauen für den Schaffnerdienst eingestellt. Der Bombenkrieg seit 1942 hatte zur Folge, dass das Schienennetz immer mehr in Mitleidenschaft gezogen und schließlich zu einem großen Teil zerstört wurde. Während der letzten Kriegsmonate 1944 und 1945 war ein regelmäßiger Betrieb kaum mehr möglich; zeitweise konnte die Straßenbahn überhaupt nicht mehr verkehren. Zum Teil verkehrten provisorische Hilfsbahnen, wie die sogenannte „Bockerlbahn“, als Ersatz für die Trambahnen. Am 29. April 1945 gab es zunächst noch einen Teilfahrplan mit wenigen Linien, doch ab 11:00 Uhr vormittags gab es wegen der heranrückenden amerikanischen Bodentruppen Daueralarm, und jeglicher Tramverkehr wurde eingestellt.

### Wiederherstellung und größte Ausdehnung – 1945 bis 1972
Infolge des Kriegs war das Schienennetz schwer beschädigt und der Betrieb zunächst eingestellt. Ab dem 22. Mai 1945 verkehrten wieder zwei kleine Außenlinien, nämlich die Linie 7 Ostfriedhof – Friedhof am Perlacher Forst und die Linie 19 Max-Weber-Platz – Steinhausen. Am folgenden Tag kam die Linie 15 zwischen Ostfriedhof und Großhesseloher Brücke dazu, und am 24. Mai 1945 wurden acht weitere Linien in Betrieb genommen: Linie 1 Sendlinger-Tor-Platz – Isartorplatz – Max-Weber-Platz – Ostbahnhof, Linie P1 Ramersdorf – Ostbahnhof – Berg am Laim, Linie 6 Hofmannstraße-Harras, Linie 7 Sendlinger-Tor-Platz – Ostfriedhof – Friedhof am Perlacher Forst, Linie 8 Sendlinger-Tor-Platz – Waldfriedhof, Linie 10 Sendlinger-Tor-Platz – Isartalbahnhof, Linie 12 Max-Weber-Platz – Wettersteinplatz und Linie 19 Sendlinger-Tor-Platz – Müllerstraße – Max-II-Denkmal – Max-Weber-Platz – Steinhausen, in den folgenden Tagen weitere Strecken.
So ging es fort, und erst am 16. Februar 1947 konnten erstmals wieder Züge auf der Ost-West-Verbindung Karlsplatz (Stachus) – Marienplatz – Isartorplatz verkehren. Die Nord-Süd-Altstadtquerung wurde nicht mehr in Betrieb genommen. Schon vor dem Krieg waren die betreffenden Linien an Wochentagen über den Stachus gefahren anstatt über den Marienplatz. Zwischen Odeonsplatz und Sendlinger Tor verkehrte durch die Altstadt eine Buslinie.
Bis Mitte der 1950er Jahre war das Liniennetz bis auf einige wenige Strecken wiederhergestellt. Allerdings sorgte der zunehmende Individualverkehr dafür, dass die Trambahn immer mehr Probleme hatte. Im Innenstadtbereich waren die Straßenbahnen kaum mehr schneller als im Fußgängertempo unterwegs, und es konnte schon passieren, dass die Trambahn vom Hauptbahnhof bis zum Marienplatz 20 Minuten brauchte. Deswegen und da München im Jahr 1957 zur Millionenstadt wurde, nahm die Stadt die Planungen für eine U-Bahn wieder auf.

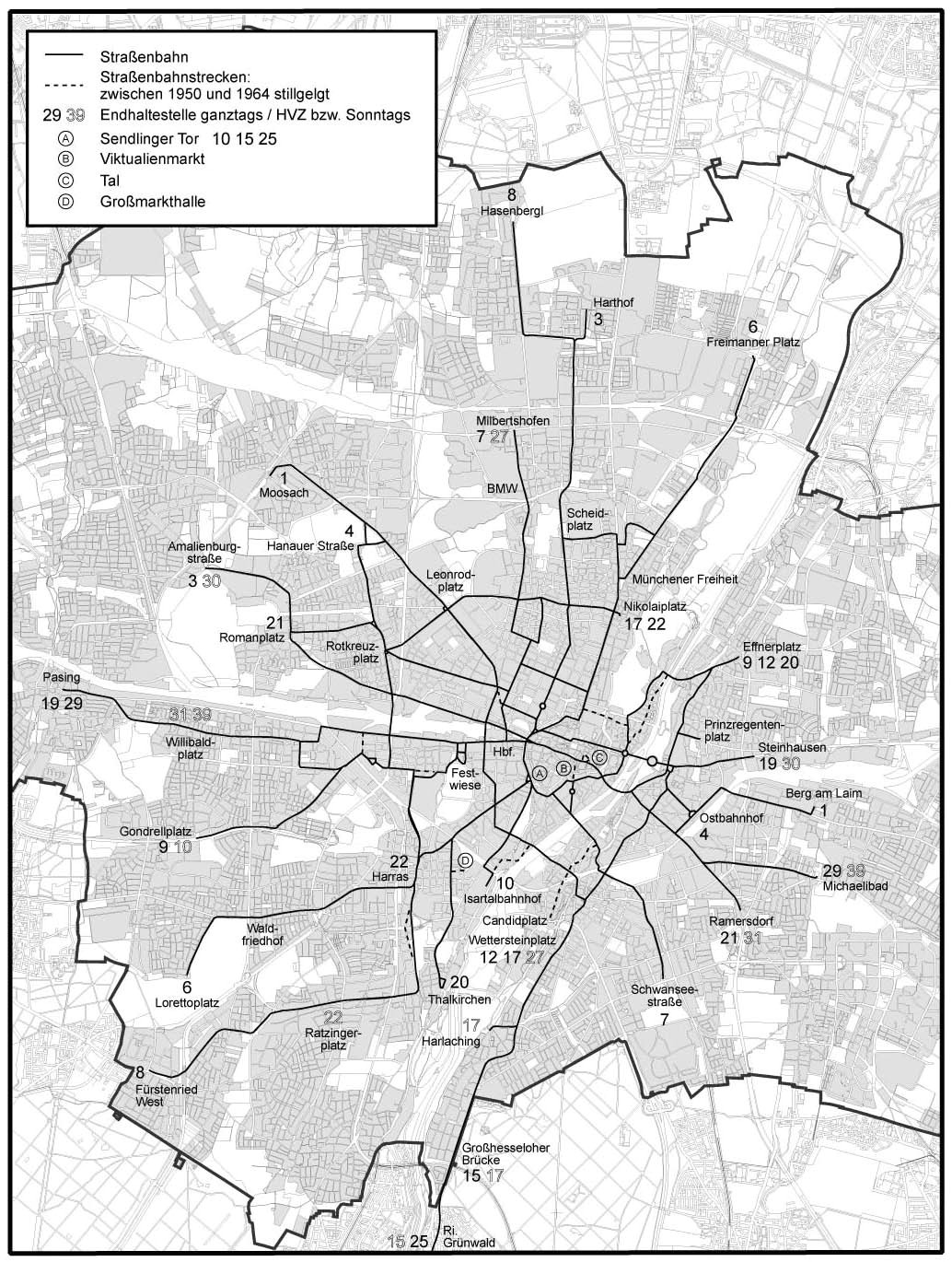
Streckennetz 1964

Ab Ende der 1950er Jahre wurden auch neue Strecken in die rasch wachsenden Trabantenstädte gebaut und Stadtteile wie das Hasenbergl, Freimann Nord und Fürstenried an das Netz angeschlossen. Dies geschah nunmehr über eigene Gleiskörper, die später für die neu geplante Unterpflasterstraßenbahn verwendet werden sollten. Unterirdisch sollten sie nur in der Innenstadt verkehren.
Im Jahre 1963 wurden folgende Tunnelstrecken zum Bau einer Unterpflasterstraßenbahn geplant:
- 0 Nordbad – Stiglmaierplatz – Hauptbahnhof – Sendlinger Tor – Fraunhoferstraße – Giesing Bahnhof
- 0 Münchner Freiheit – Odeonsplatz – Marienplatz – Sendlinger Tor – Sendlinger Berg
- 0 Heimeranplatz – Altes Messegelände an der Theresienhöhe – Karlsplatz – Max-Weber-Platz
- 0 Kurfürstenplatz – Barer Straße – Karlsplatz – Sendlinger Tor – Großmarkthalle (etwa in Höhe des heutigen U-Bahn-Haltepunkts Implerstraße)

Am 24. Januar 1964 stoppte der Stadtrat jedoch die Pläne zum Bau einer Stadtbahn und entschied sich stattdessen für einen sofortigen Baubeginn einer „echten“ U-Bahn.
Allerdings fielen in die Zeit auch die ersten Streckenstilllegungen. Als erste Trambahnlinie wurde der „Kohlrabi-Express“ (Linie 5) Viktualienmarkt – Candidplatz im Jahr 1960 auf Busbetrieb (mit z. T. veränderter und erweiterter Linienführung) umgestellt. 1961 wurde die als „Ruinenschleicher“ bekannte Linie 37 (Ostbahnhof – Nordbad) ebenfalls auf z. T. anderer Strecke durch einen Bus ersetzt.
Durch die diversen Außenlinien-Ausbauten erreichte das Netz der Münchner Trambahn im Jahre 1964 trotz der genannten Stilllegungen seine größte Ausdehnung mit 134 Kilometern Streckennetzlänge.
Das Liniennetz von 1966 umfasste folgende Linien:
- 01 Moosach – Hauptbahnhof – Marienplatz – Ostbahnhof – Berg am Laim
- 02 Scheidplatz – Münchener Freiheit – Tengstraße – Augustenstraße – Hauptbahnhof – Messegelände – Am Harras (- Waldfriedhof)
- 03 Nymphenburg (Amalienburgstr.) – Romanplatz – Arnulfstraße – Hauptbahnhof – Stachus – Odeonsplatz – Münchner Freiheit – Scheidplatz – Harthof
- 04 Gern (Westfriedhof) – Neuhausen – Karlstraße – Max-II-Denkmal – Max-Weber-Platz – Ostbahnhof
- 06 Nordfriedhof – Odeonsplatz – Stachus – Sendlinger-Tor-Platz – Am Harras – Waldfriedhof – Lorettoplatz
- 07 Milbertshofen (Anhalter Platz) – Nordbad – Stachus – Sendlinger Tor – Ostfriedhof – Friedhof am Perlacher Forst
- 08 Hasenbergl – Scheidplatz – Barer Straße – Stachus – Sendlinger-Tor-Platz – Am Harras – Ratzingerplatz – Fürstenried-West
- 09 Kleinhadern (Gondrellplatz) – Westend – Theresienwiese – Hauptbahnhof – Marienplatz – Max-Weber-Platz – Bogenhausen (Effnerplatz)
- 10 Sendlinger-Tor-Platz – Isartalbahnhof
- 11 Kleinhadern (Gondrellplatz) – Westend – Hauptbahnhof – Marienplatz – Rosenheimer Straße – Michaelibad (nur Hauptverkehrszeit)
- 12 Bogenhausen (Effnerplatz) – Max-Weber-Platz – Rosenheimer Platz – Ostfriedhof – Wettersteinplatz
- 15 Sendlinger-Tor-Platz – Ostfriedhof – Großhesselohe bzw. Grünwald
- 17 Milbertshofen (Anhalter Platz) – Nordbad – Hauptbahnhof – Goetheplatz – Obergiesing (Wettersteinplatz)
- 19 Pasing – Laim – Hauptbahnhof – Marienplatz – Max-Weber-Platz – Steinhausen
- 20 Bogenhausen – Tivoli – Max-II-Denkmal – Isartor – Sendlinger Tor – Thalkirchen (Tierpark)
- 21 Nymphenburg (Romanplatz) – Nymphenburger Straße – Hauptbahnhof – Marienplatz – Rosenheimer Straße – Ramersdorf
- 22 Schwabing (Nikolaiplatz) – Leonrodplatz – Rotkreuzplatz – Messegelände – Am Harras bzw. Obersendling (Ratzingerplatz)
- 25 Sendlinger-Tor-Platz – Ostfriedhof – Großhesselohe – Grünwald
- 29 Pasing – Laim – Hauptbahnhof – Marienplatz – Rosenheimer Straße – Michaelibad
- 30 Nymphenburg (Amalienburgstr.) – Romanplatz – Arnulfstraße – Hauptbahnhof – Lenbachplatz – Max-II-Denkmal – Max-Weber-Platz – Steinhausen[60]

Es gab weitere Streckenstilllegungen. Als dritte Linie folgte 1967 die älteste elektrische Linie 10 vom Sendlinger Tor zum Isartalbahnhof. Auf Grund des fortschreitenden S- und U-Bahn-Baus wurde 1968 die Altstadtstrecke vom Stachus über den Marienplatz zum Isartor stillgelegt und die Linien um den Stadtkern herumgeführt. Weitere Strecken mussten wegen des Baus stillgelegt werden. Ab 1970 verkehrte auch die Linie 22 (Teilstück des großen Rings) wegen Umbaus der Donnersbergerbrücke zu einer autogerechten Stadtautobahn nicht mehr. Mit dem Bau bzw. der Inbetriebnahme der S- und U-Bahnen im Jahr 1971 bzw. 1972 folgten weitere Strecken: In der Ludwig-/Leopoldstraße gab es keine Trambahn mehr, ebenso vom Gasteig über die Rosenheimer und Weißenburger Str. zum Orleansplatz.

### Einstellungsdiskussion – 1972 bis 1990
Mit der Inbetriebnahme des entstehenden Schnellbahnnetzes mussten einige Strecken daran angepasst werden. So wurde die Strecke entlang der Riesenfeldstraße vom Anhalter Platz zum Petuelring zurückgezogen, damit die Busse aus Richtung Norden die U-Bahn erreichen konnten, ohne parallel zur Trambahn fahren zu müssen. Die Strecken über den Rosenheimer Berg zur Orleansstraße sowie vom Odeonsplatz über Ludwigstraße, Leopoldstraße nach Freimann wurden überflüssig.
In den 1970er Jahren war geplant, die Münchner Trambahn allmählich komplett stillzulegen und das Restnetz, welches nach Fertigstellung der U-Bahn verbleiben würde, auf Busbetrieb umzustellen. Im Münchner Stadtrat wurde der „Vorteil“ der „flexibleren“ Busse gegenüber der Trambahn unterstrichen. Insbesondere nach dem Wahlsieg der CSU bei den Stadtratswahlen von 1978 hatte die Straßenbahn einen schweren Stand. Ab 1985 sollte die Tram als Auslaufbetrieb behandelt und ab spätestens 1994 ganz aufgegeben werden. Von 1975 bis 1983 verschwanden die Linien 1, 2, 4, 7, 8, 9 und (vorläufig) 21, wobei Teilstrecken von anderen Linien übernommen wurden, so die Südäste der Linien 2 und 7 als Linie 27, die Linie 8 südlich des Harras von der Linie 16, die Strecke der Linie 9 von der Linie 20 (Westast zum Gondrellplatz) und 19 (Ostast zum Effnerplatz) und die Strecke in der Barer Straße zunächst von der Linie 25, später von der Linie 18. Die Strecken in der Lindwurm-, Augusten- und Nymphenburger Straße sowie von Neuhausen zur Hanauer Straße wurden nach Eröffnung der U-Bahn-Linien 1 und 8 stillgelegt.
Die Einstellungsbemühungen wurden auch dadurch beschleunigt, dass bei stillgelegten Strecken so schnell wie möglich die Oberleitungen abgenommen und z. T. auch die Gleise ausgebaut wurden. Trotz Petitionen durch Münchner Bürger wurde im Jahre 1983 die Linie 17 komplett eingestellt (es wurde argumentiert, die Linie sei Parallelverkehr zur S-Bahn Hauptbahnhof – Laim); nur im Südteil verkehrte als Ersatz ein Bus. Einen Kampf gab es auch um die Linie 26 (Harras – Waldfriedhof/Lorettoplatz), die aber in der Tat ein Parallelverkehr zur U-Bahn war und wegen nicht ausreichender Fahrgastzahlen 1993 endgültig eingestellt wurde.

### Erneuerung – 1990 bis 2011

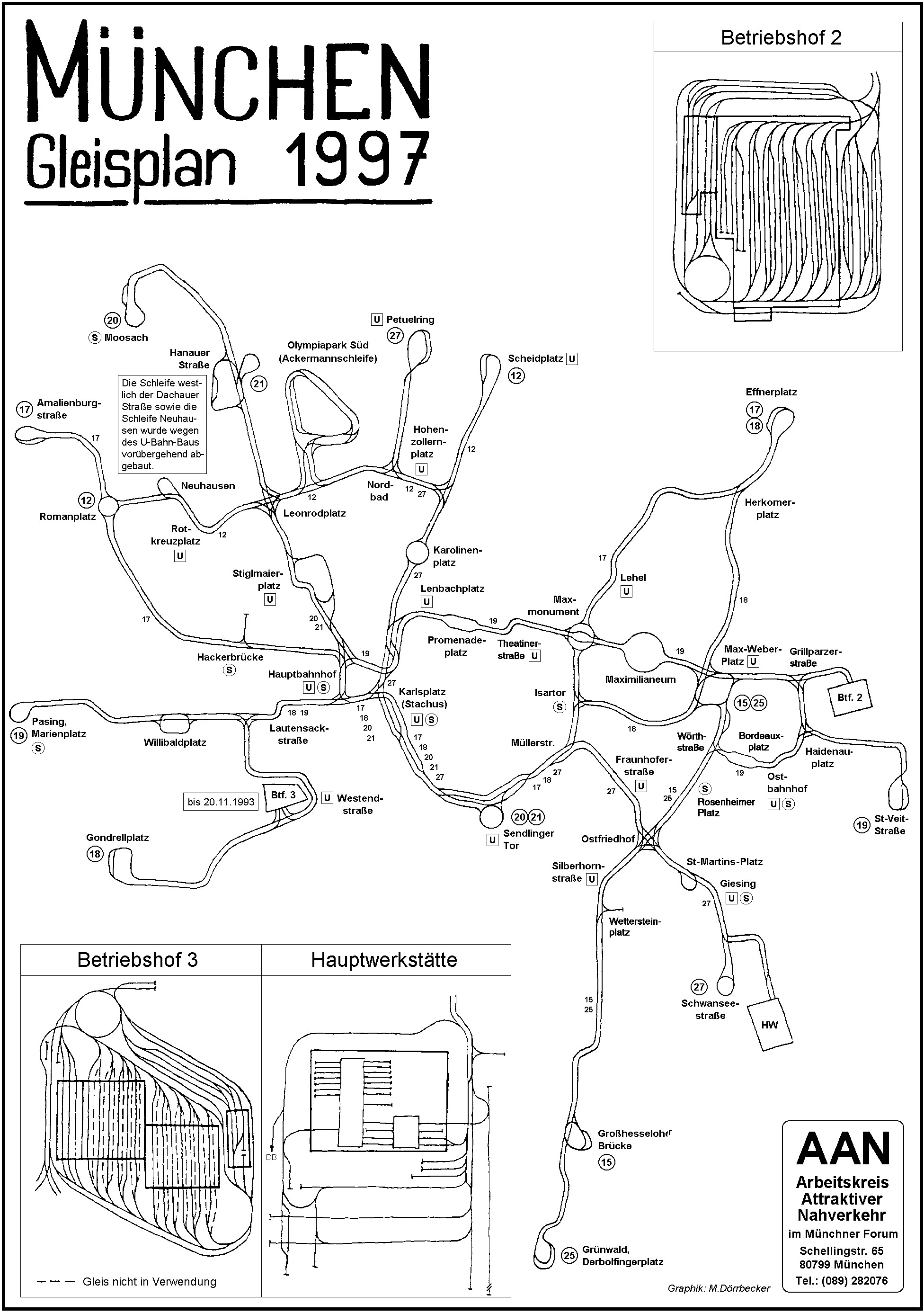
Straßenbahn-Gleisplan 1997

Anfang der 1980er Jahre begann unter dem Druck von Bürgerinitiativen ein Umdenken zugunsten der Trambahn in München, das maßgeblich vom Arbeitskreis Attraktiver Nahverkehr organisiert wurde. Im Juli 1986 beschloss der Stadtrat, die Trambahn als Teil des Gesamtsystems zu erhalten. Als 1993 Christian Ude zum Oberbürgermeister gewählt wurde, setzte sich dieser zusammen mit den Fraktionen von SPD und Grünen intensiv für die Tram ein, was auf nicht geringen Widerstand anderer Fraktionen stieß. Erst als die Wirtschaftlichkeit der Straßenbahn genau nachgewiesen worden war, legte sich der Widerstand im Stadtrat. Das Hauptaugenmerk bei der Erneuerung der Münchner Straßenbahn lag bei der Fahrzeugflotte. Der Wagenpark war im Zuge der Einstellungsdebatten vernachlässigt worden. Zu Beginn der 1990er Jahre war er in puncto Technik und Fahrgastkomfort überholt, auch die Ersatzteilbeschaffung wurde immer schwieriger. Hauptuntersuchungen zogen sich mitunter monatelang hin, weil Teile in Handarbeit nachgefertigt werden mussten. In den 1990er und auch 2000er Jahren sollte sich das Bild der Münchner Straßenbahn entsprechend völlig wandeln. So wurden 1991 drei Niederflurfahrzeuge zu ausgedehnten Tests auch im Fahrgasteinsatz beschafft; 1994 bis 1997 folgte dann eine Großserie von 70 Niederflurwagen, 1999 bis 2001 die Beschaffung weiterer 20 Niederflurzüge, und 2009 wurden weitere 4 Niederflurzüge geliefert. Bis 2012 sollte durch die Beschaffung weiterer Neufahrzeuge der gesamte Wagenpark der MVG voll niederflurig werden.
Im Netz selbst kam es Anfang der 1990er Jahre zunächst noch zur Stilllegung weiterer Strecken, was bei den betroffenen Abschnitten auf die Fertigstellung der in den 1980er Jahren begonnenen U-Bahn-Verlängerungen zurückzuführen war. Die letzten Einstellungen erfolgten entsprechend 1991 (Strecke nach Fürstenried West) und 1993 (Strecke zum Hasenbergl/Harthof). Jedoch kam es erstmals auch zur Wiedereröffnung zweier teils seit Jahrzehnten stillgelegter Strecken, nämlich der
- ehemaligen Linie 17 durch die Arnulfstraße (Strecke Hauptbahnhof – Romanplatz; 1983 stillgelegt, wiedereröffnet am 1. Juni 1996)
- Osttangente (ehemalige Linie 12, heute Linien 15 und 25) zwischen Max-Weber-Platz und Ostfriedhof (1968 stillgelegt, wiedereröffnet am 8. November 1997)

Am 12. Dezember 2009 wurde die Tramlinie 23 zwischen Münchner Freiheit und Schwabing Nord eröffnet, ihre Trasse folgt im Wesentlichen der ehemaligen Bahnstrecke München-Freimann–München-Schwabing. Die Straßenbahn-Haltestelle „Münchner Freiheit“ wird von einer grün-weißen Stahlkonstruktion mit einem Gewicht von rund 400 Tonnen auf 18 Stützen überdacht. Den Mittleren Ring überquert die Strecke auf der Schenkendorfbrücke, einer 84 Meter langen Schrägseilbrücke.

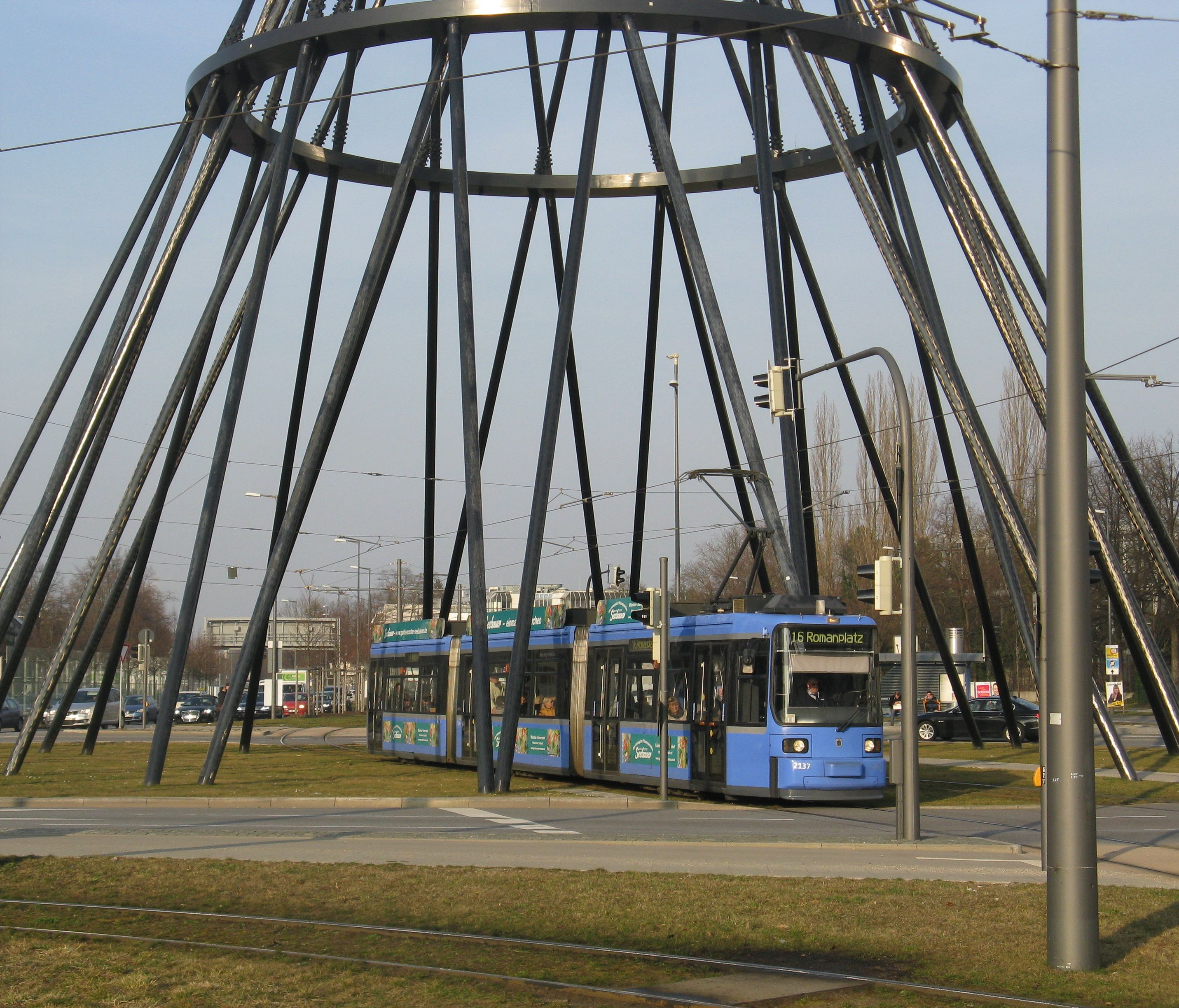
Aus St. Emmeram kommende Straßenbahn in der Mae West

Am 10. Dezember 2011 wurde die Strecke zwischen Effnerplatz und St. Emmeram (Oberföhring) in Betrieb genommen, wobei die Straßenbahn bei der Haltestelle Effnerplatz durch die Skulptur Mae West hindurchfährt. Der Streckenteil bis zur Haltestelle Cosimabad war bereits einmal von einer Straßenbahn befahren worden, wurde jedoch wegen des Baus der Linie U4 der U-Bahn München stillgelegt. Die neue Strecke wird derzeit (2025) regulär von der Linie 17, zur Hauptverkehrszeit auch von der Linie 16 befahren.

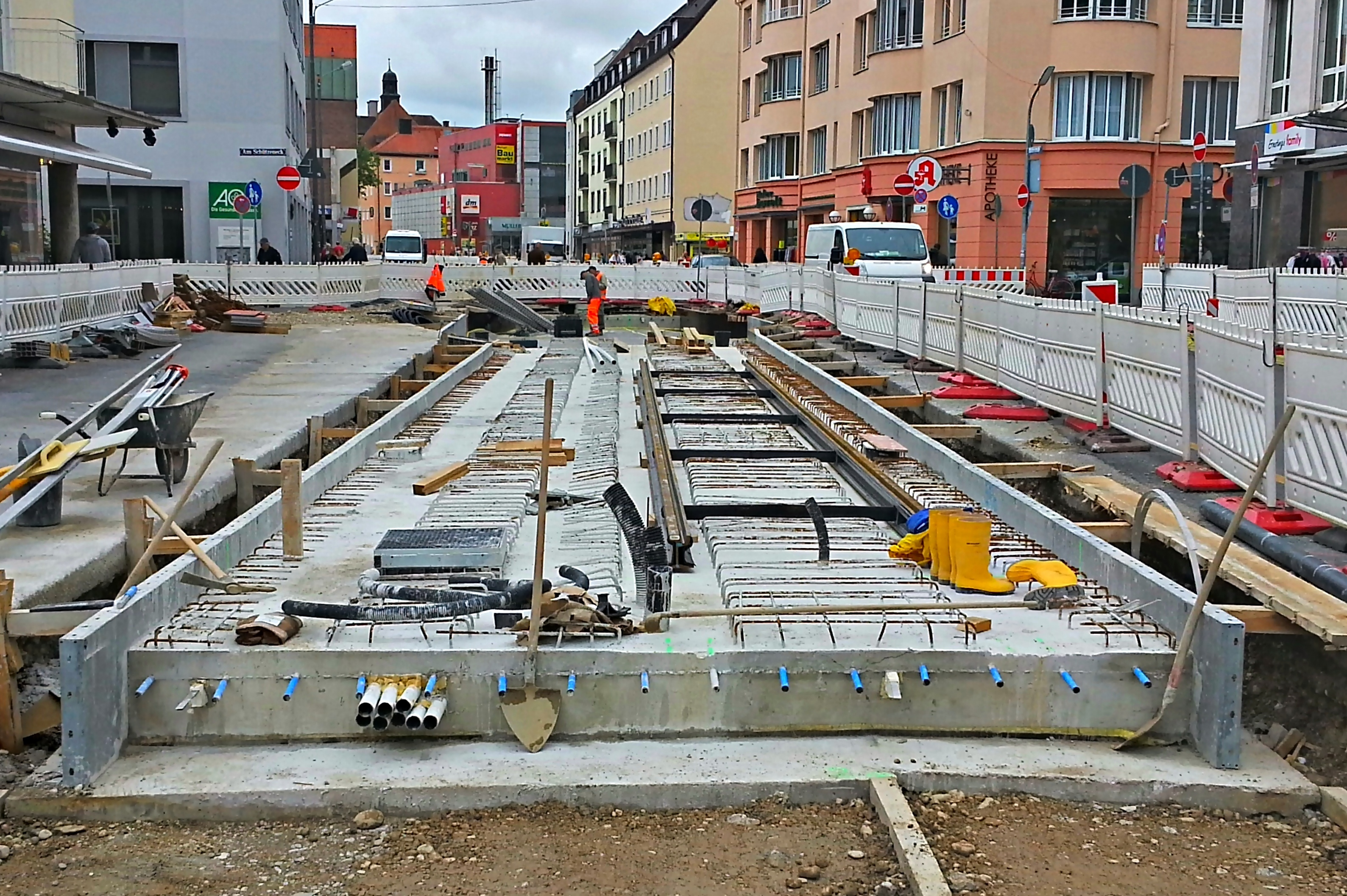
Neuverlegung eines Straßenbahngleises auf der Linie 19 in Pasing (2013)

Zudem wurden zwischen 1994 und 2004 alle Linien beschleunigt (als erstes 1994 die damalige Linie 20 zwischen Moosach und Effnerplatz), wodurch die durchschnittliche Reisegeschwindigkeit der Münchner Straßenbahn um 22 Prozent anstieg und 14 Fahrzeuge eingespart bzw. für die wiedereröffneten Strecken verwendet werden konnten.
Weitere Modernisierungsmaßnahmen bezogen sich u. a. auf den barrierefreien Ausbau der Haltestellen, wo möglich auch mit großzügigen, hell beleuchteten Wartehäuschen, sowie die Installation von Displays zur dynamischen Fahrgastinformation (DFI) an den wichtigsten Haltestellen, womit die Anzeige der nächsten Abfahrten in Echtzeit möglich wurde.
Ebenfalls wurden in den 1990er und 2000er Jahren fast alle Gleise der Münchner Straßenbahn bei groß angelegten Gleissanierungsmaßnahmen ausgetauscht, sodass die Münchner Straßenbahn bezüglich Wagenpark, Netz und Betriebsablauf seither als ein durchweg moderner Betrieb angesehen werden kann.

### Weiterer Ausbau ab 2013
Am 15. Dezember 2013 wurde die Verlängerung der Linie 19 vom Pasinger Marienplatz um eine Station zum Pasinger Bahnhof in Betrieb genommen. Die Verlängerung war schon lange geplant und wurde seit Juni 2012 im Rahmen der Verkehrsberuhigung des Pasinger Stadtteilzentrums realisiert, die durch den Bau der Nordumgehung Pasing möglich wurde. Die Linie 19 fährt seitdem von der Landsberger Straße über eine Häuserblockschleife zum Pasinger Bahnhofplatz, die Wendeschleife am Pasinger Marienplatz wurde aufgegeben.
Im Dezember 2016 wurde die Linie 25 vom Max-Weber-Platz in Haidhausen zum S-Bahnhof Berg am Laim verlängert. Auf knapp der Hälfte der neuen Strecke werden bereits zuvor bestehende Gleise zum Betriebshof in Steinhausen genutzt, ab Vogelweideplatz ist die Strecke neu gebaut. Der Abschnitt bis Vogelweideplatz/Steinhausen wurde früher von den Linien 19 und 27 bedient, sodass faktisch nur der östliche Abschnitt der Neubaustrecke wahrhaftig „neu“ ist. Insgesamt wurden auf ca. 1,3 km neue Gleise verlegt. Bei Bekanntgabe der Verlängerung im Juni 2012 war die Streckeneröffnung für Dezember 2015 geplant. Da sich das Planfeststellungsverfahren bei der Regierung von Oberbayern verzögerte, musste der Baubeginn verschoben werden. Der Bescheid wurde am 30. September 2015 erlassen, die Bauvorbereitungen begannen im November 2015. Der Baubeginn der Strecke erfolgte am 26. Februar 2016, die Eröffnung am 10. Dezember desselben Jahres.
Im Januar 2025 wurde die Linie 12 vom Scheidplatz um sieben Haltestellen bis Schwabing Nord verlängert. Dabei wird vom Scheidplatz über die neue Haltestelle Kölner Platz bis zum Parzivalplatz eine bisher als Betriebsgleis genutzte Bestandsstrecke verwendet; den Rest der neuen Strecke teilt sich die Linie mit dem 2009 errichteten Weg der Linie 23.

## Fahrzeuge
Die Münchner Straßenbahnfahrzeuge wurden meist in größeren Serien geliefert. Alle Wagen für den elektrischen Betrieb bis zu den J-Wagen waren zunächst Zweirichtungsfahrzeuge und wurden später zu Einrichtungsfahrzeugen umgebaut.

### Pferdebahnwagen und Pferde

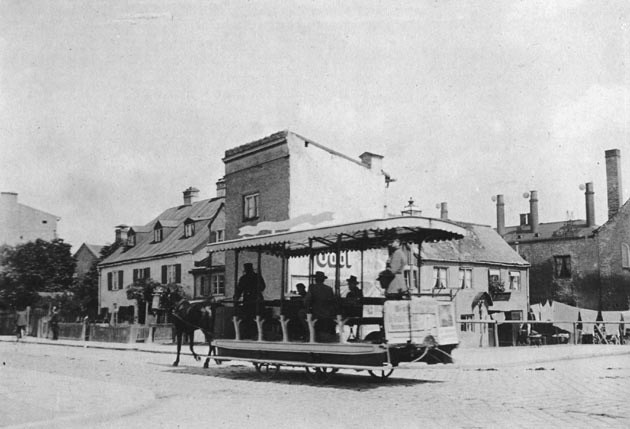
Pferdestraßenbahn-Sommerwagen in der Rosenheimer Straße

Am Anfang wurden Pferdebahnwagen (geschlossen), Pferdebahnsommerwagen (offen) und Pferde beschafft. Die ersten acht Wagen und 76 Pferde wurden 1876 mit Betriebsbeginn der Trambahn angeschafft. Die Wagen waren zweiachsig, hatten Petroleumlampen als Beleuchtung und waren mit Münchner Tramway Ed. Otlet beschriftet. Im Jahre 1894 wurde der Höchststand von 797 Pferden und rund 390 Pferdebahnwagen erreicht. Die Pferde – die für durchschnittlich 600 bis 800 Mark angeschafft wurden – konnten im Durchschnitt etwa fünf bis sechs Jahre eingesetzt werden, dann schafften sie den schweren Dienst nicht mehr und wurden zu wesentlich niedrigeren Preisen wieder verkauft. Ab 1895 wurde das Trambahnnetz elektrifiziert und die letzten Pferde wurden 1900 verkauft. Die Pferdebahnwagen wurden bis 1904 zu Beiwagen für die elektrische Straßenbahn umgebaut. Es existiert lediglich ein Nachbau aus dem Jahre 1951.

### Dampfstraßenbahnwagen

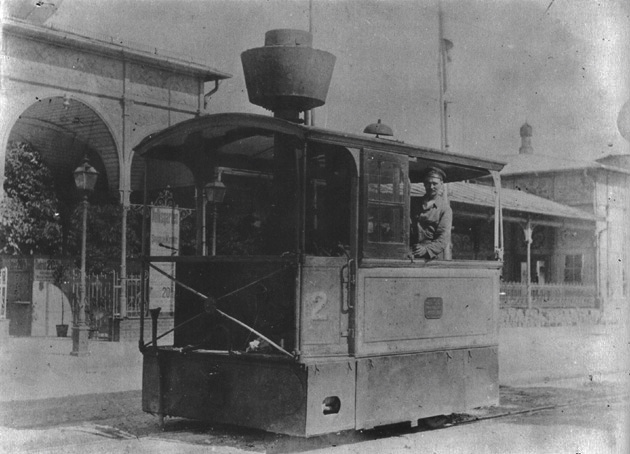
Dampfstraßenbahn vor dem Volksgarten Nymphenburg

Für die Dampfstraßenbahn nach Nymphenburg wurden zwischen 1883 und 1891 sieben Straßenbahnlokomotiven angeschafft. An diese konnten bis zu fünf Wagen angehängt werden. Hierzu wurden 13 geschlossene und 20 offene Beiwagen beschafft. Die Lokomotiven wurden nach der Einstellung des Dampfbetriebs und Umstellung auf elektrischen Betrieb 1900 verkauft. Sie waren zum Teil andernorts noch jahrzehntelang im Einsatz. Die Beiwagen wurden, wie die der Pferdebahn, für die elektrische Tram umgerüstet.
Pferde- und Dampftrambahnwagen wurden in den 1920er- und 1930er-Jahren nach und nach ausgemustert, die letzten 1938. Einige wenige Dampftrambeiwagen taten noch in den 1950er-Jahren als Arbeitsbeiwagen Dienst. Es blieb kein Fahrzeug erhalten.

### Zweiachser (Serie Z)

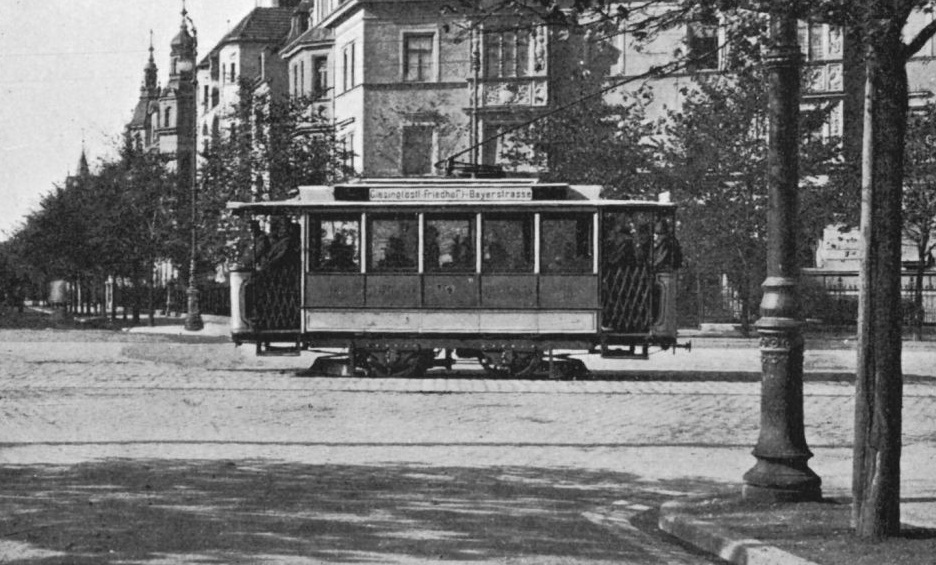
Wagen der Serie Z in der Ludwigsvorstadt

Ab 1895 wurde die Trambahn elektrifiziert. Dazu mussten auch elektrische Fahrzeuge angeschafft werden. Die Stadt kaufte zunächst 28 zweiachsige Triebwagen mit offenen Plattformen. Bereits im Jahr darauf wurden für die Plattformen Wetterschutzvorhänge angeschafft. Die Wagen hatten je 16 Sitz- und 12 Stehplätze, waren sieben Meter lang (die letzten Fahrzeuge acht Meter) und waren mit je einem 25-PS-Motor ausgerüstet. Die Fahrzeuge wurden in den 1920er Jahren zum Teil zu Beiwagen umgebaut; einige Fahrzeuge wurden Arbeitstriebwagen. Einige dieser Arbeitstriebwagen taten bis in die 1950er Jahre Dienst und wurden bis spätestens 1956 ausgemustert. Es blieb kein Fahrzeug erhalten.

### Akku-Fahrzeuge
Da zwischen der Brienner Straße und dem Odeonsplatz bis zur Galeriestraße, also entlang des Hofgartens, seitens des bayerischen königlichen Hofes eine Oberleitung unerwünscht war, wurden dort zwischen 1900 und 1906 Akku-Lokomotiven mit zwei Motoren zu je 25 PS eingesetzt, d. h. die Triebwagen hatten ihre Stromabnehmer abzuziehen, es wurde eine Akku-Lok – von denen insgesamt sechs beschafft worden waren – vorgespannt, und die zog dann die Züge über die oberleitungslose Strecke vom Schillerdenkmal zur Haltestelle Ludwig-/Galeriestraße und umgekehrt. Eine der Akku-Loks wurde später im Deutschen Museum ausgestellt und 1944 bei einem Luftangriff zerstört.

### Baureihe A

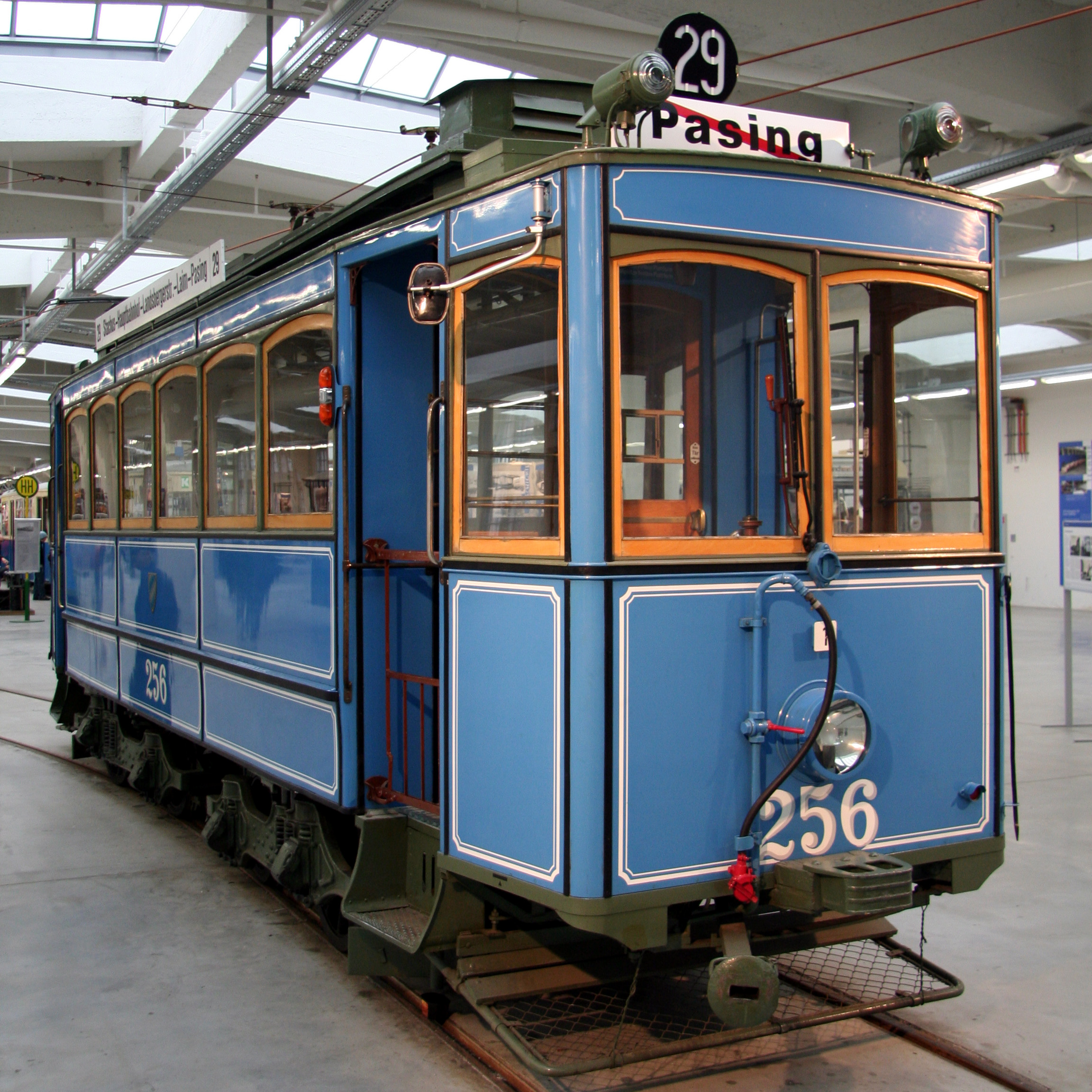
Triebwagen der Baureihe A im örtlichen MVG Museum, der rote Diagonalstrich durch die Zielanzeige signalisierte, dass der Wagen auch den Hauptbahnhof bediente

Im Zuge der weiteren Elektrifizierung des Netzes war zunächst geplant, weitere zweiachsige Triebwagen zu beschaffen. Jedoch beschloss die Stadt München 1898, größere, vierachsige Triebwagen zu kaufen, die als Baureihe A benannt wurden. Die Fahrzeuge hatten geschlossene Plattformen, 9 m lange Wagenkästen und waren unter anderem bereits mit Druckluftbremsen ausgerüstet. Sie hatten je zwei Maximum-Drehgestelle und zunächst zwei Motoren mit je 25 PS. Im Innenraum waren Sitzbänke quer zur Fahrtrichtung angebracht. Bis 1902 wurde die für die damalige Größe der Stadt und des Straßenbahnnetzes ungewöhnlich große Anzahl von 250 dieser robusten Fahrzeuge angeschafft. 1910–1912 wurden die Wagen mit stärkeren Motoren (45 PS) ausgerüstet. In den 1920er Jahren wurden bei einigen Fahrzeugen statt der sechs kleinen Seitenfenster drei große eingebaut. Die A-Triebwagen boten 22 Sitzplätze und 18 (später bis zu 32) Stehplätze. Vier Wagen wurden 1936/37 zu zwei Zwillingstriebwagen umgebaut, die mit Faltenbalgen verbunden waren. Dies bewährte sich jedoch nicht, u. a. da der Fahrer die Fangleine des Stromabnehmers nur schlecht erreichen konnte. Daher blieb es bei zwei Zwillingstriebwagen. Einige A-Triebwagen wurden später zu Arbeitstriebwagen umgebaut. Manche der Triebwagen wurden in den 1950er Jahren noch mit Scherenstromabnehmer ausgerüstet. Die letzten Fahrzeuge wurden 1958–1960 ausgemustert. Ein Wagen (Nr. 256) ist als Museumstriebwagen erhalten geblieben.

### Baureihe B
Im Jahr 1908 mussten aufgrund der Streckenausbauten neue Wagen angeschafft werden. Diese wurden als Baureihe B bezeichnet. Auch sie waren mit je zwei zweiachsigen Maximum-Drehgestellen ausgestattet. Von Anfang an hatten sie ein runderes Design als die A-Wagen. Sie hatten erstmals die weiß-blaue Lackierung, die in München bis zum R2.2 bei Straßenbahnen und der B-Reihe bei U-Bahnen üblich war. Die Wagen waren mit je zwei Motoren zu 36 PS ausgestattet und wie die A-Wagen neun Meter lang. Sie boten 22 Sitz- und 22 Stehplätze. 1947 wurden die verbliebenen B-Triebwagen zu Zwillingstriebwagen umgebaut. Sie wurden alle bis 1956 ausgemustert. Kein B-Triebwagen blieb erhalten.

### Baureihe C/D

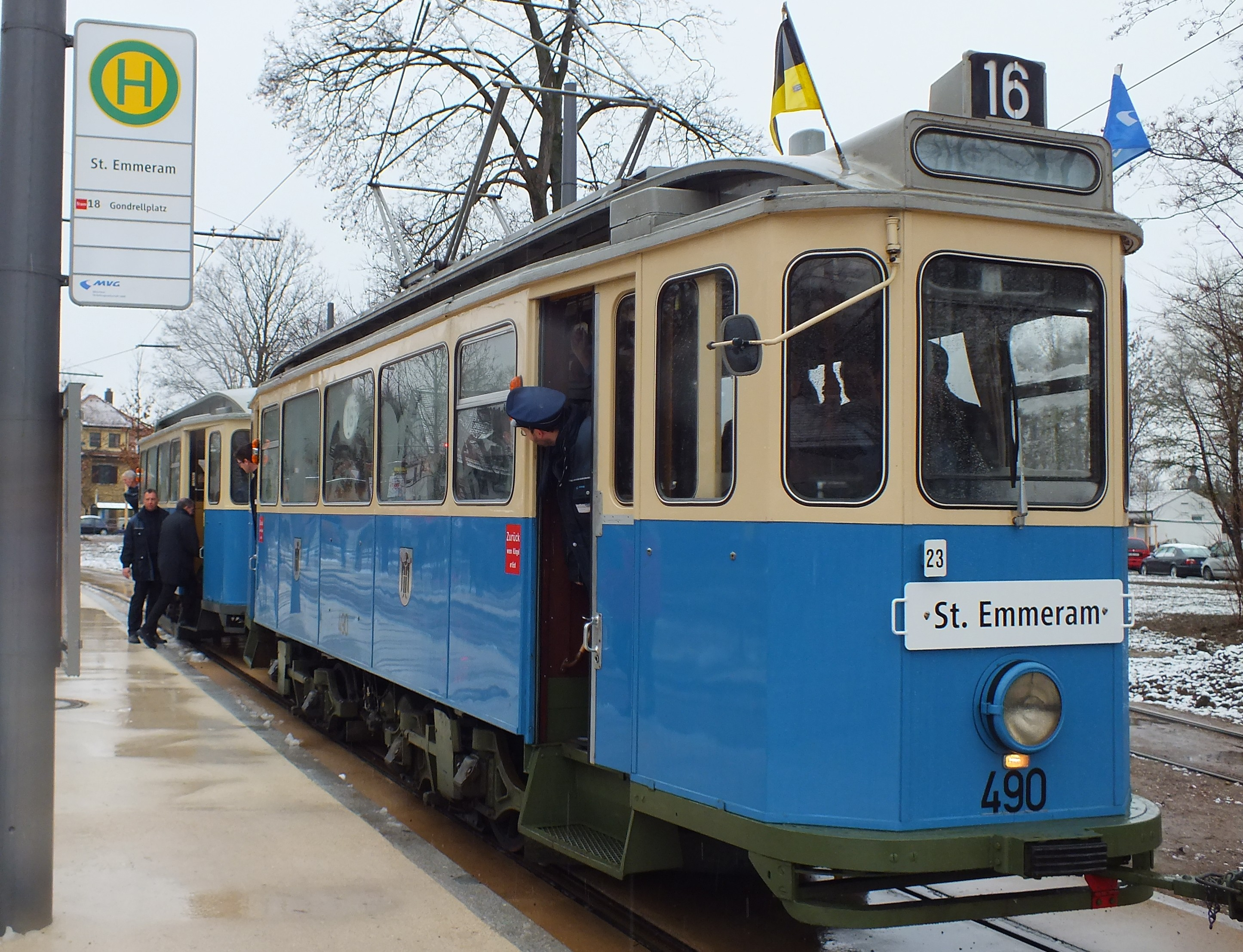
Münchner Museumswagen der Baureihe D 6.3, Baujahr 1911, im Einsatz bei der Eröffnung der neuen Strecke nach St. Emmeram

1910 bis 1913 wurde eine weitere Baureihe von 100 vierachsigen Triebwagen angeschafft. Auch sie hatten Maximum-Drehgestelle, waren aber länger als die A- und B-Wagen. Im Gegensatz zu diesen hatten sie Quersitze. Sie waren zehn Meter lang und boten zunächst 24 Sitz- und 25 Stehplätze (später bis zu 48 Stehplätze). Motorisiert waren sie zunächst mit 2 × 45 PS. 1911 entstand als Einzelgänger zudem der Triebwagen D 1.6 mit der Nummer 495.
Alle Fahrzeuge des Typs C wurden 1926 bis 1931 modernisiert und ebenfalls in die Serie D eingereiht. Ihr Aussehen wurde den jüngeren Serien E und F angeglichen (s. unten) und ihre Motoren auf 2 × 71 PS verstärkt. In den 1950er Jahren wurden die erhaltenen Fahrzeuge ein weiteres Mal modernisiert (sie erhielten u. a. neue Führerstände und Scherenstromabnehmer). Nachdem sie zuletzt nur noch auf Nebenlinien bzw. im Verstärkerbetrieb gefahren waren, wurden die letzten Fahrzeuge der Serie D 1972 ausgemustert. Ein Triebwagen mit der Nr. 426 wurde an das Straßenbahnmuseum Hannover verkauft; der Wagen 490 (s. Abbildung) blieb als Museumsfahrzeug erhalten.
Lange Zeit wurden Pferdebahnwagen und Dampfbahnanhänger als Beiwagen verwendet, aber ab 1910 wurden, angelehnt an die jeweiligen Maximumtriebwagen, bauähnliche zweiachsige Beiwagen geliefert. Die Beiwagenserie c, bestehend aus 201 Beiwagen, wurde zwischen 1910 und 1913 geliefert. Die Wagen waren durchwegs zweiachsig und wiesen eine Länge von 7,80 m (Wagenkasten) auf. Die letzten Wagen wurden 1959 verschrottet.
Als Besonderheit wurde der 1911 gelieferte Wagen 495 im Jahr 1928 zur Städtischen Wanderbücherei München der Münchner Stadtbibliothek mit der Betriebsnummer WB 24 umgebaut. Er war bis 1970 im Dienst und befand sich bis 2015 im Hannoverschen Straßenbahn-Museum. 2015 wurde der Wagen durch den Verein Freunde des Münchner Trambahnmuseums aufgekauft und nach München zurückgebracht. Seit Januar 2016 steht er im MVG-Museum.

### Baureihe E

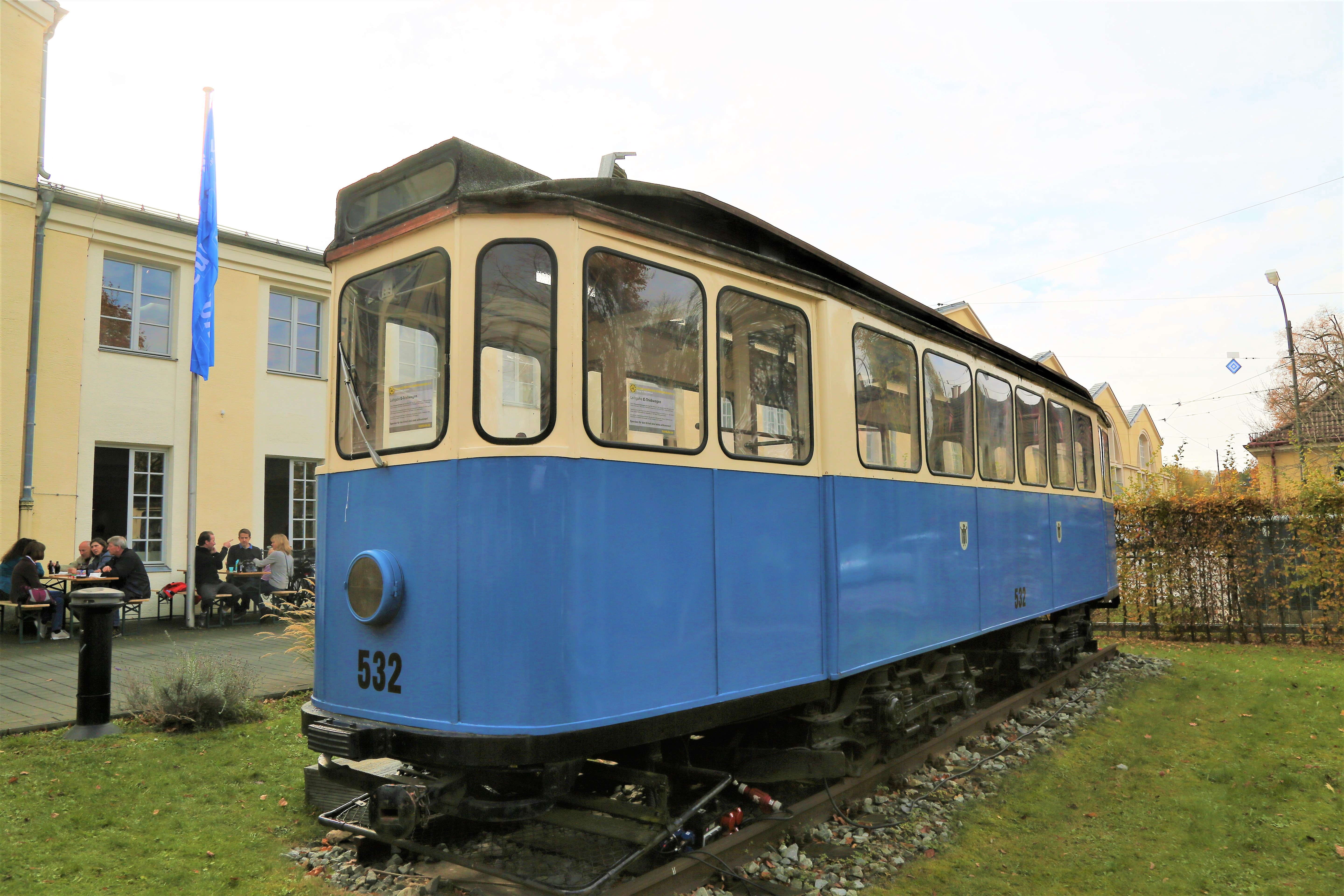
Eine Tram der Baureihe E

Durch Krieg und Inflation konnten jahrelang keine neuen Wagen beschafft werden, sodass der Wagenmangel immer größer wurde. 1925 und 1926 wurden 100 neue, wiederum vierachsige, mit Maximum-Drehgestellen und je zwei Motoren zu 60 PS ausgestattete Triebwagen bestellt, welche die Bezeichnung „E“ trugen, sowie 200 zweiachsige Beiwagen, die die Bezeichnung „e“ bekamen. Die E/e-Fahrzeuge sollten von Anfang an als Dreiwagenzüge fahren. Die E-Triebwagen waren mit einer Länge von 10,60 Meter wieder etwas länger als die bisherigen Fahrzeuge. Die Beiwagen wiesen eine Länge von 8,20 Meter auf.
Erstmals wurden die Plattformen von Schiebetüren verschlossen, was Unmut in der Münchner Bevölkerung auslöste, da diese Maßnahme das Aufspringen während der Fahrt stark erschwerte.
Technisch waren die E-Triebwagen mit zwei Motoren zu je 60 PS ausgerüstet.
Soweit die Fahrzeuge der Baureihe E/e nicht bereits im Krieg zerstört worden waren, wurden sie in den 1960er Jahren ausgemustert. Zwei Triebwagen wurden zu Arbeitstriebwagen umgebaut; einer davon wurde 1973 an das Hannoversche Straßenbahn-Museum verkauft. Ein e-Beiwagen existiert noch, ebenso drei Triebwagen (Nr. 532, 539 und 624).

### Baureihe F

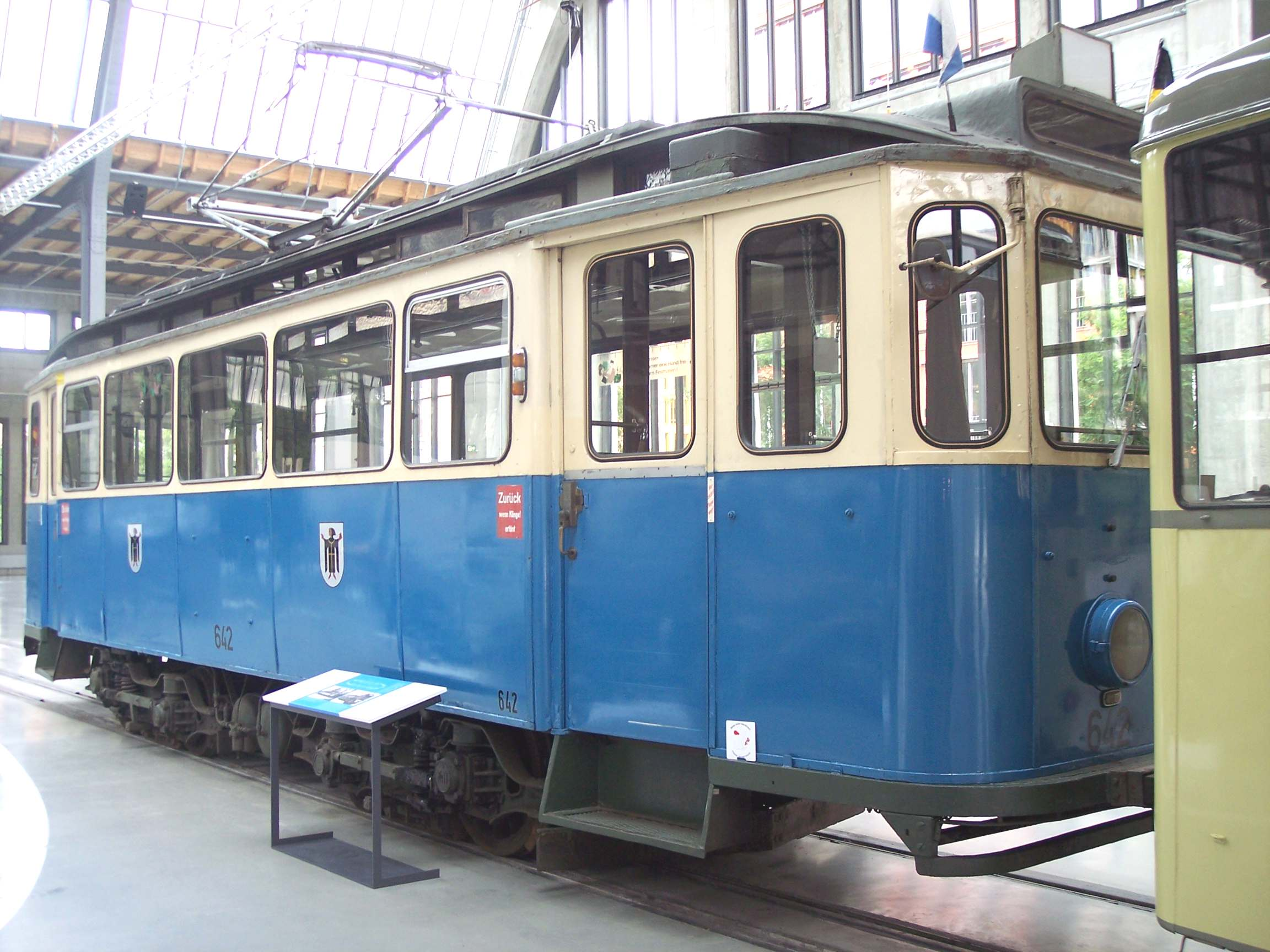
Triebwagen F2 (Baujahr 1930) im Verkehrszentrum des Deutschen Museums in München

Durch den weiteren Ausbau des Netzes war es geboten, wiederum Fahrzeuge anzuschaffen. In den Jahren 1929 und 1930 wurden 41 Triebwagen der Serie F und 100 Beiwagen der Serie f angeschafft. Die Fahrzeuge sehen den E-Triebwagen ähnlich und sind von diesen äußerlich hauptsächlich durch die Anzahl der Seitenfenster (F-Triebwagen fünf Seitenfenster, E-Triebwagen sechs Seitenfenster) zu unterscheiden. Die erneut vierachsigen und mit 2 × 55 PS-Motoren ausgestatteten Triebwagen wiesen eine Länge von 10,80 Meter, die zweiachsigen Beiwagen eine Länge von 9,16 Meter auf. Die F-Triebwagen, die den Zweiten Weltkrieg überstanden hatten, wurden zwischen 1965 und 1972 ausgemustert. Ein Triebwagen und zwei Beiwagen blieben als Museumsfahrzeuge erhalten. Der Beiwagen 1433 ist derzeit im Hannoverschen Straßenbahn-Museum abgestellt.

### Baureihe G und K
Da im Zweiten Weltkrieg zahlreiche Fahrzeuge beschädigt und zerstört worden waren, begannen die Stadtwerke München mit dem Wiederaufbau von Wagenkästen auf Fahrgestellen beschädigter Wagen. Im Reichsbahnausbesserungswerk Neuaubing erhielten die Fahrgestelle von 19 ehemaligen E-Wagen einen neuen Aufbau; die Wagen erhielten die Bezeichnung „G“. Die Abmessungen waren mit denen der E-Wagen identisch; ein Unterschied war das gerade durchgezogene Laternendach. Ein G-Triebwagen ist als Museumsfahrzeug erhalten. 58 Beiwagen der Typen  e und f wurden ebenfalls wieder aufgebaut; sie glichen ganz ihren Vorgängern, wurden aber als g und h bezeichnet. Zwei g-Beiwagen sind als Museumswagen erhalten geblieben. Weitere Fahrzeuge der Serien E (19 Stück) und F (10 Stück) wurden mit Holzaufbauten versehen und zu Triebwagen der Serie ;K umgebaut. Sie sind durch die schmalen Enden erkennbar; das Vorderende wurde in den 1950er Jahren jedoch verbreitert, um die Wagen mit neuen Führerständen ausstatten zu können. Es wurden auch Beiwagen der Serien e (16 Stück) zu k-Beiwagen und ;f (20 Stück) zu l-Beiwagen (gleichend den k-Triebwagen) umgebaut. Alle Fahrzeuge wurden zwischen 1965 und 1968 ausgemustert. Es blieb kein Fahrzeug erhalten. Als einer der letzten Triebwagen vom Typ G1.8 wurde 1993 der Wagen mit der Nr. 2971 (bis 1970 die Nr. 677) verschrottet.

### Baureihe H (ausländische Fahrzeuge)
Da sich der Bestand an Fahrzeugen durch die Kriegszerstörungen immer weiter verringerte, wurden ab 1943 immer mehr Fahrzeuge aus Dresden, Kattowitz, Turin, Köslin, Leipzig, Oslo und Stettin (insgesamt 113 Trieb- und 91 Beiwagen) geliehen. Einige davon bereiteten in München Probleme – beispielsweise neigten die Triebwagen aus Oslo wegen zu langer Radstände zum Entgleisen. Als alltagstauglich erwiesen sich nur die zweiachsigen Züge aus Mailand und Rom. Aus diesem Grund erwarb man je 25 Trieb- und Beiwagen aus Rom und weitere zwölf Triebwagen aus Mailand. Betriebsintern erhielten sie die Bezeichnung (X1/x1 und X7). Um nicht aus dem Nummernschema zu fallen, werden sie jedoch auch als Typ H bezeichnet. Obwohl die Züge bezahlt waren, mussten alle Römer und Mailänder Wagen nach dem Krieg auf Anweisung der Besatzungsmacht zurückgegeben werden. Da die zwölf Triebwagen vom Typ X7 jedoch noch bis 1946 grundüberholt worden waren, entschied man sich 1949, sie zu einem Stückpreis von 16.000 DM erneut zu erwerben. Die letzten Triebwagen dieses Typs wurden 1959 abgestellt.

### Baureihe I/J (Die „Heidelberger“)

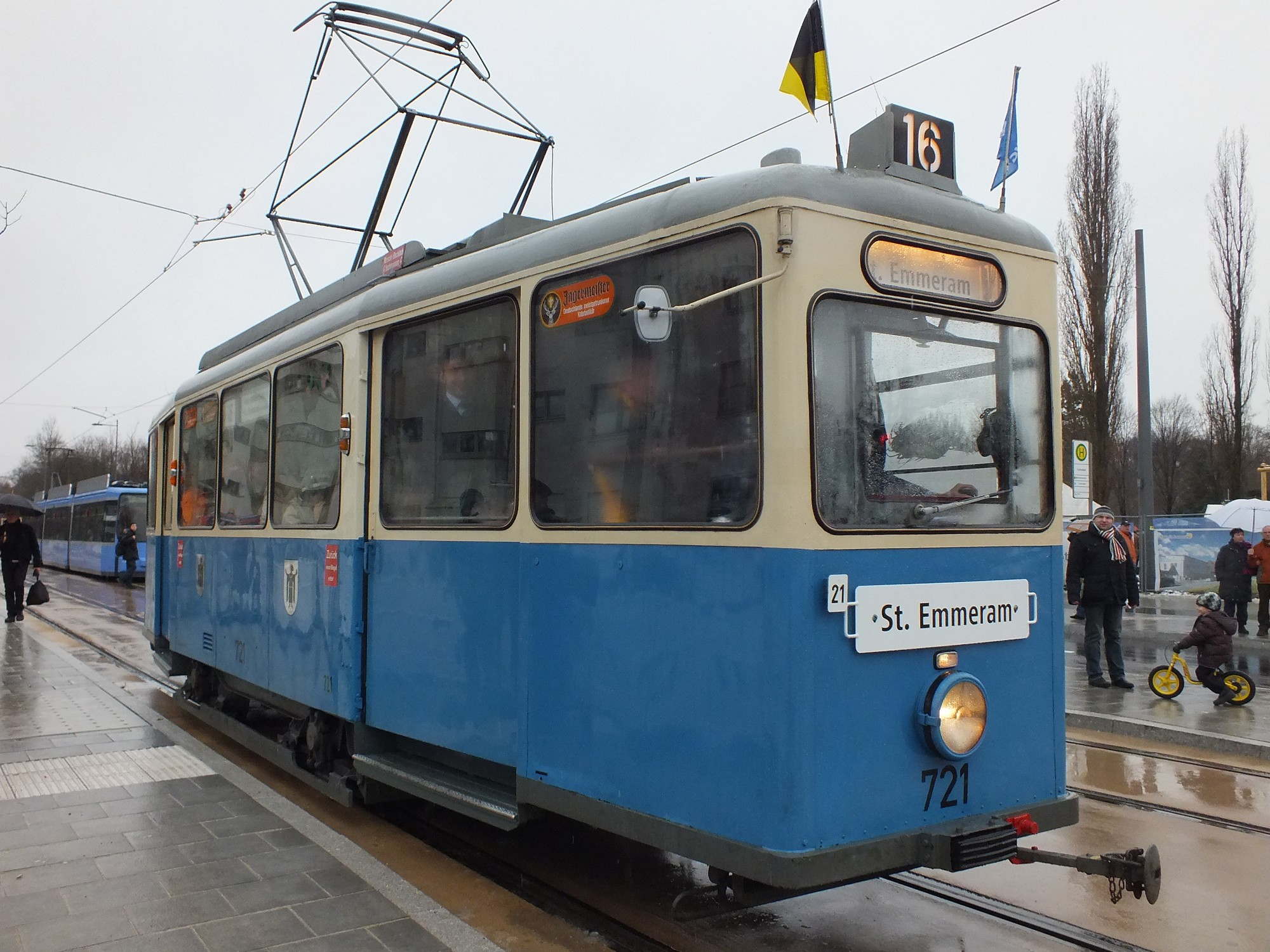
Der Münchner Museums-Heidelberger bei der Eröffnung der Straßenbahnstrecke nach St. Emmeram

Da der Fahrzeugmangel im Kriege immer stärker wurde, begann die Waggonfabrik Fuchs (Heidelberg), nach Maßgaben der Düsseldorfer Waggonfabrik sogenannte Kriegsstraßenbahnwagen zu bauen, zweiachsige, geräumige Fahrzeuge, die in zahlreichen Städten Deutschlands zum Einsatz kamen. In München wurden bis Kriegsende sechs Triebwagen (12 Sitz- und 77 Stehplätze) und zwölf Beiwagen (12 Sitz-, 85 Stehplätze) geliefert, bis 1950 weitere 28 Trieb- und 36 Beiwagen. In München wurden sie wegen ihrer Herkunft als „Heidelberger“ bezeichnet. Die meisten Fahrzeuge wurden 1973 ausgemustert. Zwei Wagen wurden 1974 zu Arbeitswagen umgebaut. Ein Triebwagen und ein Beiwagen sind als Museumsfahrzeuge erhalten geblieben.

### Baureihe L
Da der Wagenpark auch noch nach der Anschaffung der „Heidelberger Wagen“ weit unter dem Bedarf lag, plante man bald neue Trambahnfahrzeuge. Man wollte es mit einem neuen Fahrgestell-Konzept, dem Lenkdreiachser, versuchen. Dazu ließ man von der Firma Westwaggon (Köln) in drei F-Triebwagen dreiachsige Fahrgestelle einbauen. Nach erfolgreichem Versuchsabschluss wurden die L-Wagen wieder mit Maximum-Drehgestellen ausgestattet und somit zu F-Triebwagen zurückgebaut.

### Baureihe M

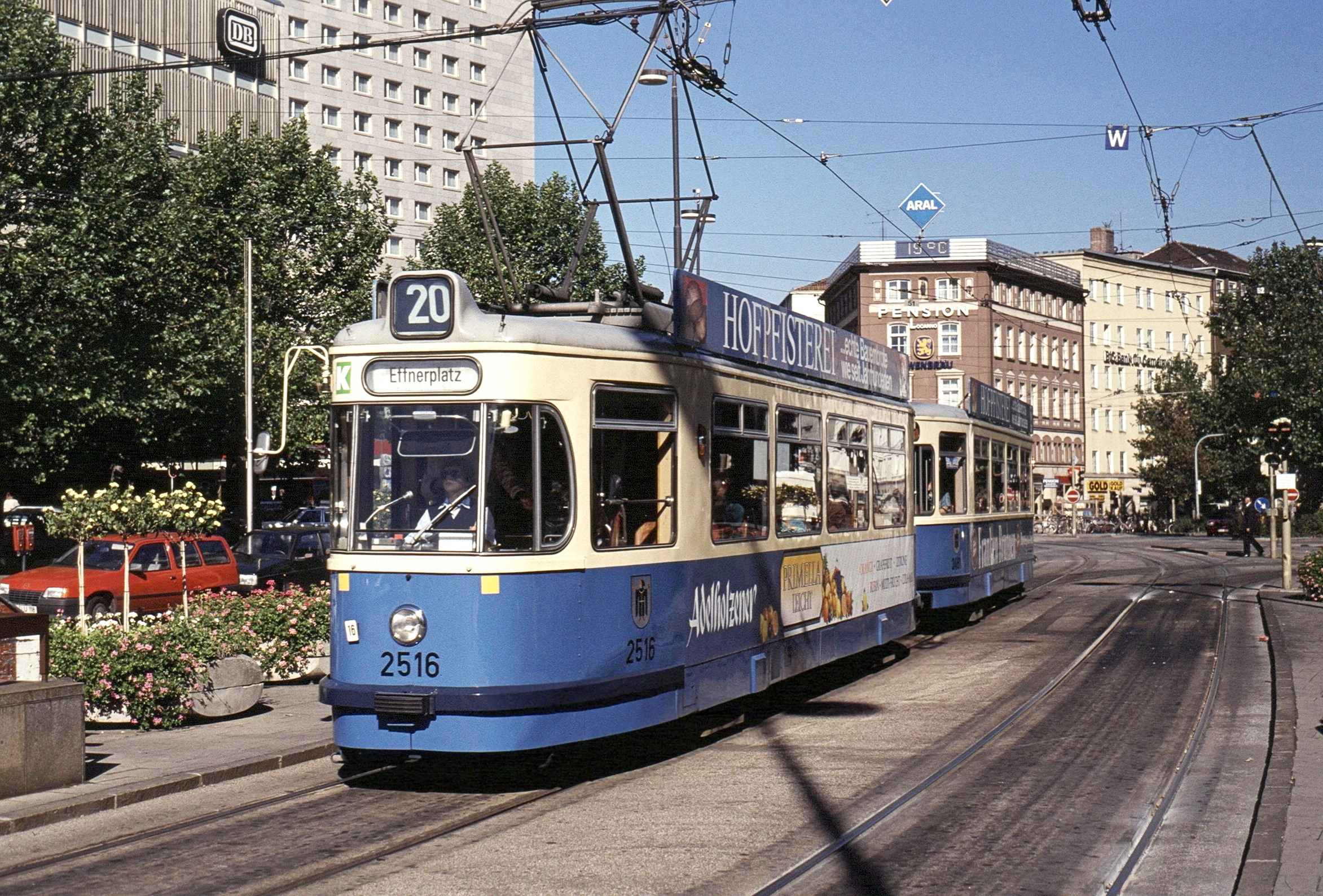
Zug der Baureihe M/m am Hauptbahnhof, 1990

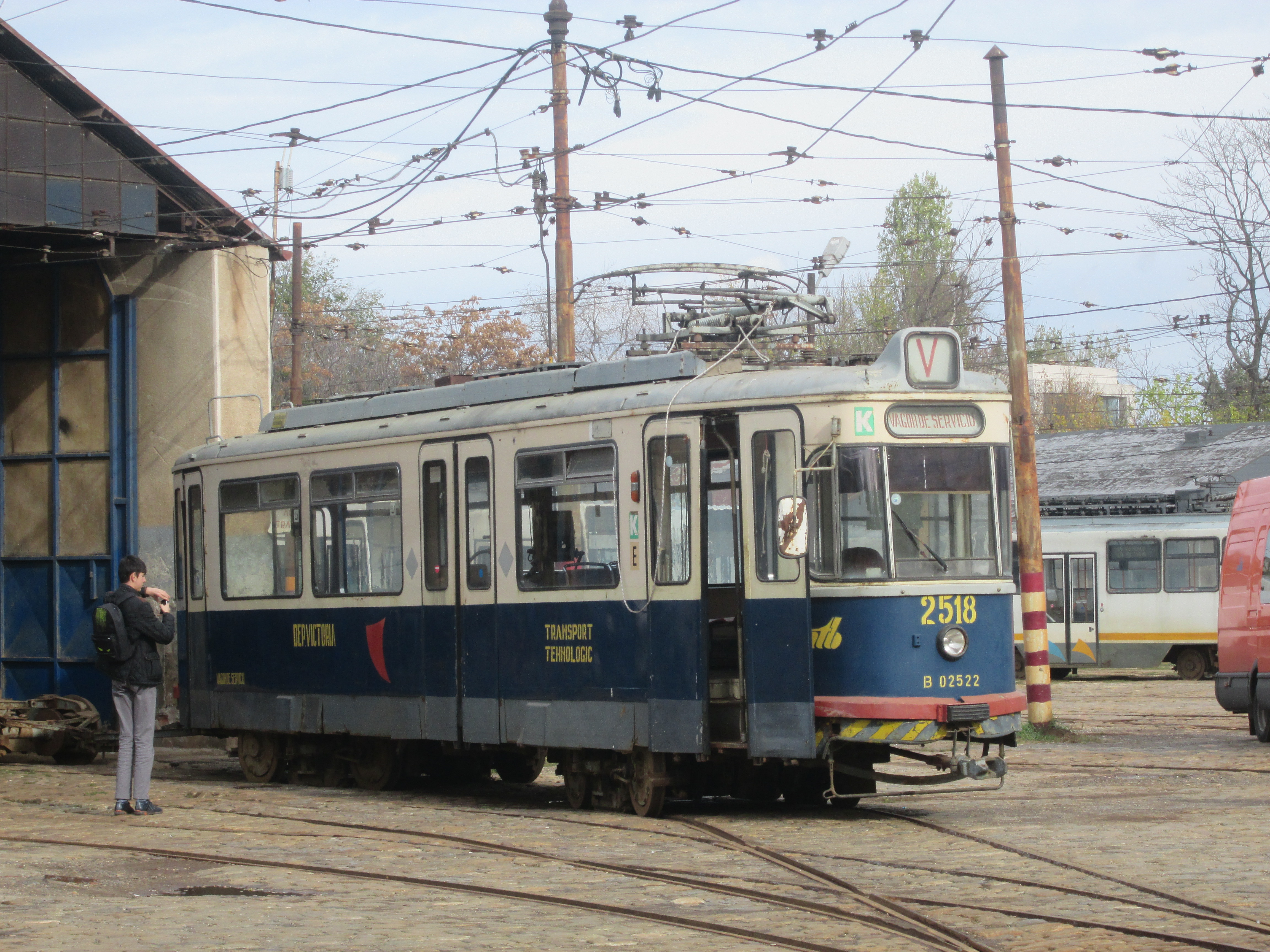
Ehemaliger Münchner M-Wagen als Arbeitswagen in Bukarest, 2017

1950 begann die Modernisierung des Wagenparks mit modernen Großraumwagen. Im Gegensatz zu anderen Betrieben wählte man statt Vierachsern Lenkdreiachser. Die ersten vier Trieb- und zwei Beiwagen wurden 1950 als Versuchsserie M 1.62 von Rathgeber geliefert. Basierend auf den Erfahrungen mit den M 1, wurde 1952/53 die verbesserte Baureihe M 2.63 mit acht Trieb- und Beiwagen ausgeliefert. Die Fahrzeuge dieser Serie besaßen je drei Türen, nachdem es bei der Vorserie, die vier Türen hatte, zu Problemen kam. Der Ein- und Ausstieg folgte dem Prinzip des Fahrgastflusses. Der letztgebaute Triebwagen Typ M 2 besaß als erster das für alle weiteren M-Triebwagen „maßgebende und prägende Gesicht“ mit schräggestellter und abgerundeter Frontscheibe sowie den oberhalb des Zielschilds auf dem Dach aufgesetzten Liniennummernkasten, was zu „dem Gesicht“ der Münchner Straßenbahn nach dem Krieg wurde. 1975 schied aufgrund der Netzverkleinerung die gesamte Serie M2/m2 wieder aus dem Liniendienst aus.
Nachdem sich die Wagen der Serie M2 im Münchner Nachkriegsverkehr sowohl betrieblich als auch technisch bewährt hatten, wurden ab dem Jahre 1953 mit lediglich leichten baulichen Veränderungen die Großserien M 3.64/m 3.64 und M 4.65/m 4.65 beschafft. So konnten bis 1960 alle Altwagen der Baureihen A und B ausgemustert werden. Von 1963 bis 1965 wurden 75 weitere M/m-Wagen der modifizierten und verbesserten Serie 5.65/5.65 ausgeliefert. Die Scherenstromabnehmer sind durch Einholmstromabnehmer ersetzt worden; außerdem ersetzte man die Teleskopschiebetüren durch sich nach außen öffnende Außenschwingtüren. Erstmals wurde auch serienmäßig eine GEAMATIC-Steuerung eingebaut.
Da auf der Linie 8 Dreiwagenzüge, bestehend aus zwei Trieb- und einem Beiwagen, vorgesehen waren, wurden erheblich mehr Trieb- als Beiwagen beschafft. Diese Betriebsform wurde schon 1972 wieder abgeschafft, letztmals fuhren zwei Triebwagen (als Doppeltraktion) 1983. In den 1970er Jahren verkehrten daher Züge der M-5.65-Serie häufig als zwei gekuppelte Triebwagen. Ab 1983, nachdem zahlreiche ältere M-Triebwagen des Typs M 4.65 wegen U-Bahn-Neueröffnungen ausgemustert und verschrottet wurden, verkehrten die M 5.65-Wagen teilweise als Zweiwagenzug mit m 4.65-Beiwagen. Die letzten Fahrzeuge vom Typ M fuhren am 7. Dezember 1998 im regulären Liniendienst. Von Pfingstsamstag (2019: Von Karsamstag) bis Anfang Oktober ist die M 4.65/m 4.65-Garnitur 2412/3407 als Stadtrundfahrt München-Tram beziehungsweise im Advent als Christkindl-Tram unterwegs.

### Baureihe P

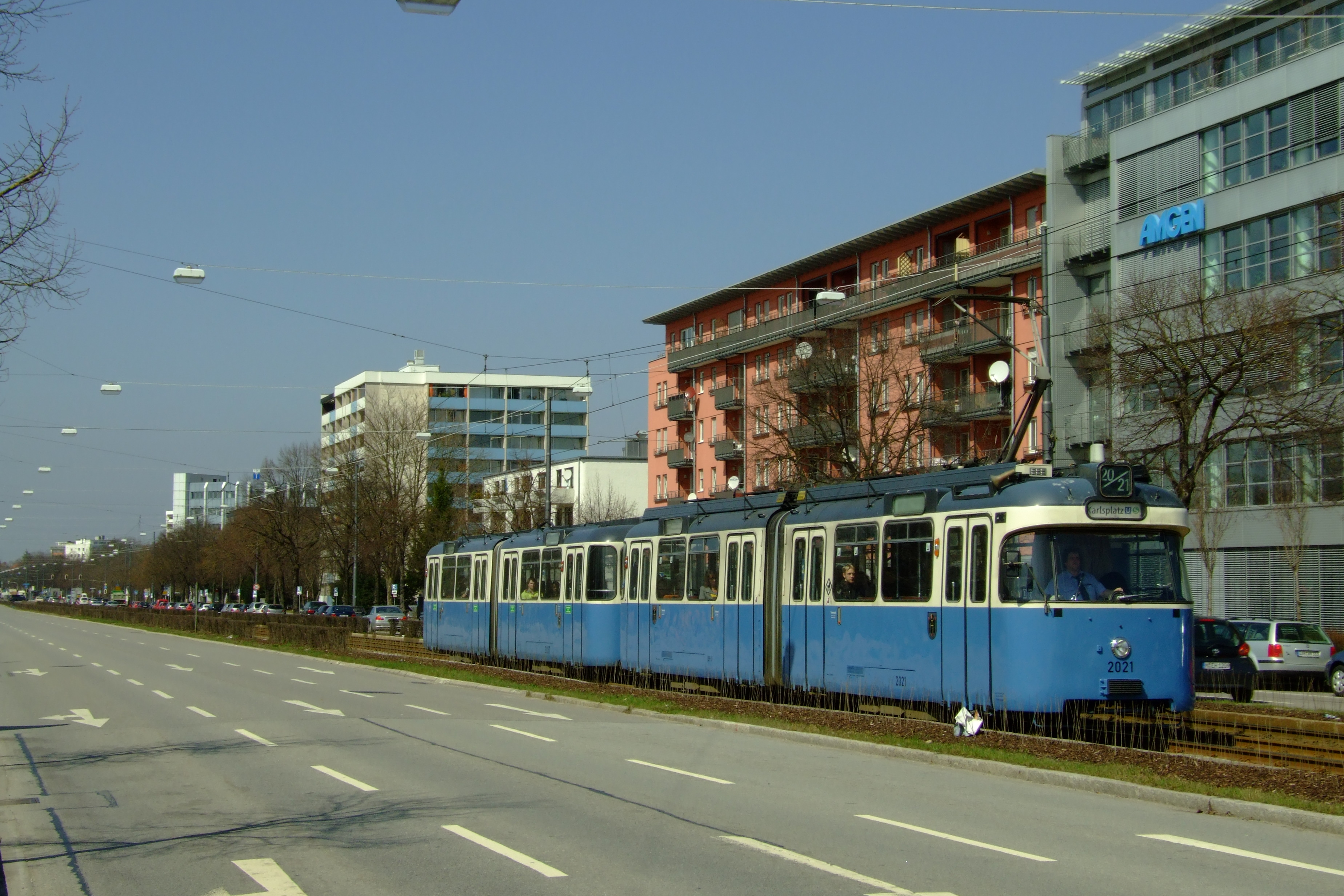
Straßenbahnwagen Baureihe P/p 3.16/17 an der Hanauer Straße

1959/1960 wurde mit zwei Gelenkwagen der Baureihe P 1.65 experimentiert, die auf den M-Straßenbahnwagen basierten. Da für sie zwei Schaffner erforderlich waren, bewährten sich die Züge nicht und waren nur bis 1975 in Betrieb.
1963 wurden bei Rathgeber zwei Prototyp-Züge eines völlig neuen, in Bremen entwickelten Kurzgelenkwagentyps bestellt, bestehend aus je einem Triebwagen und einem Beiwagen. Sie wurden in München als P 2 bezeichnet. Die Prototypen bewährten sich, sodass zwischen 1967 und 1969 eine Serie von 42 Triebwagen (Baureihe P 3.16) und 38 Beiwagen (Typ p 3.17) beschafft wurde. Wegen ihrer hohen Kapazität kamen die P-Wagen auf den am stärksten belasteten Linien zum Einsatz. In den 1970er und 1980er Jahren liefen die Wagen hauptsächlich auf den U-Bahn-Zubringerlinien im Außenbereich. Wegen neugebauter U-Bahn-Strecken wanderten die P-Wagen später wieder auf Innenstadtlinien zurück.
Die P/p-2-Wagen wurden 1982 (Triebwagen) bzw. 1989 (Beiwagen) ausgemustert. Seit den 1990er-Jahren, nach Ablieferung der Nachfolger vom Typ R 3.3, werden die P/p-3-Züge ausgemustert. Zwischen 2001 und 2003 wurden viele Wagen für den Einsatz bei der Straßenbahn Timișoara und der Straßenbahn Bukarest nach Rumänien abgegeben. Andere Züge wurden verschrottet oder an private Interessenten abgegeben. Nachdem zeitweise nur noch ein Wagen im Linienbetrieb eingesetzt worden war, waren Mitte 2014 wieder sechs P-3.16-Wagen sowie fünf Beiwagen im Linieneinsatz.
Da nach Zulassung der neuen Fahrzeuge vom Typ Avenio ein geringerer Fahrzeugbedarf erwartet wurde, stellte die MVG Ende 2014 zwei Triebwagen und einen Beiwagen und 2016 einen weiteren Zug ab. Derzeit sind daher noch drei Triebwagen und drei Beiwagen betriebsfähig. Aufgrund erneuter Serienschäden bei den Variobahnen waren die P-Wagen ab Januar 2015 auf bis zu drei Kursen der Linie 28 eingesetzt. Im MVG Museum war ein weiterer Triebwagen als nicht betriebsfähiges Ausstellungsstück erhalten. Er wurde im Rahmen von Ersatzteilbeschaffungen Anfang 2016 zerlegt. Zurzeit (Stand Januar 2022) finden keine Linieneinsätze mehr statt.

### Baureihe R (GT6N/GT8N2)

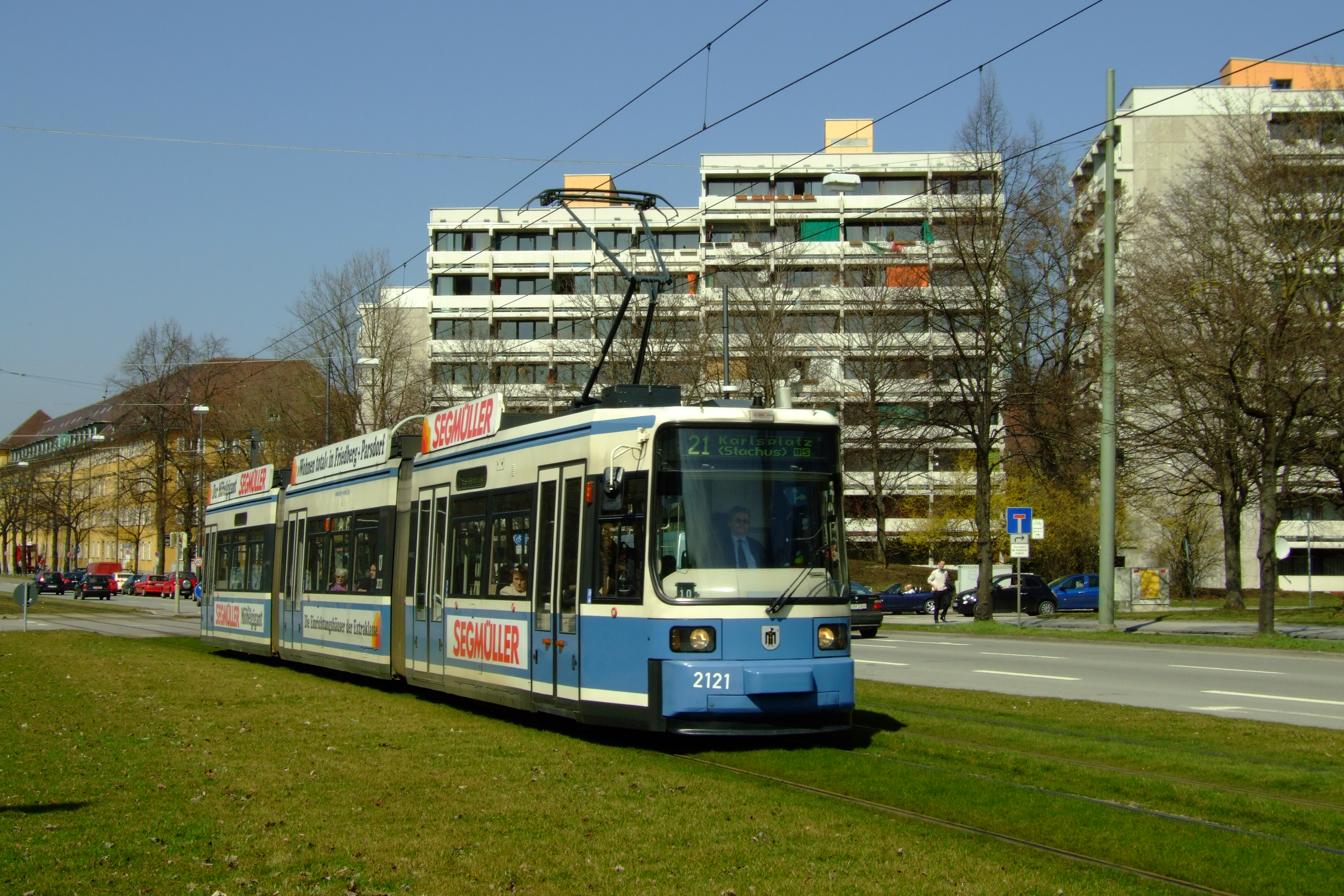
Baureihe R 2.2

Nachdem 1985 zwei Gelenktriebwagen aus Nürnberg erprobt worden waren (in München als Baureihe N aufgelistet), sich jedoch für das Fahrgastaufkommen in München als zu klein erwiesen hatten, projektierte man neue Kurzgelenkwagen ähnlich der Serie P. Doch entschied man sich in München, drei Prototypen eines dreiteiligen Niederflurwagens des Systems GTxN/M/S der Firma Adtranz als Testfahrzeuge zu kaufen. Die drei Wagen wurden 1990/91 geliefert und bildeten die Serie R 1.1. Die Wagen verfügten über zwei Gelenke und drei selbsttragende Stahl-Wagenkästen. Die Trams hatten Kurven- und Wendeschleifenprobleme, da sie für jene Größe nicht ausgerichtet waren. Die drei R-1.1-Wagen sind nicht mehr im Bestand der MVG, da sie an den Hersteller zurückgegeben wurden. Dennoch bewährten sich die Prototypen, sodass eine Serienbeschaffung des Typs GT6N, in München als Serie R 2.2 bezeichnet, von der MVG erfolgte. Zwischen 1994 und 1997 wurden insgesamt 70 dreiteilige Niederflurzüge beschafft. Von außen dem R 1.1 ähnlich, wurden im Innenraum viele Änderungen vorgenommen. Bisher wurden zwei Züge vom Typ R 2.2 nach Unfällen ausgemustert. Gegen Ende der 1990er-Jahre wurden weitere Niederflurfahrzeuge mit einem höheren Fassungsvermögen als die Serie R 2.2 gekauft. Nachdem ein GT6N aus Nürnberg von Adtranz zwei neukonstruierte Doppelgelenke zwischen dem zweiten und dritten Wagenteil erhielt, wurde er zum vierteiligen Prototyp des GT8N2. Das Nürnberger Versuchsfahrzeug wurde auch im Münchner Straßenbahnnetz getestet und bewährte sich. In München verkehren 20 Züge des R 3.3. Mittlerweile sind es allerdings nur noch 19, der Wagen 2216 wurde aus dem Betrieb genommen. Sie wurden zwischen 1999 und 2001 abgeliefert. Obwohl der R 3.3 direkt auf dem R 2.2 basiert, wurde für die Fahrzeugfront eine veränderte, kantigere Form gewählt. Außerdem hat er nunmehr sechs Türen und erhielt ein moderneres Aussehen als sein Vorgänger. 55 Züge vom Typ R 2.2 haben ab 2010 von einem Tochterunternehmen der Leipziger Verkehrsbetriebe ein Redesign bekommen. Dadurch soll die Tram geräumiger werden, eine höhere Kapazität erhalten und außen die Farben der MVG tragen.

### Baureihe S (Variobahn)

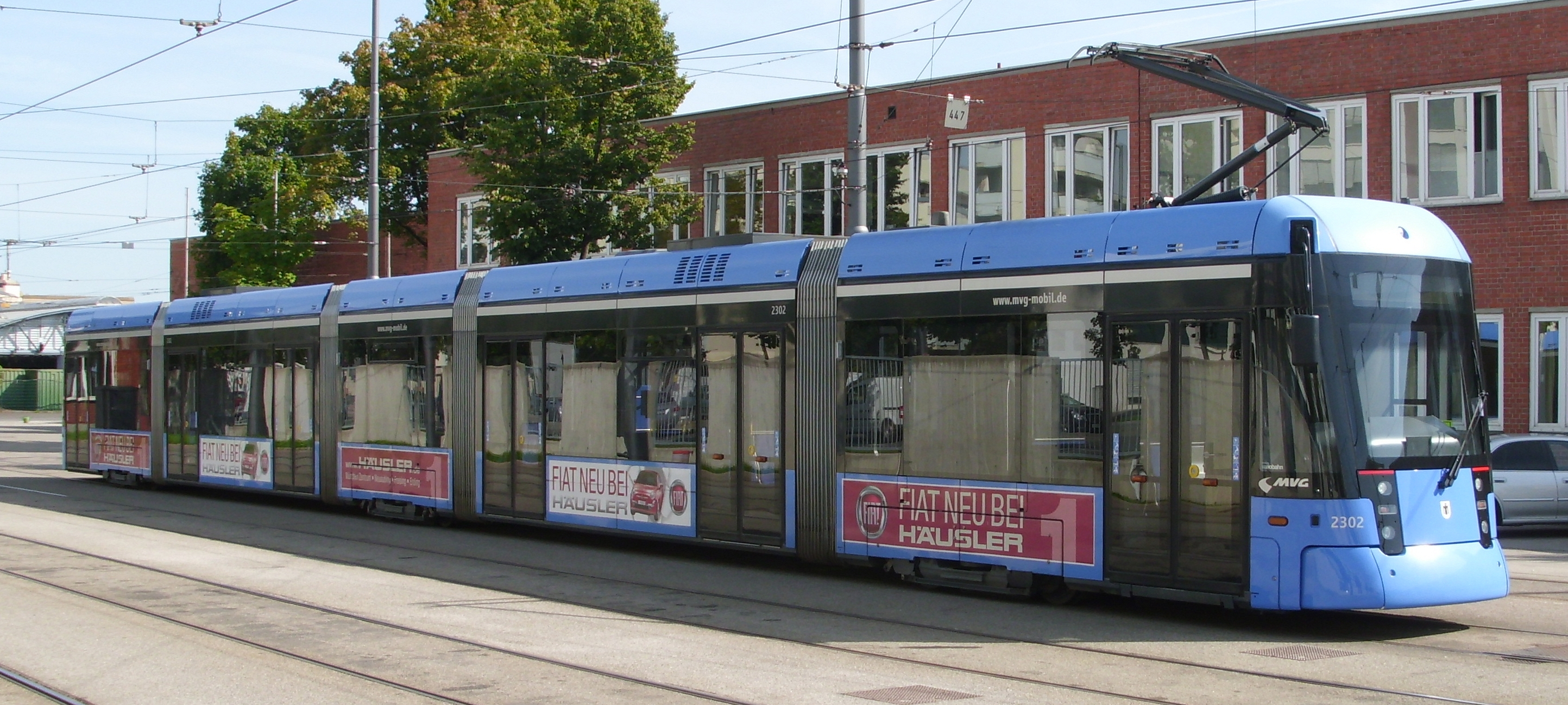
Baureihe S 1.4 im Betriebshof in der Einsteinstraße

Um den Wegfall der letzten P/p-Wagen sowie den Mehrbedarf durch die 2009 eröffnete Linie 23 zu kompensieren, hat die MVG im Rahmen einer Gemeinschaftsbestellung mit der VAG Nürnberg im Jahre 2009 vier Züge des Typs Variobahn von Stadler Rail erhalten (Nummern 2301 bis 2304). Am 2. September 2008 hat die MVG bekanntgegeben, dass zusätzlich zu den vier bereits bestellten Variobahnen zehn weitere Fahrzeuge gleichen Typs (Nummern 2311 bis 2320) aus der Option eingelöst wurden. Die erste Münchner Variobahn, Wagen 2301, war im September 2008 bereits fertiggestellt und traf nach weiteren Feinabstimmungen durch den Hersteller am 11. März 2009 in München ein. Später erhielt der Wagen zusätzlich einen Akkumulator, mit dem er einen Streckenabschnitt von ca. 1000 m Länge ohne Stromversorgung durch eine Oberleitung befahren kann. Im März 2012 gab die MVG bekannt, dass es an 9 von 11 eingesetzten Wagen zu Schäden an den Rädern gekommen sei. Im August wurde die vorläufige Zulassung bis zum 31. Mai 2013 verlängert. Die Fehler konnten inzwischen behoben werden, sodass die endgültige Zulassung durch die Technische Aufsichtsbehörde am 30. September 2013 erteilt werden konnte.

### Baureihe T (Avenio)

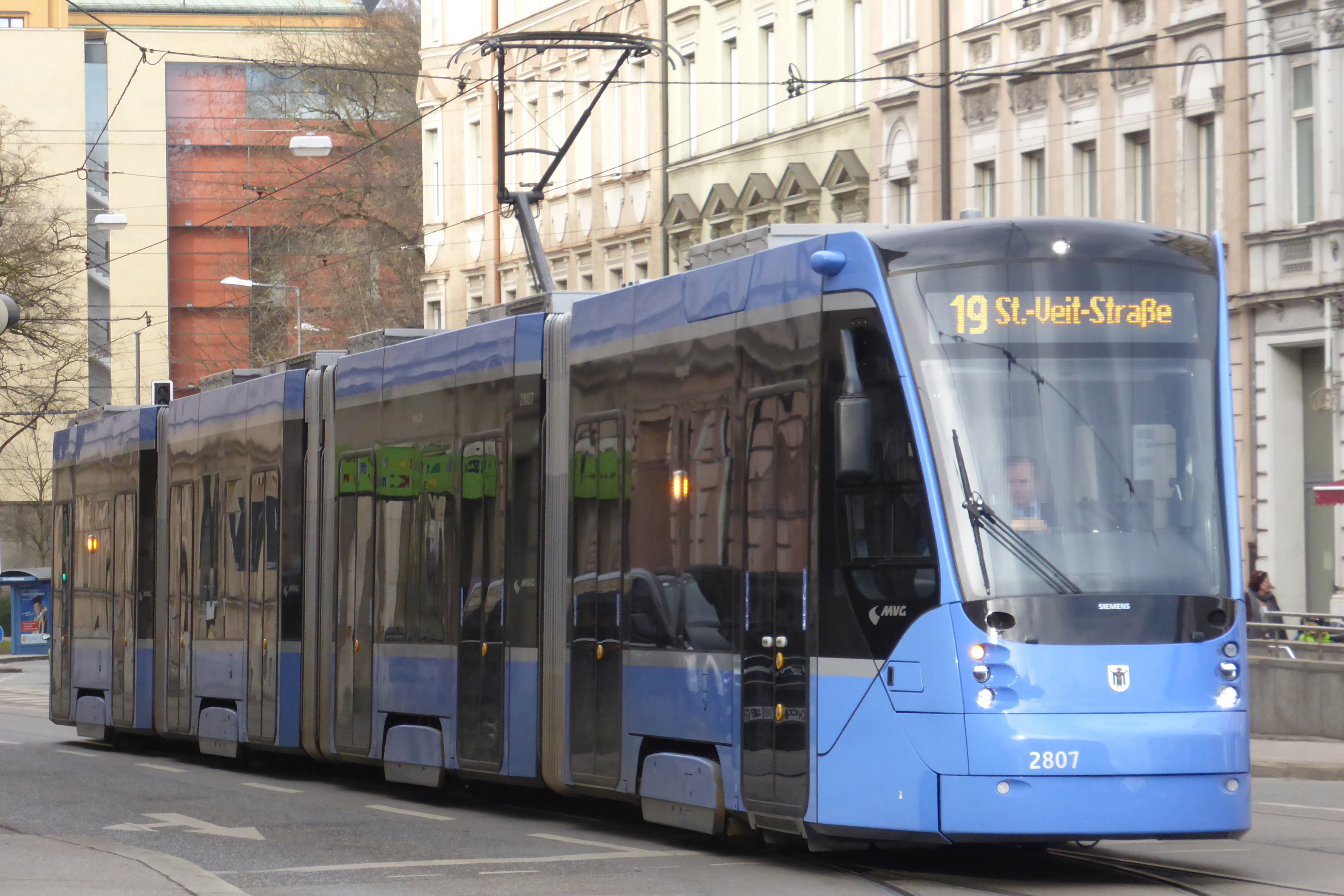
Baureihe T am Max-Weber-Platz

Aufgrund der Probleme mit der Zulassung und eines Serienschadens an der Variobahn wurde die mögliche Option auf weitere acht Fahrzeuge dieses Typs verworfen. Jedoch benötigte die MVG im Zuge der Angebotsoffensive 2010–2020 weitere Fahrzeuge, um die geplanten Streckenerweiterungen und das gesteigerte Fahrgastaufkommen zu bewältigen.
Am 28. September 2012 gab die Geschäftsleitung der SWM/MVG bekannt, sie habe beim Hersteller Siemens acht Fahrzeuge des Typs Siemens Avenio bestellt. Am 4. November 2013 wurde der erste Zug ausgeliefert. Zwei weitere der insgesamt acht Fahrzeuge wurden 2015 für die geplante Verlängerung der Linie 25 nach Steinhausen geliefert. Die Fahrzeuge sind vierteilig mit acht Türen konzipiert und bieten bis zu 220 Fahrgästen Platz. Diese Fahrzeuge werden als Baureihe T1 in den Fahrzeugpark der MVG eingereiht.
Die erste reguläre Fahrt mit Fahrgästen fand am 17. September 2014 mit Wagen 2807 auf der Linie 19 statt.
Ursprünglich war die Inbetriebnahme für Dezember 2013 geplant gewesen. Dieser Termin konnte wegen technischer Schwierigkeiten und strenger Zulassungsbedingungen nicht eingehalten werden.
Ende Juli 2015 musste der Betrieb der Baureihe T wieder eingestellt werden, nachdem die nur bis dahin gültige vorläufige Betriebsgenehmigung von der Regierung von Oberbayern nicht verlängert worden war.
Seit dem 30. September 2015 haben die Züge eine endgültige Zulassung der Regierung von Oberbayern für den Betrieb auf der Linie 19.
Die Fahrzeuge der Baureihe T1.6 und T4.7 sollen zusammen mit den Fahrzeugen der Typen R3.3 und S auf Strecken eingesetzt werden, auf denen eine hohe Kapazität benötigt wird. Dies sind vornehmlich die Linien 17, 19, 20, 21 und 22.
Nachdem die Avenio-Baureihe sich im Einsatz bewährt hatte, wurden weitere Fahrzeuge dieser Baureihe nachbestellt. Nach der Auslieferung des ersten Fahrzeugs am 21. Dezember 2017 wurden die als Baureihe TZ bezeichneten Fahrzeuge in zwei- (T2.7), drei- (T3.7) und vierteiligen (T4.7) Varianten getestet. Seit 7. Dezember 2018 bestand eine provisorische Betriebszulassung und es erfolgte der erste Einsatz des Zweiteilers auf der Linie 12; seitdem werden auf bis zu 6 Kursen T2-Trambahnen eingesetzt. Der Vierteiler wurde am 10. Dezember 2018 zum ersten Mal auf der Linie 19 eingesetzt. Der Vertrag für die Baureihe TZ beinhaltet die 22 festen Bestellungen und Optionen für bis zu 124 weitere Einheiten.
Am 4. Juli 2019 wurden 73 weitere Vierteiler aus dem Rahmenvertrag bestellt, die für Taktverdichtungen und ein größeres Platzangebot ab 2021 geliefert werden.

## Betriebshöfe

### Bestehende Betriebshöfe

#### Hauptwerkstätte Ständlerstraße
1919 wurde an der damaligen Stadelheimer Straße (heute Ständlerstraße) ein Gelände von 51.000 Quadratmetern angekauft. Bis 1924 wurden Gebäude errichtet, sodass die Hauptwerkstätte am 15. Februar 1924 dort einziehen konnte. Die Hauptwerkstätte erhielt die Nummer 1. Noch in den 1920er Jahren wurden ein Kantinenbau und eine Lehrwerkstätte in Betrieb genommen.
Im Zweiten Weltkrieg wurde die Anlage zu zwei Dritteln zerstört. Die Werkstätten wurden wieder aufgebaut. Die Hauptwerkstätte hat eine eigene Straßenbahnzufahrt, die in der Chiemgaustraße von der Strecke der Linie 18 in der Schwanseestraße abbiegt und weiter über die Aschauer Straße zur Ständlerstraße verläuft. Nachdem lange Zeit der alte Betriebshof an der Westendstraße für das Straßenbahnmuseum vorgesehen war, ist das MVG Museum nun an der Ständlerstraße eingerichtet worden.
Die Stadtwerke München beantragten am 6. Oktober 2023 bei der Regierung von Oberbayern die Planfeststellung für einen Neubau des Betriebshofs mit einer Abstellanlage für knapp 100 Fahrzeuge, Werkstätten und einem Verwaltungsgebäude. Im Juni 2024 beschloss der Planungsausschuss der Stadt den dafür nötigen Flächennutzungsplan, sodass auch ein naher Sportplatz für den neuen Betriebshof genutzt werden kann. Abbrucharbeiten und Bodensanierung sollen bis Ende 2024 abgeschlossen werden, damit 2025 mit dem Bau des eigentlichen Betriebshof begonnen werden kann.[veraltet] Dieser soll bereits 2026 teilweise in Betrieb gehen und bis 2027 eine eigene Zufahrtsstrecke erhalten. Die Fertigstellung des Gesamtprojekts wird Anfang der 2030er-Jahre erwartet.
Zum Projekt gehört auch eine neue Grünfläche von über 5.000 Quadratmeter, welche teilweise als Park und teilweise als Biotop gestaltet werden soll. Die Gesamtkosten sind mit 600 Millionen Euro projektiert. Der Anstieg gegenüber dem ursprünglichen Wert von 400 Millionen Euro wird neben der allgemein hohen Preissteigerung der vorherigen Jahre auf umfangreiche Lärmschutzmaßnahmen zurückgeführt.

#### Betriebshof Steinhausen
Einsteinstraße in Steinhausen (seit 1963): Der Betriebshof an der Einstein-/Seeriederstraße konnte wegen zu enger Ausfahrten nur zu einem Teil für Großraumwagen eingerichtet werden. Daher beschloss man, einen neuen Betriebshof auf 40.000 Quadratmetern auf einem Gelände an der Einsteinstraße östlich des Leuchtenbergrings, das an den Ostbahnhof angrenzte, zu errichten. Ab 1959 wurden dort bereits Abstellgleise für Straßenbahnwagen verlegt. Ab 1960 wurden in zwei Bauabschnitten Hallen für die Straßenbahn sowie zahlreiche technische Einrichtungen gebaut. Am 21. September 1963 eröffnete man den neuen Betriebshof 2. Es gibt dort eine 390 Quadratmeter große Waschhalle, eine 2475 Quadratmeter große Wartungshalle sowie eine 2050 Quadratmeter große Werkstatthalle.

### Ehemalige Betriebshöfe

#### Betriebshof 1
Lindwurmstraße (1882–1898): Für einige Jahre wurde an der Lindwurmstraße zwischen Adlzreiterstraße und Schlachthofstraße (heute: Zenettistraße) ein Provisorium für 90 Pferde und 34 Wagen eingerichtet. Jedoch wurde das Depot schon 1898 zugunsten des einige Jahre zuvor errichteten Betriebshofs 1 an der Schäftlarnstraße aufgelassen.
Schäftlarnstraße (1892–1963, bis 1924 auch Hauptwerkstätte): In der Nähe des alten Isartalbahnhofs wurde auf dem Grundstück Schäftlarnstraße 32 ein neuer Betriebshof eingerichtet. Zunächst bestand Platz für 100 Pferde und 64 Pferdebahnwagen. Bereits ab 1895 wurde das Depot für den elektrischen Betrieb umgerüstet. Eine neue Halle für 102 elektrische Wagen wurde 1898 ihrer Bestimmung übergeben. Im gleichen Jahr wurde neben dem Depot auch eine neue Hauptwerkstätte eingerichtet, da die in der Äußeren Wiener Straße zu klein geworden war. Sie wurde zur ersten Hauptwerkstätte. Bei der Nummerierung der Depots zu Beginn des elektrischen Betriebs bekam das Depot die Nummer 1. Das Depot wurde 1904 noch einmal beträchtlich (4000 Quadratmeter) erweitert. 1923/24 wurde die Hauptwerkstätte an die Stadelheimer Straße (heute Ständlerstraße) verlegt; in die freiwerdenden Gebäude zogen die Fahrleitungswerkstatt und die Gleisbauwerkstatt ein. Letztere zog 1930 in die Wilhelmstraße um. Die Nutzung als Depot endete 1943, nachdem die Anlagen bei einem Luftangriff stark beschädigt wurden. Nach dem Krieg wurde das Gelände noch eine Weile für Omnibusse und weiterhin für die Fahrleitungswerkstatt der Straßenbahn genutzt. 1958 wurde die Fahrleitungswerkstatt ebenfalls in die Hauptwerkstätte verlegt, bis 1963 blieb noch eine Entschlammgrube für Schienenschleifwagen in Betrieb. Dann wurde das ganze Gelände an den Großmarkt abgegeben. Die Reste des Depots befinden sich heute neben einer Tankstelle.

#### Betriebshof 2
Fabrikstraße (später Thierschstraße) (1882–1900): Der dritte Betriebshof wurde an der damaligen Fabrikstraße 20 errichtet. Es enthielt eine Stallung für 144 Pferde und eine Wagenremise für 60 Wagen sowie ein Hinterhaus mit Wagenreparaturwerkstatt, während im Vorderhaus die Direktionsräume untergebracht waren. Die Werkstätte wurde 1890 in ein neues Depot an der Äußeren Wiener Straße verlegt. Die Direktion zog 1899 ebenfalls an die Äußere Wiener Straße um, das Depot wurde 1900 aufgelassen.
Äußere Wiener Straße (1890–1926): Durch die Erweiterung der Straßenbahn in den Osten Münchens war auch dort ein Depot erforderlich. 1889 kaufte die Stadt München ein Anwesen an der Äußeren Wiener Straße 28. Dort wurde auf einer Grundfläche von 4800 Quadratmetern ein Depot für zunächst 180 Pferde und 54 Wagen errichtet. Die Umbauten für den elektrischen Betrieb waren in diesem Betriebshof geringer als anderswo; es fanden insgesamt 36 elektrische Wagen Platz. 1899 zog auch die Straßenbahndirektion in die Äußere Wiener Straße um. 1926 war der Betriebshof, der die Nummer 2 erhalten hatte, längst zu klein und er wurde aufgelassen. Lediglich die Direktion blieb weiter an Ort und Stelle, bis sie 2001 in die neue Stadtwerkezentrale in Moosach umzog.
Äußere Wiener Straße/Seeriederstraße (später Einstein-/Seeriederstraße) (1926–1963): Die alten Betriebshöfe stammten zumeist aus der Pferdebahnzeit und waren zu klein geworden. Auch konnten sie nicht mehr erweitert werden. So kaufte die Stadt München 1924 ein Grundstück (14.700 Quadratmeter) an der Äußeren Wiener Straße/Kirchenstraße/Seeriederstraße im Stadtteil Haidhausen. Der neue Betriebshof 2 ging 1926 in Betrieb. In der Wagenhalle gab es Platz für 80 Dreiwagenzüge. Der Bahnhof war ein sogenannter Durchgangsbahnhof, das heißt die Straßenbahnzüge mussten nicht rangieren, um vom Gelände auf die Streckengleise zu gelangen. Vor dem Betriebshof wurde ein Häuserblock mit 55 Wohnungen und der Betriebshofverwaltung gebaut. Im Zweiten Weltkrieg wurde der Betriebshof erheblich beschädigt und in den 1950er Jahren für die Großraumwagen umgebaut. Nach Inbetriebnahme des neuen Betriebshofs 2 in Steinhausen an der Einsteinstraße wurde der Betriebshof Seeriederstraße am 21. September 1963 stillgelegt.

#### Betriebshof 3
Barthstraße (1889–1934): 1886 wurde im Anwesen Barthstraße 6 (später 25) im Westend ein Betriebshof erbaut. Dieser hatte über ein Betriebsgleis Zugang sowohl zur Landsberger Straße als auch zur Westendstraße. Es konnten 60 Wagen und 60 Pferde untergebracht werden. 1899 wurde das bisherige Heu- und Strohlager zu einer Unterstellhalle für 36 vierachsige Triebwagen (A-Wagen) umgebaut; dazu wurde auch noch Platz für Beiwagen geschaffen. Das Depot erhielt die Nummer 3 und wurde 1934 stillgelegt. Die Gebäude wurden im Zweiten Weltkrieg erheblich beschädigt. Die Stadtwerke verkauften das Anwesen 1953.
Westendstraße (1934–1993): Ab 1925 bemühte sich die Stadt, für den Betriebshof in der Barthstraße Ersatz zu schaffen. Hierzu wurde im gleichen Jahr ein Gelände von 14.700 Quadratmetern an der Westendstraße 200 erworben. Während der Weltwirtschaftskrise hatte der Bau mit größeren finanziellen Schwierigkeiten zu kämpfen, konnte jedoch 1934 eröffnet werden. Die Halle bot auf 26 Gleisen Platz für 104 Dreiwagenzüge. Dazu wurde an der Ecke Zschokkestraße ein Wohnbau für Straßenbahnpersonal errichtet. Der Betriebshof wurde im Zweiten Weltkrieg zu fast zwei Dritteln zerstört. Er wurde wieder aufgebaut; ab 1952 wendete eine Straßenbahnlinie auf dem Betriebshofgelände. 1964 erhielt der Betriebshof eine neue Waschanlage und einen Hebestand sowie eine neue Ausfahrt. Der Betriebshof wurde 1993 stillgelegt. Es war lange geplant, dass auf dem Gelände dieses Betriebshofs das Straßenbahnmuseum München entstehen sollte, doch dies geschah dann in der Hauptwerkstätte an der Ständlerstraße. Die übrig gebliebenen Hallen wurden 2008 abgerissen; die Gleisanschlüsse wurden entfernt. Die Fläche betrug kurz vor der Privatisierung 45.000 m².

#### Betriebshof 4 / 8
Wilhelmstraße (1877–1970): Das Depot an der Wilhelmstraße 19 wurde als Remise für die nördliche Schwabinger Linie am 6. Oktober 1877 als zweiter Betriebshof eröffnet. Er enthielt ein Stallgebäude für 80 Pferde und eine Wagenremise für 20 Pferdebahnwagen, ab 1884 36 Wagen. Ab 1900 wurde der Betriebshof gründlich für den elektrischen Betrieb umgebaut. Die Halle bot Platz für 48 Trieb- und 43 Beiwagen. Der Bahnhof erhielt schließlich die Nr. 4, später die Nr. 8, dann die Nummer 4a. 1930 wurde er zugunsten des nahegelegenen Betriebshofs Soxhletstraße aufgelassen, diente aber noch bis 1970 als Gleisbauwerkstätte.

Soxhletstraße (1913–1970): An der Soxhletstraße 14, unweit des Betriebshofs Wilhelmstraße, wurde 1913 ein neuer Bahnhof mit zunächst zwei Hallen für insgesamt 80 Triebwagen eröffnet. Das Depot hatte zunächst die Nummer 8, bekam aber später mit Auflassung des Betriebshofs Wilhelmstraße die Nummer 4. 1929 wurde eine neue große Wagenhalle eröffnet. Im Zweiten Weltkrieg wurde er nur minimal beschädigt. Bevor 1967 der Testbetrieb der Münchner U-Bahn begann, wurden hier die ersten U-Bahn-Wagen übernommen. Am 15. Juni 1970 wurde der Betriebshof geschlossen und Mitte der 1980er-Jahre abgebrochen.

#### Betriebshof 5
Nymphenburger Straße (1876–1928): Der Straßenbahnhof an der Nymphenburger Straße 81 wurde als erster errichtet. Er hatte ein Fassungsvermögen von 90 Pferden und 40 Wagen. Ab 1883 wurden zusätzliche Hallen für die Dampftrambahn dazugebaut. 1899/1900 wurde der Betriebshof für die elektrische Straßenbahn gründlich umgebaut und bot nun Platz für 30 elektrische Straßenbahnwagen. In der Werkstätte hatten vier Straßenbahnwagen gleichzeitig Platz. Der Betriebshof erhielt später die Nr. 5 und wurde am 15. August 1928 – er war längst zu klein geworden – aufgelassen.
Dachauer Straße (1928–1977): Da der Betriebshof an der Nymphenburger Straße längst nicht mehr ausreichte, kaufte die Stadt ein 32.500 Quadratmeter großes Grundstück an der Dachauer Straße 104 und errichtete dort bis 1928 den neuen Betriebshof 5. In der Halle hatten insgesamt 95 Dreiwagenzüge Platz, in einer weiteren Halle 45 weitere Wagen. Der Betriebshof wurde im Zweiten Weltkrieg zu 75 Prozent zerstört und bis 1949 wieder aufgebaut. Er erhielt in den 1950er Jahren eine moderne Waschanlage. 1977 wurde er im Zuge von Rationalisierungsmaßnahmen stillgelegt. Die letzten Hallen wurden 2010 abgerissen.

#### Betriebshof 6
Hofmannstraße (1912–1971): 1910 erwarb die Stadt ein Fabrikgelände an der Hofmannstraße 38. Zwei Jahre später wurde dort ein neues Depot errichtet. Es bekam später die Nummer 6. Die Wagenhalle bot Platz für 63 Trieb- und 75 Beiwagen. Eine Werkstatt war ebenso eingerichtet wie einige Dienstwohnungen. 1925 wurde die Anlage so erweitert, dass nun 80 Beiwagen Platz fanden. Der Betriebshof wurde im Zweiten Weltkrieg zur Hälfte zerstört. Nach dem Krieg wurde er wieder aufgebaut; es entstand zusätzlich eine Halle für die neu in Betrieb genommenen Oberleitungsbusse. In den 1950er Jahren wurde die Anlage weiter modernisiert und für Großraumwagen (Serie M) umgebaut. Am 19. Oktober 1971 wurde der Betriebshof stillgelegt. Es ist im Gespräch, ihn im Zuge des Baus der Westtangente zumindest teilweise wieder zu reaktivieren.

#### Betriebshof 7

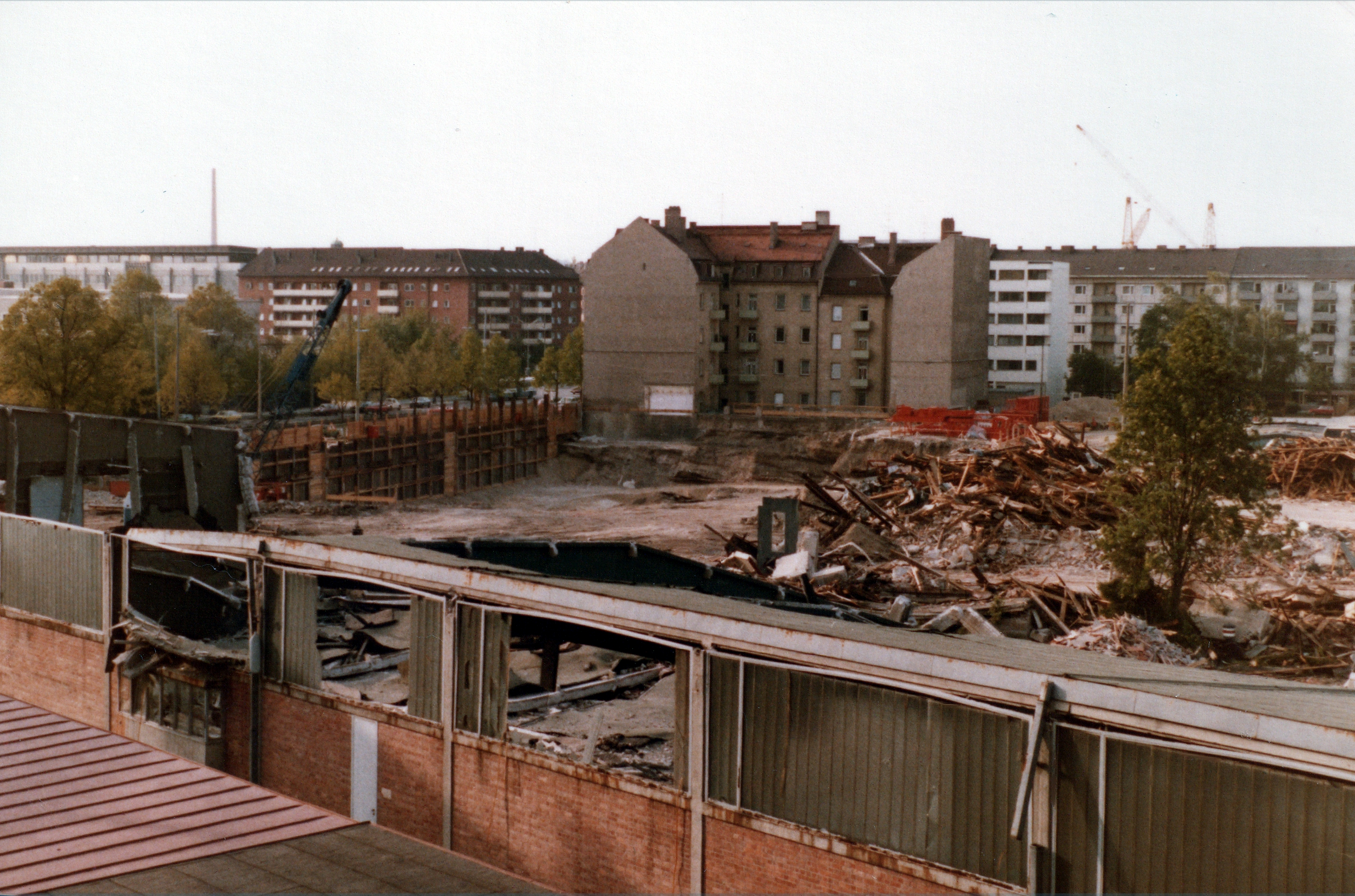
Abbrucharbeiten am Betriebshof in der Schlierseestraße

Schlierseestraße (1913–1972): Ab 1912 wurde auf einem durch die Stadt neu erworbenen Grundstück an der Schlierseestr. 43–45 ein neuer Betriebshof erbaut; dieser ging als Nummer 7 im Jahr 1913 in Betrieb. 1924 wurde der Betriebshof um eine weitere Wagenhalle erweitert, ebenso errichtete man einen Sportplatz für die Straßenbahnbediensteten. Der Betriebshof wurde im Zweiten Weltkrieg zu 41 Prozent zerstört. 1959 erhielt er eine moderne Waschanlage. Am 27. Mai 1972 erfolgte die Stilllegung.

## Ausbau

### Im Bau

#### Tram-Westtangente

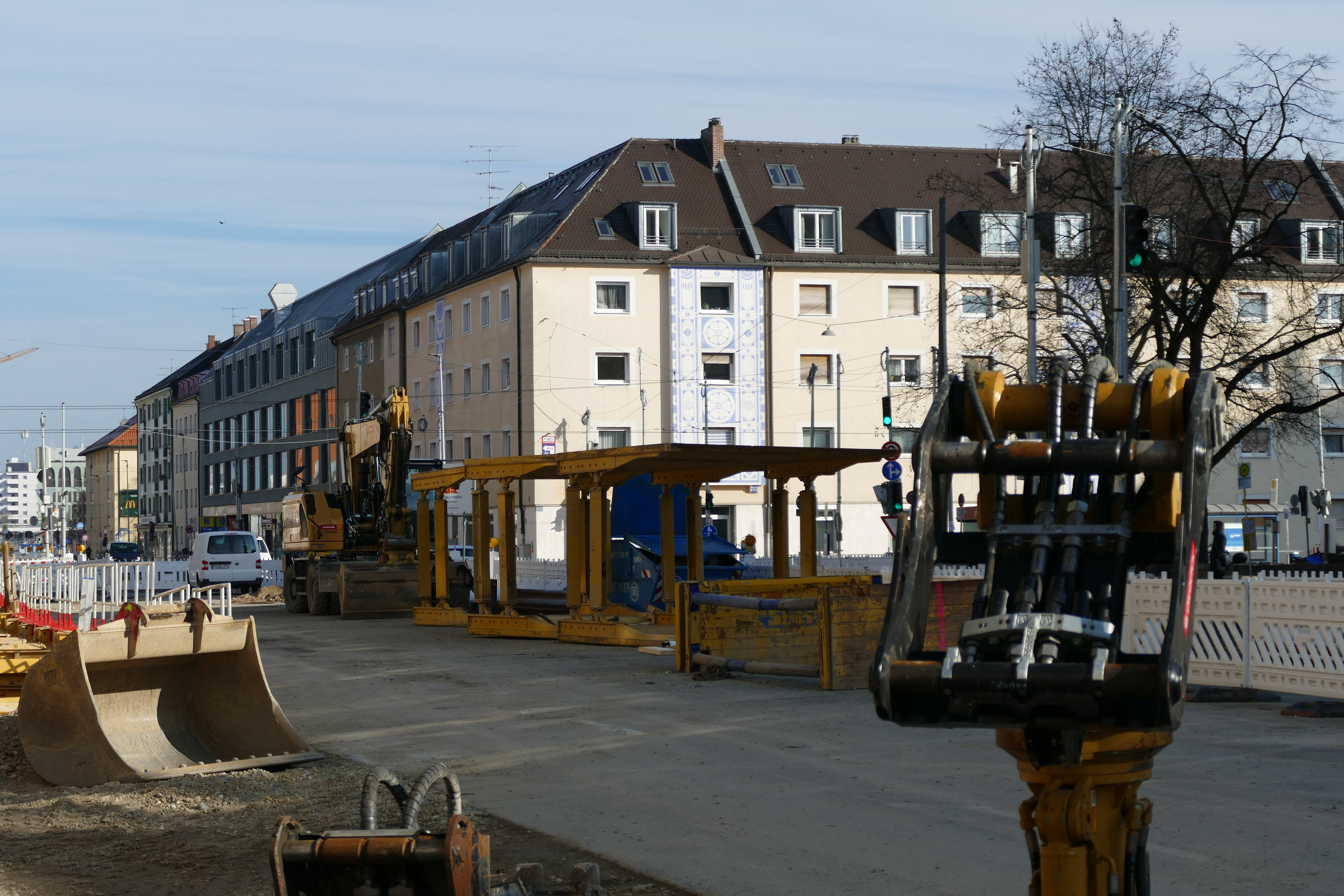
Baustelle an der Kreuzung Fürstenrieder Straße/Agnes-Bernauer-Straße im März 2025

Beginnend am U-Bahnhof Aidenbachstraße (U3), soll die Westtangente exakt dem Linienverlauf der heutigen MetroBus-Linie 51 nach Norden bis zum Romanplatz folgen. Die Strecke zwischen Ratzingerplatz/Aidenbachstraße und Romanplatz entspricht dem von 1948 bis 1966 bestehenden Oberleitungsbus München. Ein Abzweig ab Waldfriedhof zum Lorettoplatz ist nicht mehr vorgesehen. Die Gleise der 1993 eingestellten Strecke (zuletzt Linie 26) wurden im Sommer 2010 abgebaut, die ehemalige Trasse wird anderweitig genutzt. Der stillgelegte Straßenbahntunnel an der Kreuzung Boschetsrieder Straße/Drygalski-Allee im Stadtteil Obersendling wird nicht weiter benötigt und soll zugeschüttet werden. Im März 2018 beschloss der Münchner Stadtrat den Bau. Die Gesamtbaukosten wurden im November 2023 auf 490 Millionen Euro geschätzt.
Nachdem die Regierung von Oberbayern den Planfeststellungsbeschluss erteilte, kündigte die Münchner Verkehrsgesellschaft den Spatenstich für Anfang 2024 an. Im November 2023 wurde mit vorbereitenden Baumfällungen zwischen Romanplatz und Gaßnerstraße begonnen. Weil sich die Fertigstellung der Umweltverbundröhre am Bahnhof München-Laim durch die Deutsche Bahn um zwei Jahre verzögert, wird demnach der Abschnitt Romanplatz – Agnes-Bernauer-Straße erst im Jahr 2028 befahrbar sein, während bereits am 20. Dezember 2025 der Abschnitt Agnes-Bernauer-Straße – Ammerseestraße in Betrieb genommen werden soll. Dieser soll dann durch eine Linie 14 Pasing – Fürstenrieder Straße – Laimer Platz – Ammerseestraße – Gondrellplatz bedient werden. Die Inbetriebnahme der übrigen Abschnitte Ammerseestraße – Ratzingerplatz und Ratzingerplatz – Aidenbachstraße wurde für Ende 2027 und Ende 2028 terminiert.
Baubeginn war im Mai 2024, die Kapazität der Fürstenrieder Straße für den allgemeinen Verkehr ist deshalb während der Bauphase um rund 70 % reduziert.

#### Tram-Betriebshof Ständlerstraße
Derzeit wird an der Ständlerstraße ein neuer Tram-Betriebshof errichtet. Eine erste Teilinbetriebnahme ist 2027 geplant.

### In Planung

#### Tram Johanneskirchen
Die Tram Johanneskirchen war ursprünglich ein Teil der geplanten Tram-Nordtangente und wird nach vorläufigen Scheitern der Planung als einziger Planungsabschnitt dieser weiterverfolgt. Die geplante neue Strecke zweigt von der bestehenden Linie nach St. Emmeram ab und bindet den S-Bahnhof Johanneskirchen ans Tramnetz an. Dadurch würde auch eine neue Verbindung zur Flughafen S-Bahn (S8) geschaffen. Geplant ist eine etwa ein Kilometer lange Strecke entlang der Johanneskirchner Straße. Von der bestehenden Station Regina-Ullmann-Straße soll die Trambahn über die neue Station Ringofenweg zur Endstation Johanneskirchen Bf. verkehren.
Geplant war ursprünglich eine Inbetriebnahme Ende 2025. Inzwischen wird nicht mit einer Fertigstellung vor Ende 2027 gerechnet. Durch Klagen von Anwohnern könnte sich der Bau weiter nach hinten verzögern.

#### Tram Münchner Norden
Der Norden Münchens soll durch die geplante Tram Münchner Norden durch neue Linienführungen erschlossen werden. In einem ersten Bauabschnitt soll die bestehende Linie 23 von der bisherigen Endhaltestelle Schwabing Nord auf einer ca. 3,5 Kilometer langen Strecke mit sechs neuen Haltestellen (Maria-Probst-Straße, Neufreimann, Werner-Egk-Bogen, Paul-Hindemith-Allee, Bernsteinweg, Kieferngarten) bis zum U-Bahnhof Kieferngarten verlängert werden. Hierbei müssen die Gleisanlagen des DB-Nordrings überquert werden. Entsprechende Vorarbeiten für eine Überführung für die Tram, Fußgänger und Radfahrer über den Münchner Nordring sollten ab Anfang 2024 erfolgen. Ende Oktober 2024 wurde der Planfeststellungsbeschluss für diesen Abschnitt erlassen. Im Juli 2025 wurde der Baubeginn für Herbst 2025 angekündigt. Dieser Abschnitt soll Ende 2027 fertiggestellt sein.
In einem zweiten Schritt ist es geplant, auf einer ca. 2,2 Kilometer langen Strecke mit weiteren sechs Haltestellen (Grusonstraße, Paracelsusstraße, Heidemannstraße, Rothpletzstraße, Rathenaustraße, Am Hart) einen Abzweig zum U-Bahnhof Am Hart zu schaffen. Nach Fertigstellung soll die Linie 23 von Schwabing Nord bis zur  Endhaltestelle Am Hart fahren. Eine neue Linie 24 soll auf der Querverbindung zwischen Am Hart und Kieferngarten pendeln. Die Entwurfsplanung für den zweiten Bauabschnitt sollte Ende September 2024 beendet werden. Dieser Abschnitt soll Ende 2029 fertiggestellt sein.
2025 wurde das Projekt mit einem Nutzen-Kosten-Verhältnis von 2,61 bewertet und die Gesamtkosten mit rund 360 Millionen Euro veranschlagt.

### In Vorplanung

#### Tram Lerchenauer Feld (ehemals Tram Y-Nord)
Geplant sind drei Bauabschnitte: Erstens von der Hochschule München entlang der Lothstraße zum Nordbad. Zweitens vom Petuelring über die Schleißheimer Straße bis Am Hart. Drittens von Am Hart bis zum geplanten Stadtentwicklungsgebiet Lerchenauer Feld in Feldmoching. Durch die Verzweigung ergibt sich im Norden die Form eines Y, wonach das Neubauprojekt anfangs benannt war.

#### Tram Ramersdorf-Perlach
Entlang der derzeitigen Buslinie 55 soll auf einer 7,5 Kilometer langen Strecke vom Ostbahnhof nach Ramersdorf und von dort aus weiter nach Neuperlach Zentrum eine neue Verbindung in den Münchner Südosten entstehen. Langfristig wäre sogar eine Verlängerung über Waldperlach bis nach Putzbrunn denkbar.

#### Tram Wasserburger Landstraße
Geplant ist der Neubau einer Strecke und damit die Verlängerung der Linie  zwischen der Kreillerstraße und Trudering entlang der Wasserburger Landstraße, eventuell auch weiter bis Haar und mit einem Abzweig in Neubaugebiete nördlich der Bahnstrecke München–Rosenheim.

### In Untersuchung

#### Tram Dachau
Denkbar ist eine Verlängerung der Linie  ab Moosach weiter bis Karlsfeld oder nach Dachau.
Am 12. März 2025 unterzeichneten der Landrat Stefan Löwl (CSU) und Münchens Mobilitätsreferent Georg Dunkel eine Vereinbarung, die Grundlage für die Ausschreibung einer Machbarkeitsstudie im ersten Halbjahr 2025 sein soll (Kostenschätzung rund 600.000 Euro, geplanter Arbeitsbeginn im Spätherbst 2025). Damit könnten erste Erkenntnisse über die Optionen für die Streckenführung im Jahr 2027 vorliegen.
Bei der Eisenbahnüberführung über die Dachauer Straße, die aktuell als wichtigster neuralgischer Punkt für diese Verlängerung von München-Moosach zum Bahnhof Dachau eingestuft wird, soll im Rahmen der anstehenden Erneuerung die Fahrbahn um 20 Zentimeter auf 4,70 Meter abgesenkt werden, sodass dort genügend lichte Höhe für eine mögliche Straßenbahnstrecke entsteht.

#### Tram Berg am Laim – Daglfing
Angedacht ist eine Verlängerung der Linie  von Berg am Laim Bahnhof über die Eggenfelder Straße und ggf. Rappelhofstraße, die Riemer Straße und die Rennbahnstraße nach Daglfing, um die neuen Wohngebiete im Münchner Nordosten besser zu erschließen. Alternativ ist eine Streckenführung über das Gewerbegebiet Steinhausen denkbar. Ende Juli 2025 beschloss der Stadtrat die Planung der Straßenbahnverlängerung.

#### Tram Amalienburgstraße–Freiham
Durch die Verlängerung der Linie  von der Amalienburgstraße aus würden vier S-Bahnen und eine (mit Stand 2025 erst geplante) U-Bahn miteinander verbunden werden. Angedacht ist derzeit eine Streckenführung über den S-Bahnhof Obermenzing (S2), entlang der Verdistraße, der Blutenburg und der Bergsonstraße durch den Stadtteil Obermenzing zur S-Bahn-Station Langwied (S3). Von dort könnte die Tram zum S-Bahnhof Aubing durch den gleichnamigen Stadtteil Aubing (S4) fahren und die Trasse dann entlang der Aubinger Allee, wo in der Zukunft eine Umsteigemöglichkeit zur verlängerten U5 in Freiham möglich wäre, zum S-Bahnhof Freiham (S8) führen.

#### Tram Parkstadt Solln
Angedacht ist eine Verlängerung der derzeit in Bau befindlichen Westtangente von der Aidenbachstraße nach Süden bis in die Parkstadt Solln.

#### Tram-Südtangente
Eine weitere Tangentialverbindung könnte zukünftig im Münchner Süden entstehen. Als Abzweig von der Tram-Westtangente am Waldfriedhof (Fürstenrieder Straße) könnte die Tram entlang der U-Bahnhöfe Harras, Brudermühlstraße und Candidplatz zur Tegernseer Landstraße verkehren und von dort weiter über die Welfenstraße zum Ostbahnhof. Denkbar erscheint im Westen zudem eine weitere Verlängerung in das Würmtal in die Gemeinden Planegg oder Gräfelfing und im Osten nach Giesing oder Neuperlach.

### Frühere Planungen

#### Tram-Nordtangente
Die Nordtangente soll zwischen dem Elisabethplatz (Linie 27) über den U-Bahnhof Giselastraße und den Englischen Garten zur Tivolistraße (Linie 16) verlaufen. In den letzten hundert Jahren gab es verschiedene Pläne für eine Tramlinie durch den Englischen Garten, von denen jedoch keiner verwirklicht wurde. Der momentane Vorschlag sieht vor, die Züge mit zusätzlichen Energiespeichern (Sekundärzellen) auszustatten, um den Park ohne Oberleitung durchqueren zu können. Am 14. Juli 2017 befürwortete Ministerpräsident Horst Seehofer das Projekt, worauf im September 2017 der Freistaat Bayern als Eigentümer des Englischen Gartens einer Wiederaufnahme der Planung zustimmte. Im Januar 2018 bat der Münchner Stadtrat die Verwaltung sowie die Stadtwerke in Abstimmung mit den Fachdienststellen des Freistaates formell um die Wiederaufnahme der Planungen sowie einer Untersuchung zur Machbarkeit einer Streckenführung über die Münchner Freiheit. Zwischen November 2017 und Juli 2019 wurden an insgesamt zwölf Stellen Baugrund- und im Juli 2017 im Englischen Garten Baumuntersuchungen durchgeführt. Im weiteren Plan sollten gegen Ende 2019 mit dem Trassierungsbeschluss die SWM beauftragt werden, einen Antrag auf Planfeststellung einzureichen. Eine Inbetriebnahme war für 2025 geplant. Im Juli 2022 beschloss der Stadtrat eine Neuplanung der Trassierung auf der Leopoldstraße, damit die Tram auf dem 700 Meter langen Abschnitt zur Münchner Freiheit eigene Gleise bekommt. Ende 2022 ging die Verwaltung von einem Baubeginn erst im Jahr 2027 aus. Den Baubeginn für den Abschnitt durch den Englischen Garten terminierte sie für 2025. Im Juli 2024 zog die bayerische Staatsregierung ihre Zustimmung für die Strecke durch den Englischen Garten final zurück, woraufhin die MVG die Planungen für die Neubaustrecke eingefroren haben.
Zu dem Projekt zählt auch der Bau einer Abzweigung von der Strecke nach St. Emmeram zum S-Bahnhof Johanneskirchen, die als einziger Planungsteil weiterverfolgt werden soll.

#### Weitere frühere Planungen
- : Verlängerung zur Blumenau im Westen
- 1: Verlängerung zum U-Bahnhof Michaelibad im Osten
- Waldfriedhof–Planegg: Entlang der Würmtalstraße wie Buslinie 268, dann wie Linie 265 bis Planegg.
- Hauptbahnhof–Silberhornstraße: Wie Buslinie 58/68#
- 1: Anstatt der früher erwogenen Verlängerung der U1 vom Mangfallplatz könnte die Linie 18 im Süden über die Stadelheimer, Nauplia- und Seybothstraße zum Krankenhaus Harlaching bzw. zur Großhesseloher Brücke verlängert werden.
- Alte Messe–Nordbad: Neue Strecke vom U-Bahnhof Schwanthalerhöhe via Heimeran- und Schwanthalerstraße zum Hauptbahnhof, wo die Strecke mit der Planung Hauptbahnhof–Silberhornstraße verknüpft werden könnte. Weiter wird die Strecke nordwärts durch die Seidl- und die Schleißheimer Straße zum Gleisdreieck am Nordbad geführt.
- : Verlängerung von Moosach oder vom Westfriedhof zum S-Bahnhof Untermenzing
- 1: Verlängerung der Straßenbahn von St. Emmeram nach Unterföhring, wegen der Beschaffenheit der dann zu nutzenden Brücke über den Föhringer Ring und der beengten Straßensituation in Unterföhring jedoch sehr unwahrscheinlich.
- Olympia-Einkaufszentrum–Johanneskirchen Bf.: Neue Tangente im Norden Münchens (wie Buslinie 50)
- Harras – Rotkreuzplatz – Münchner Freiheit (wie Buslinie 53)
- Verlängerung der Tram-Südtangente über Giesing zum Ostbahnhof
- Am Hart – Goldschmiedplatz
- Münchner Freiheit – Ingolstädter Straße – Neuherbergstraße – Dülferstraße – Schleife durch das Hasenbergl – Feldmoching
- Hauptbahnhof – Barer Straße – Münchner Freiheit[172]
- Wettersteinplatz – Baldeplatz – Goetheplatz – Paul-Heyse-Unterführung (mit Zugang Hbf.) – Seidlstraße – Stiglmaierplatz – Maßmannstraße – Schleißheimer Straße – Nordbad – Petuelring – FIZ BMW – Am Hart – Kieferngarten – Fröttmaning[172]
- Brudermühlstraße – Großmarkthalle – Regionalzughalt Poccistraße/Viehhof – Sendlinger Tor – Karlsplatz – Lenbachplatz – Maximiliansplatz – Odeonsplatz – Ludwigstraße – Münchner Freiheit[172]

Für die Erschließung des Neubaugebiets in Freiham wurde 2015 alternativ eine Verlängerung der U-Bahn-Linie 5 oder der Tram 19 in Betracht gezogen; Anfang 2019 entschied sich der Stadtrat zugunsten der U-Bahn.

#### Stadt-Umland-Bahn
Für den zukünftigen dezentralen Ausbau des Netzes wurde ein Szenario Stadt-Umland-Bahn diskutiert, bei dem geeignete Fahrzeuge die dann miteinander zu verbindenden Strecken von S-, U- und Trambahn gemeinsam nutzen könnten.

## Sonstiges
Im bis heute populären Stück Ein Wagen von der Linie 8 des Volkssängers Weiß Ferdl werden alltägliche Begebenheiten aus der Münchner Straßenbahn in liebevoll-satirischer Weise aufs Korn genommen. Ähnlich verfährt Ludwig Thoma im 2. Kapitel seines Buchs Ein Münchner im Himmel. Es trägt den Titel „Auf der Elektrischen“. Die Straßenbahn war ferner der Schauplatz von Sketchen des Komikerpaares Karl Valentin und Liesl Karlstadt. Die Münchner Straßenbahn bildete außerdem von 2007 bis 2024, mit weiteren bayerischen Städten, den Schauplatz der Sendung „Nachtlinie“ des bayerischen Rundfunks.